# Klasszicista építészet Magyarországon
Ez a szócikk a Habsburg Birodalom részét képező Magyar Királyság építészetéről szól, így olyan földrajzi területeket is érint, amelyek ma már nem Magyarország részei.

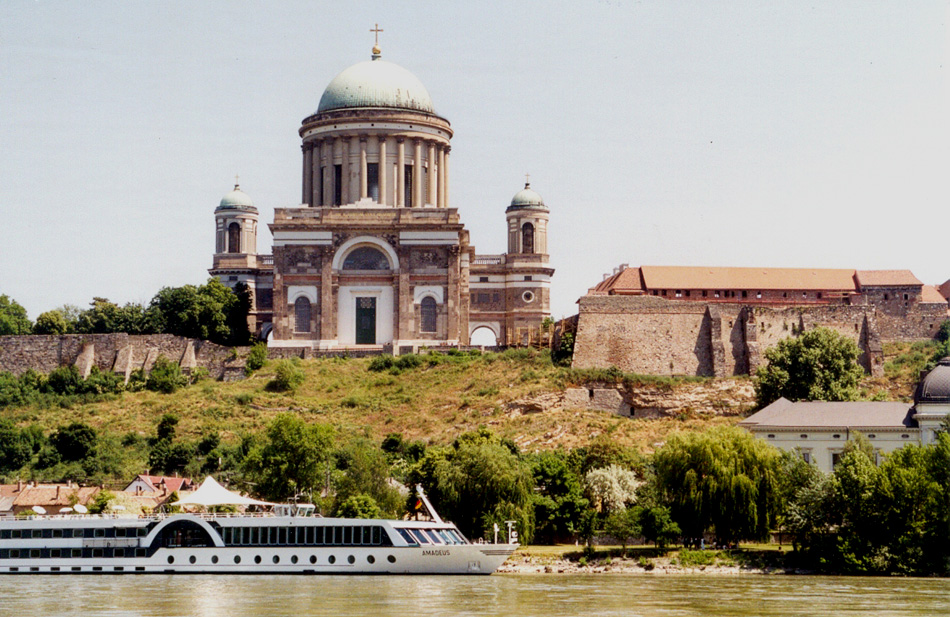
Az esztergomi bazilika

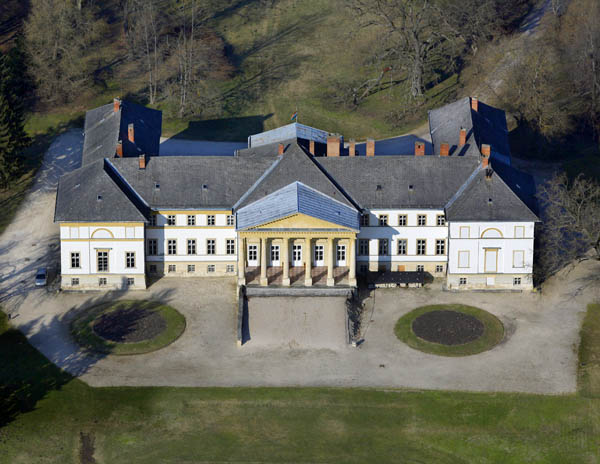
Festetics-kastély, Dég

A klasszicista építészet Magyarországon egy kicsit később kezdett kibontakozni, mint az Európa nyugati felén jelentkező klasszicizmus. A Magyar Királyság építészetében a 19. század elejétől az 1850-es évekig volt uralkodó ez a stílus.
A magyarországi klasszicista építészet kiemelkedő alakjai Hild József és Pollack Mihály; legfontosabb alkotása a Magyar Nemzeti Múzeum. A kor egyházi építészetének kiemelkedő emlékei az esztergomi bazilika, az egri főszékesegyház és a debreceni református nagytemplom. A reformkor idején megerősödő köznemesség és városi polgárság építkezéseinek ma is számos emléke áll: megye- és városházák, más középületek, lakóházak, kúriák, villák és kastélyok. A tájképi kertekkel ölelt magyar klasszicista kastélyok szép példái a dégi Festetics-kastély, a lovasberényi Cziráky-kastély, a csákvári Esterházy-kastély.
A kor fontos klasszicista stílusban emelt épületei közül több, így a Pesti Vigadó elődje, a Redoute, a Pesti Német Színház vagy az alcsútdobozi nádori kastély, mára elpusztult.

## Megnevezés
A magyarul esetenként a kor meghatározó államférfijára, József nádorra utalva palatinus stílus néven is emlegetett építészeti stílust számos nyelven „neoklasszicizmusként” ismerik, mivel ezeken a nyelveken a „klasszicizmus” az antik korok építészetét jelöli. Magyarul a neoklasszicizmus kifejezés a 19. század második felétől elterjedő historizálás és az ezt követő korokban született, antik formajegyeket használó épületek esetén helytálló. A kor bútorművészetében használatos a biedermeier stílusnév; Lyka Károly ezt általánosan értelmezi a klasszicizmus időszakra, és helyette a „táblabíró világ” művészete elnevezést használta, ez azonban a szakirodalomban és a köznyelvben sem honosodott meg.

## Politikai és történelmi körülmények
II. József halála után a politikai hatalom Magyarországon a nemesi vezetésű vármegyék kezébe került. Az ország fejlesztésében méltó társra találtak az 1796-ban, a pozsonyi országgyűlésen közfelkiáltással megválasztott nádor, Habsburg József személyében. Részben az ő kezdeményezéseinek hatására, részben az öntudatra ébredő, az ország modernizációját sürgető főnemesség kezdeményezésére, az 1825–27-es pozsonyi országgyűléssel számos változás indult el, amelyek miatt ezt az 1848-ig terjedő korszakot reformkornak nevezik.
Ez volt az az országgyűlés, amikor az 1802-ben könyvtárát a nemzetnek adományozó édesapja, Széchényi Ferenc nyomdokaiba lépve Széchenyi István egyévi teljes jövedelmét ajánlotta fel a Magyar Tudományos Akadémia megalapítására. Széchenyi a gazdasági reformtörekvések élére állva nemcsak írásművekben, hanem konkrét lépésekkel, gyáralapításokkal, közlekedési beruházások kezdeményezésével irányította a modernizációt. Mellette az 1830-as évektől Kossuth Lajosnak, Wesselényi Miklósnak, Batthyány Lajosnak, Kölcsey Ferencnek és Deák Ferencnek jutott komoly szerep az ország politikai vezetésében.
A reformkort az 1848–49-es forradalom és szabadságharc, valamint az azt követő elnyomás, a Bach-korszak zárta le végleg, ám eredményeire épült az 1867-es kiegyezést követő dualizmus.

## A magyarországi klasszicista építészet jellemzői
|  | „…a klasszicizmus – vagy ahogyan korábban nevezték, a neoklasszicizmus – sem egyértelmű stílusfogalom. Elsősorban azt tartalmazza, – és ezt az értelmét minden interpretáció megtartotta –, hogy az antik építészet elemeit, főleg az oszloprendeket alkalmazza tagoló és díszítő elemként. Jelenti egyben azt is, ami az antik építészetre is jellemző volt: a kiegyensúlyozott nyugalomnak, a gondosan mérlegelt arányoknak az uralmát, tehát valami harmonikus egyensúlyt, ami hiányzott a megelőző korszak, a barokk mozgalmas, fantáziát és szenvedélyt felébresztő jellegéből.” |
|  | – Zádor Anna |

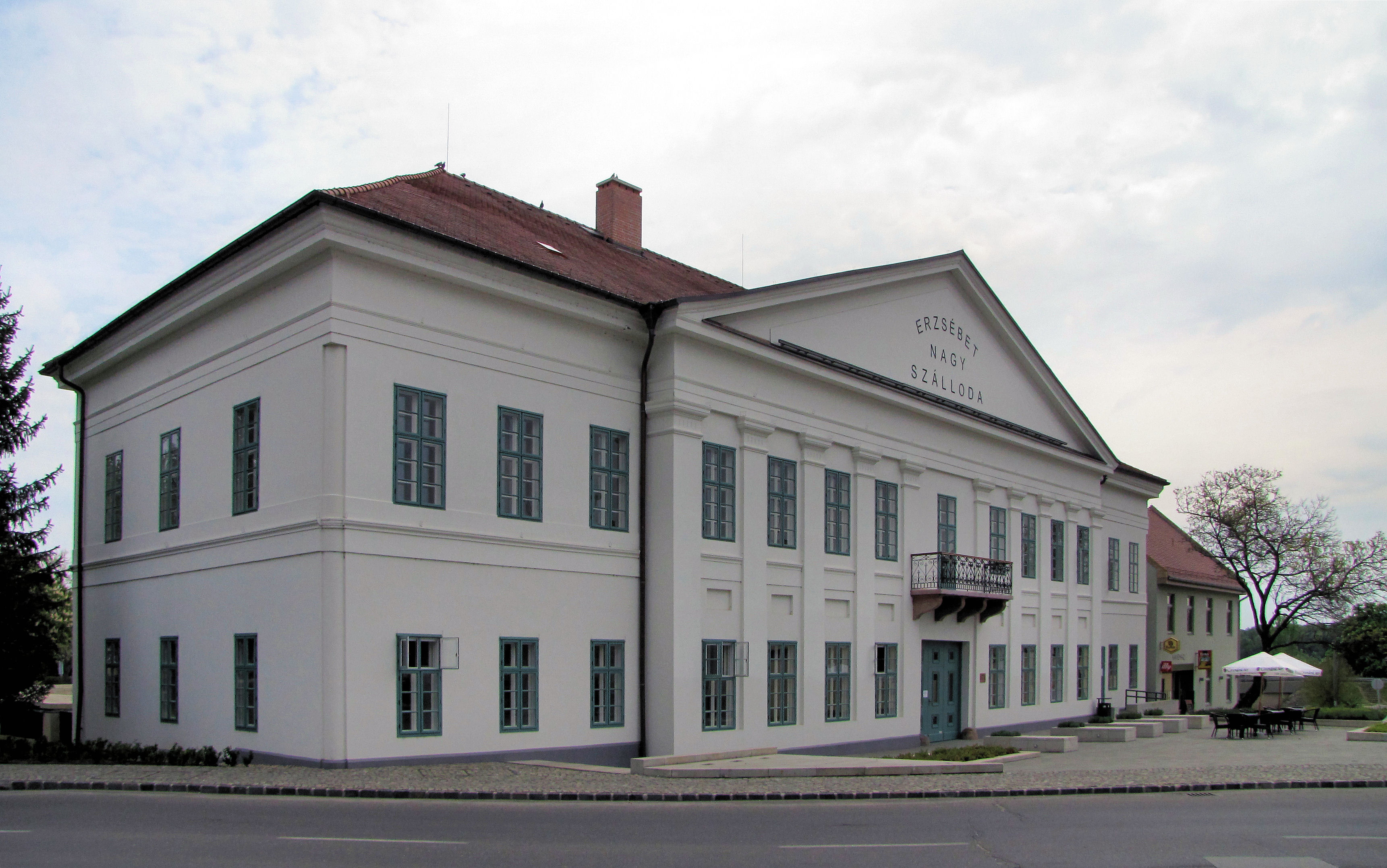
Erzsébet Szálló, Paks

A magyarországi klasszicizmus emlékei nehezen mérhetőek össze a kor angliai, franciaországi, németországi vagy oroszországi emlékeivel. Gazdasági lehetőségek és a megbízók hiányai miatt általában kisebb volumenű építkezések folytak, gyakori volt az is, hogy a megbízók hagyományos ízlése állta útját egy-egy progresszívebb tervnek (például a debreceni nagytemplom esetében). A klasszicizmus ezért Magyarországon nem a reprezentativitás, hanem a praktikum, a gyakorlatiasság jelképe lett.
A magyarországi klasszicista épületek általában kevés, egyszerű mértani elemből állnak, ilyen a hasáb, a kocka, a henger, a félhenger és a félgömb. Az épület kubusát az alacsony hajlásszögű tető sem zavarja, ezt olykor a magas attika mögé rejtik. A homlokzatokra az egységes, oldalrizalitok nélküli összkép, a nyugodt, horizontális tagolás a jellemző, ablaksorokkal, ismétlődő motívumokkal. A reprezentativitást a kiemelt középrizalit fejezi ki, legtöbbször előcsarnokszerű, oszlopos, háromszögű oromzattal vagy erkéllyel koronázva.
A kor jellemző vonása a középkor kultúrája és építészete iránt nosztalgiával visszatekintő romantikus szemlélet, amely a legerősebben a kert- és tájépítészetben érhető tetten. Egyre gyakoribb azonban, hogy nagyobb léptékű épületeken is neoromán, neogót elemeket alkalmaztak (például a pécsi székesegyház 1805–1812 közötti, Pollack Mihály-féle helyreállítása vagy a pétervásárai plébániatemplom); ez már a romantikus stílus, illetve a historizmus előfutárának tekinthető.
A megbízók körében a barokkhoz hasonlóan továbbra is meghatározó egyház és a nemesség által építtetett templomok, rendházak, paloták és kastélyok mellé felzárkózott a polgárság; növekvő gazdasági súlyukat városi lakóházak, villák sora jelezte. Ezeknek és az egyre számosabb középületnek, elsősorban a megye- és városházáknak, a kulturális célú középületeknek (színházak, vigadók, kaszinók), a fürdőknek és a gazdasági épületeknek köszönhetően a klasszicizmus stílusjegyei egészen a legalsóbb társadalmi rétegek építészetéig eljutottak, és megjelentek a falusi parasztházak homlokzatán is.
A klasszicizmus korában kevés az országos hírű építész; a névsorból az utókor értékelése alapján egyértelműen Pollack Mihály és Hild József emelkedik ki. Többen, mint az egri Povolny Ferenc, az esztergomi Packh János, a klasszicizáló késő barokk stílusban alkotó erdélyi Ugrai László vagy a soproni Hild család, alapvetően egy meghatározott régióban tevékenykedtek, és csak ritkán mozdultak ki onnan. Az építkezések túlnyomó többsége névtelen helyi pallérok, építőmesterek, esetleg képzetlen polgárok munkája. A nemesi családokra a barokk időszakhoz hasonlóan továbbra is jellemző, hogy külföldi, elsősorban bécsi építészeket foglalkoztattak; az Esterházyak megbízására például a francia származású Charles Moreau, a Károlyiaknak Heinrich Koch és Anton Pius Riegl emeltek meghatározó, fontos épületeket.
Amíg a képzőművészet vagy a zene területén a 19. század első felében már Magyarországon is határozottan megjelent a nemzeti sajátosságok keresése, az építészetben ez a folyamat igen visszafogottan jelentkezett. Első jelei jellemzően a klasszicista stílus keretein belül tűntek fel, mint a cseh származású, német műveltségű pozsonyi rajztanár, Johann Shcauff nemzeti oszloprend-terve 1790-ből, amely a klasszikus dór, jón és korinthoszi oszlopok mellé magyar stílusút kínált.
|  | „A bátor huszárt a huszárcsákó-forma oszlopfejezet, a törökkel szembeni bátorságát az oszloplábazaton látható turbán jelképezi. A gerendázat díszítése a magyar lovasság pompájára utal, a frízt pedig a magyar címer ismétlődő motívumsora alkotja, párkányzatán a korona díszítményeire való utalással. A párkány zárólapja pedig baldachinként, vagyis trónmennyezetként tekinthető.” |
|  | – Johann Schauff |

Schauff nyomán Bellaágh József kassai építész és rajztanár is magyar oszloprendet rajzolt, 1834-ben készült, egynyelvű, kéziratban maradt építészeti szótárában. Megvalósult példája azonban egyik elképzelésnek sem ismert; a tervekhez legközelebb a bajai Vojnits-kúria homlokzati pilaszterfői állnak, amelyekben a magyar címer jelent meg.

## A klasszicista stílus fontosabb építészei Magyarországon

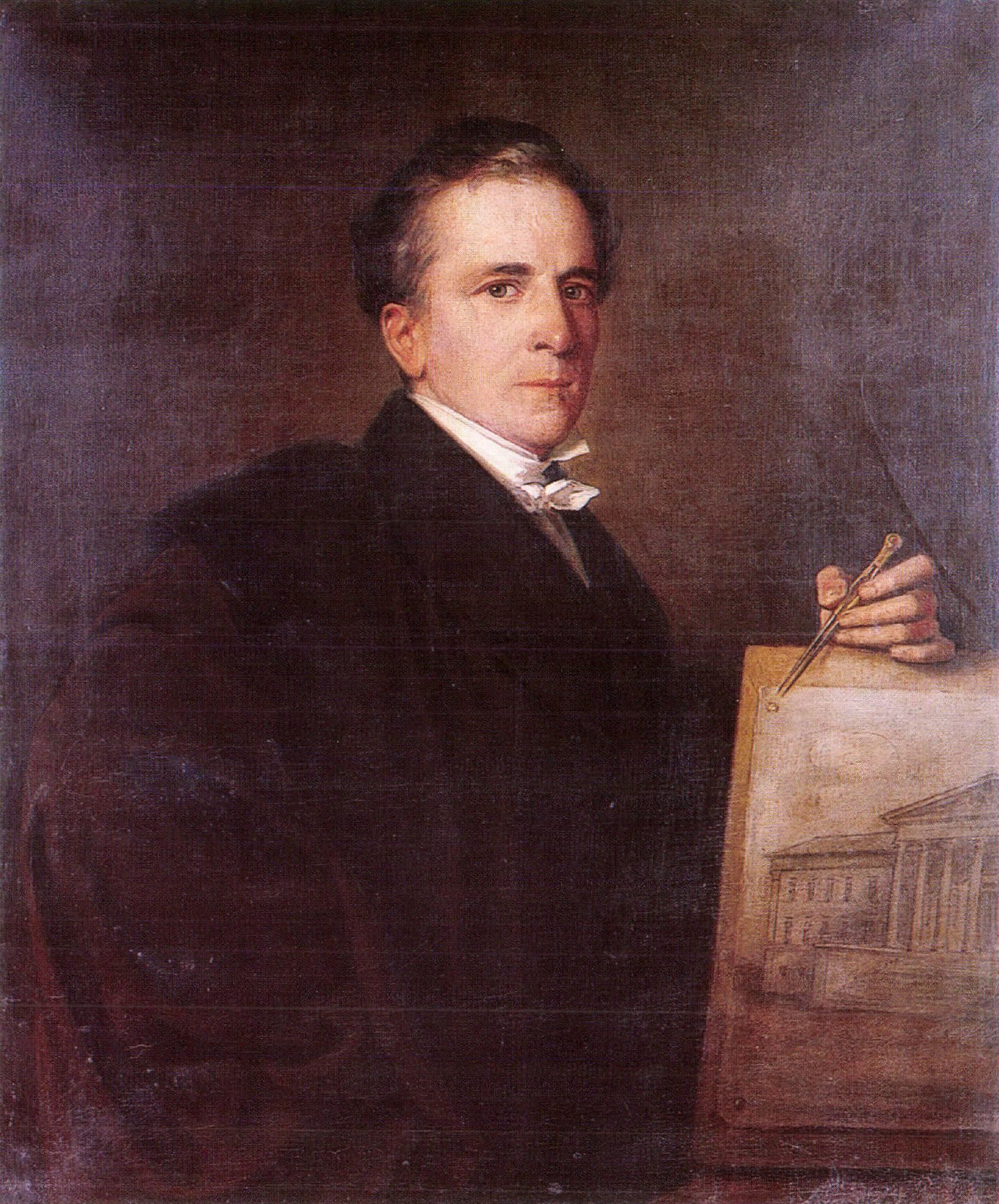
Pollack Mihály

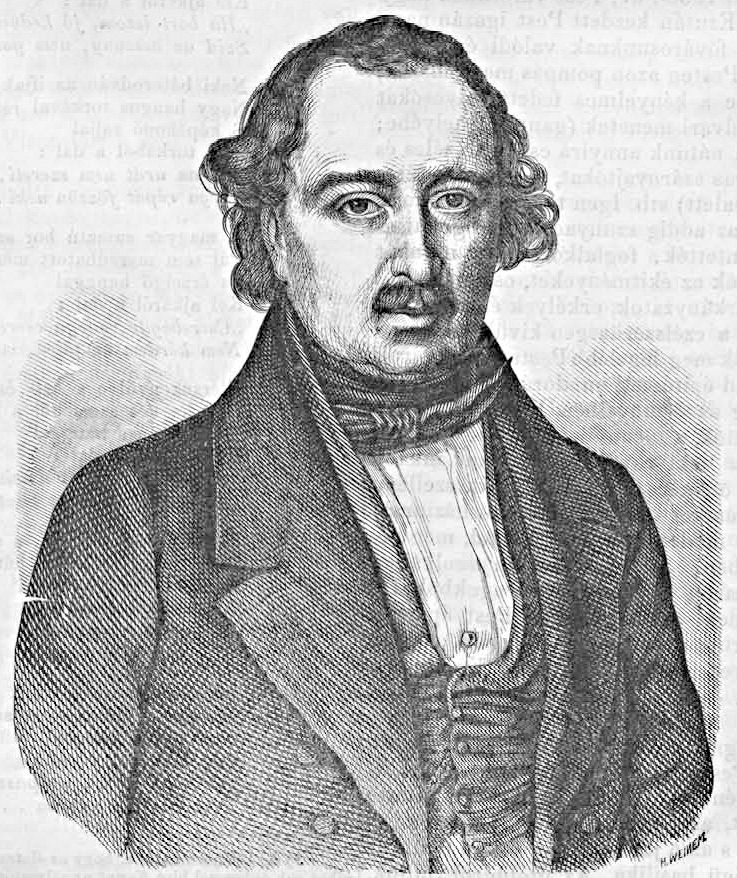
Hild József

- Isidore Canevale, pontos nevén Isidor Marcellus Amandus Ganneval[8] (1729–30 k.–1786) – francia származású osztrák építész. Legfontosabb magyarországi munkái a késő barokk és a francia klasszicizmus jegyeit elegyítő váci székesegyház (1762–72), illetve az 1764-ben, a császári család látogatására készült, egyértelműen klasszicista váci diadalív. Részt vett az Esterházyak cseklészi, tatai és csákvári kertjének tervezésében, és az ő műve volt az 1785–86-ban emelt, később fájdalmas hírűvé vált, és azóta le is bontott pest-lipótvárosi Újépület.
- Péchy Mihály (1755–1819) – az álmosdi születésű építész a bécsi mérnökakadémiát végezte el. Fő művének tartjuk a terveitől eltérő módon megépült, emiatt általa megtagadott debreceni Református Nagytemplom (1805–1821), valamint a Debreceni Református Kollégium (1804–1818) épületét.[9]
- Charles Moreau (1758 k.–1841) – francia építész. A 18. század elején Bécsben telepedett le, ezután több megbízást kapott az Esterházy családtól. Tervei szerint épült a kismartoni kastély új udvari homlokzata és parkja, a csákvári kastély, valamint a nagygannai templom és családi mauzóleum. Nevéhez köthető a tatai középkori várkastély átépítése és az Angolkert műromja, valamint a dobai Erdődy-kastély is.[10]
- Pollack Mihály, más írásmóddal Pollák, ami neve helyes ejtését tükrözte (1773–1855) – osztrák származású magyar építész. Apja, Josef, valamint féltestvére, a Lombardiában dolgozó Leopold Pollack mellett dolgozott, majd Pesten telepedett le. Első ismert megbízása a Deák téri evangélikus templom. Dolgozott a pécsi székesegyház átalakításán, közreműködött a Sándor-palota és a(z elpusztult) Pesti Vigadó építésében.[11] Jelentős művei a szekszárdi megyeháza, a dégi Festetics-kastély, József nádor alcsúti kastélya, a pesti Ludoviceum és a Josephinum. Számos lakóházat is tervezett. Fő műve, egyben a magyar klasszicizmus legfontosabb alkotása a Magyar Nemzeti Múzeum. Fia, Pollack Ágoston szintén építész volt.
- Hild József (1789–1867) – pesti születésű építész, a város klasszicista korszakának meghatározó alakja. Bécsben, Rómában, Athénban tanult, Charles Moreau mellett is dolgozott. Első munkái lakóházak, ebben a műfajban korának legfontosabb magyar mestere. Kiemelkedő munkái a(z elpusztult) Lloyd-palota és a Diana fürdő, a Császár fürdő bővítése, a Valero-selyemgyár. Nemesi megbízásra készült a bajnai Sándor-Metternich-kastély átépítése, a gyömrői Teleki-kastély, de közreműködhetett a csákvári és a lovasberényi rezidenciák építésében is.[12] Fontos szerepet vállalt az esztergomi bazilika és a pesti Szent István-bazilika építésében. Egyedülálló, kizárólag az ő nevéhez köthető mű az egri főszékesegyház.
- Packh János, más néven Johann Baptist Packh (1796–1839) – osztrák származású magyar építész. Nagybátyja, Kühnel Pál alatt irányította az esztergomi székesegyház építését, majd annak halála után, 1824-ben átvette a munkák vezetését is. Művei közé tartozik az esztergomi kanonoki házsor, a Kerektemplom, a Pannonhalmi Bencés Főapátság könyvtárának befejezése és a templom új tornya.
- Zitterbarth Mátyás (1803–1867) – a Zitterbarth építészcsalád harmadik generációjának képviselője. Apja, Mátyás és fia, Henrik is szakmabeliek voltak. Ifjabb Zitterbarth Mátyás legfontosabb művei a pesti Hatvani-kapu közelében épült, azóta lebontott Pesti Magyar Színház, valamint a pesti Vármegyeháza nyugati szárnya.[13]

## Városépítészet, urbanisztika

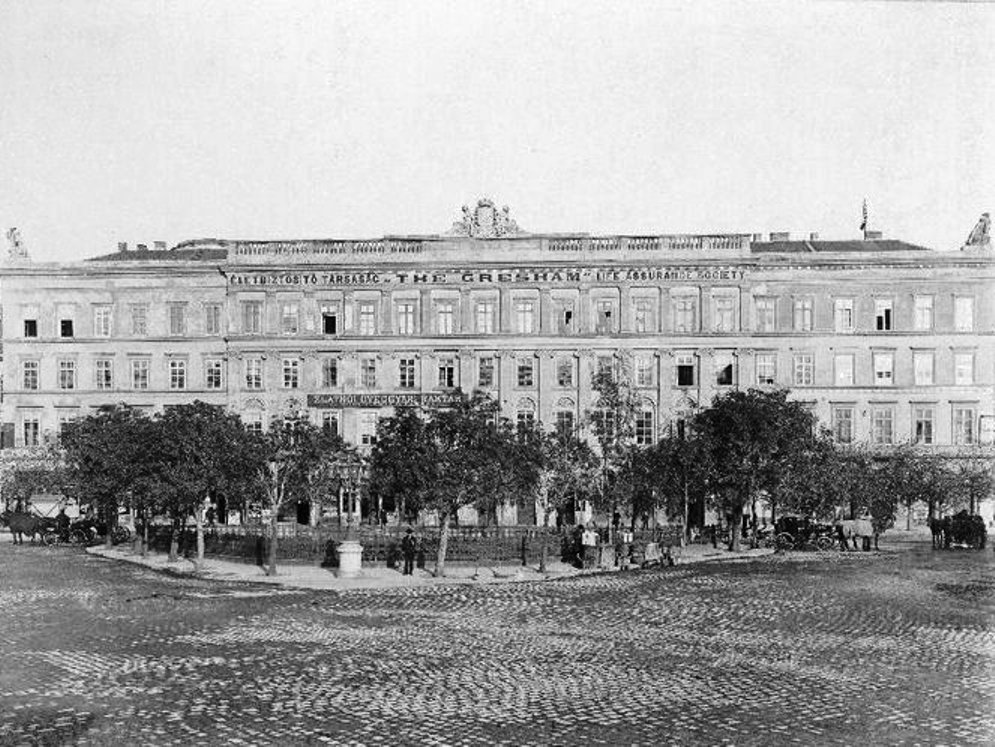
A Nákó-palota 1903-ban, lebontása előtt

Az első tudatos városrendezési terv II. József uralkodása alatt készült Pesten, az Újépület környékén található, addig beépítetlen területre. Az ekkor kialakított négyszögű háztömbök, illetve az Erzsébet tér formája máig meghatározzák a környék beépítését. A következő, átfogó munkát József nádor megbízására többen készítették, közülük elsősorban Hild János nevét fontos kiemelni. A terv a városárok vonaláig terjed, és a belváros, az „Újváros” (a mai Lipótvárost), valamint a külvárosokat (Teréz-, József- és Ferencváros) érinti. Fontos elemei az addig beépítetlen területeken kialakított derékszögű utcahálózat, a fásítás és az árvízvédelem. 1808-ban ugyancsak József nádor kezdeményezésére megalakult a Szépítő Bizottság, amely 1857-ig felelt Pest városépítészeti ügyeiért, illetve Hild rendezési tervének megvalósításáért. A pesti Duna-parton a következő évtizedekben alakult ki a kor Magyarországán egyedülálló, reprezentatív klasszicista házsor, benne olyan meghatározó épületekkel, mint a Nákó-palota, a Lloyd-palota és a Pesti Vigadó. A város szerkezetét alapvetően befolyásoló elemként épült meg az 1840-es években az első állandó Duna-híd, a Lánchíd.

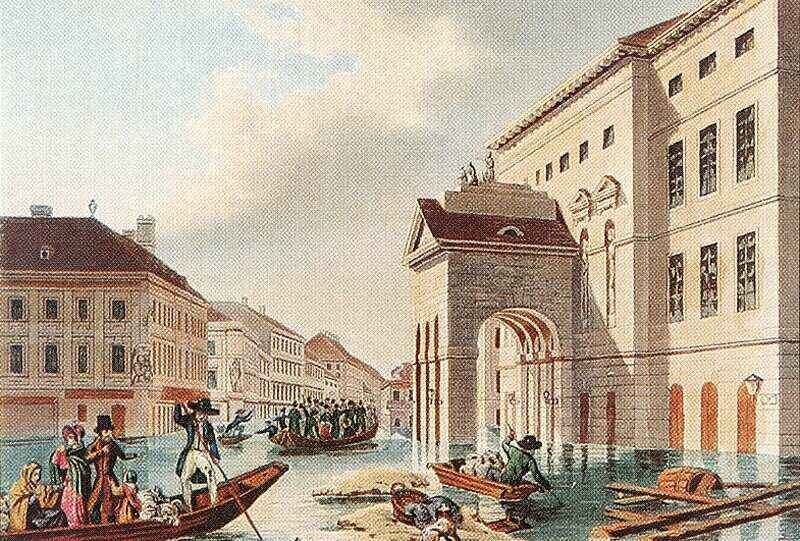
Az 1838-as árvíz a pesti Színház (ma Vörösmarty) téren, jobbra a Pesti Német Színház épülete

Akárcsak korábban, a városi léptékű beavatkozásoknak fontos kiindulópontjai a természeti katasztrófák, elsősorban a tűzesetek és az árvizek. Az 1838-as pesti árvíz után készült el a „Közönséges Építési Rendszabás”, amely előírta az épületek anyagát, homlokzati kialakítását és magasságát, a beépítési sűrűséget azonban nem szabályozta.
A 19. század első felében számos vidéki városban indulnak a pestihez hasonló folyamatok. Az 1802-es debreceni tűzvész után az 1804-ben alakuló bizottság fogalmazott meg városépítészeti előírásokat. Sopronban 1828-ban készítettek szabályzatot. II. József Türelmi Rendeletének hatására a városképben jelentős új elemként tűnnek fel a protestáns templomok, illetve az ezekhez kapcsolódó egyházi épületek és iskolák. Az ilyen együttesek kiemelkedő példája a debreceni és a sárospataki. Legtöbb alföldi városunknak ebben a korban alakult ki végleges, a protestáns templomtornyok és a piactérként használatos főterek által uralt városképe és -szerkezete – ilyen például Kecskemét, Nagykőrös, Cegléd, Kiskunfélegyháza, Hódmezővásárhely vagy Szentes. Ugyancsak új és fontos elemévé vált a városszövetnek a megyeháza és a reprezentatív városháza. A feltörekvő, gyorsan kiépülő települések külön csoportját képezik a fürdővárosok; ezek közül is kiemelkedik a gyorsan jellegzetes képet öltő Balatonfüred.

## Világi építészet
|  | „A reformkor közigazgatási épületei közül egy sincs, amely felvehetné a versenyt az elgondolás kiforrottsága tekintetében a Nemzeti Múzeummal, pompa szempontjából a régi pesti Vigadóval, vagy méreteire nézve a Német Színházzal.” |
|  | – Zádor Anna – Rados Jenő |

### Közigazgatási épületek
A klasszicista építészet emlékeinek kiemelt és minőségi csoportját jelentik az ebben a stílusban épült megyeházák, amelyek elsősorban a vármegyék politikai szerepének erősödését jelezték. Többnyire önmagában álló, kétszintes, egyszerűen tagolt homlokzatú épületek ezek, amelyek főbejáratát négy- vagy hatoszlopos portikusz hangsúlyozza ki. Két szélsőséges példa a fehérre meszelt falaival, egyszerű, dór oszlopos portikuszával a vidéki nemesi kúriákat idéző makói vármegyeháza, valamint a homlokzatba süllyesztett korinthoszi oszlopos középrizalitjával a szűk hely ellenére is nagyvonalú, palotaszerű hatást keltő pesti megyeháza. Kilóg a sorból az 1830 körül elkészült lőcsei megyeháza, amely cizellált homlokzatával a kortárs német és itáliai építészet hatását tükrözi. Városházák kisebb számban, de ugyancsak reprezentatív céllal épültek a korban, például Jászberényben (1838–39), Debrecenben (Povolny Ferenc, 1842), Pécsett (Piatsek József, 1831–32, elbontva) és Pancsován (1833). A községházák közül említésre méltó példa a pásztói és a pápoci.
Klasszicista megyeházák:
- Székesfehérvári megyeháza (Pollack Mihály, 1807–12)
- Aradi megyeháza (1815 után)
- Kaposvári vármegyeháza (Török Ferenc, 1828–1832)
- Szekszárdi megyeháza (Pollack Mihály, 1828–1833)
- Soproni régi megyeháza (Hild Vencel, 1829–1834)
- Lőcsei megyeháza (1830 k.)
- Balassagyarmati megyeháza (Kasselik Fidél, 1834)
- Makói megyeháza (Ghiba Antal, 1836)
- Miskolci megyeháza
- Pesti vármegyeháza (Hofrichter József, majd ifj. Zitterbarth Mátyás, 1838)

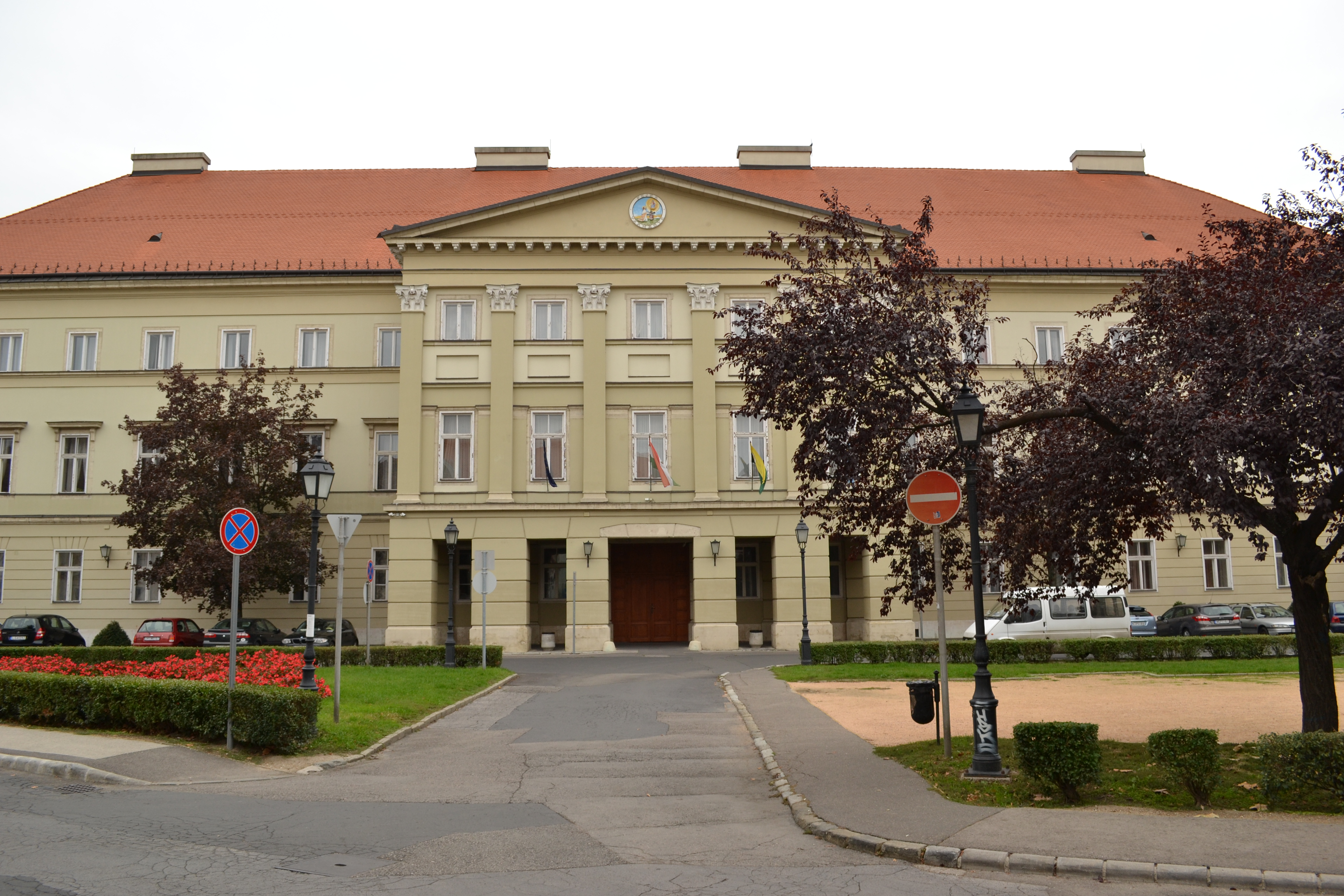
A székesfehérvári megyeháza
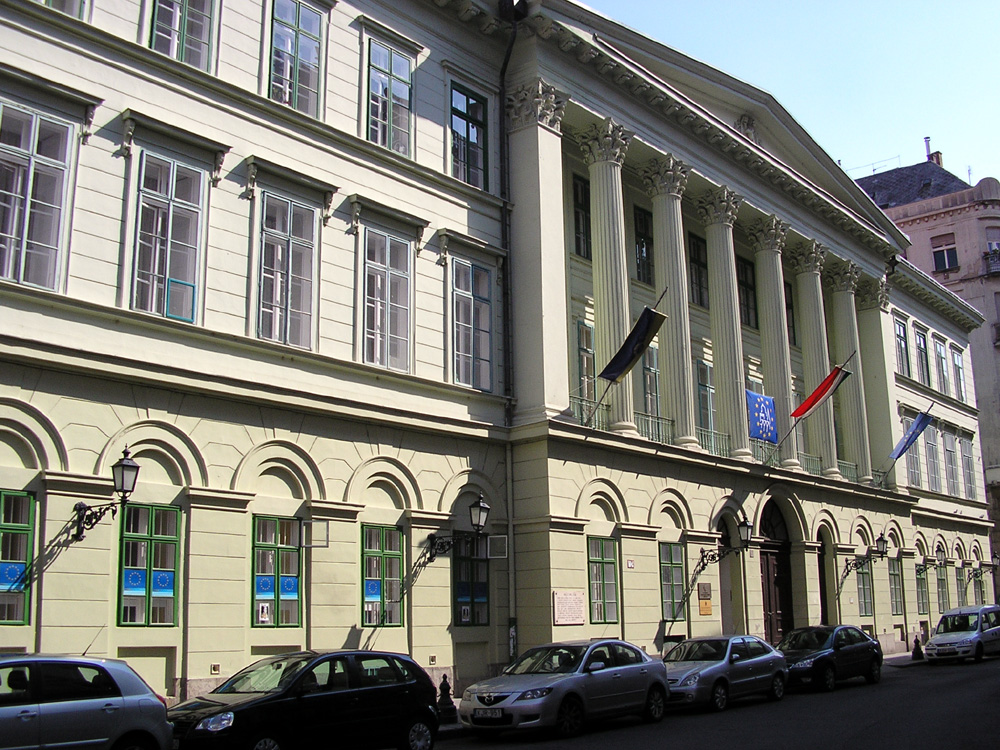
Budapest, a pesti megyeháza főhomlokzata
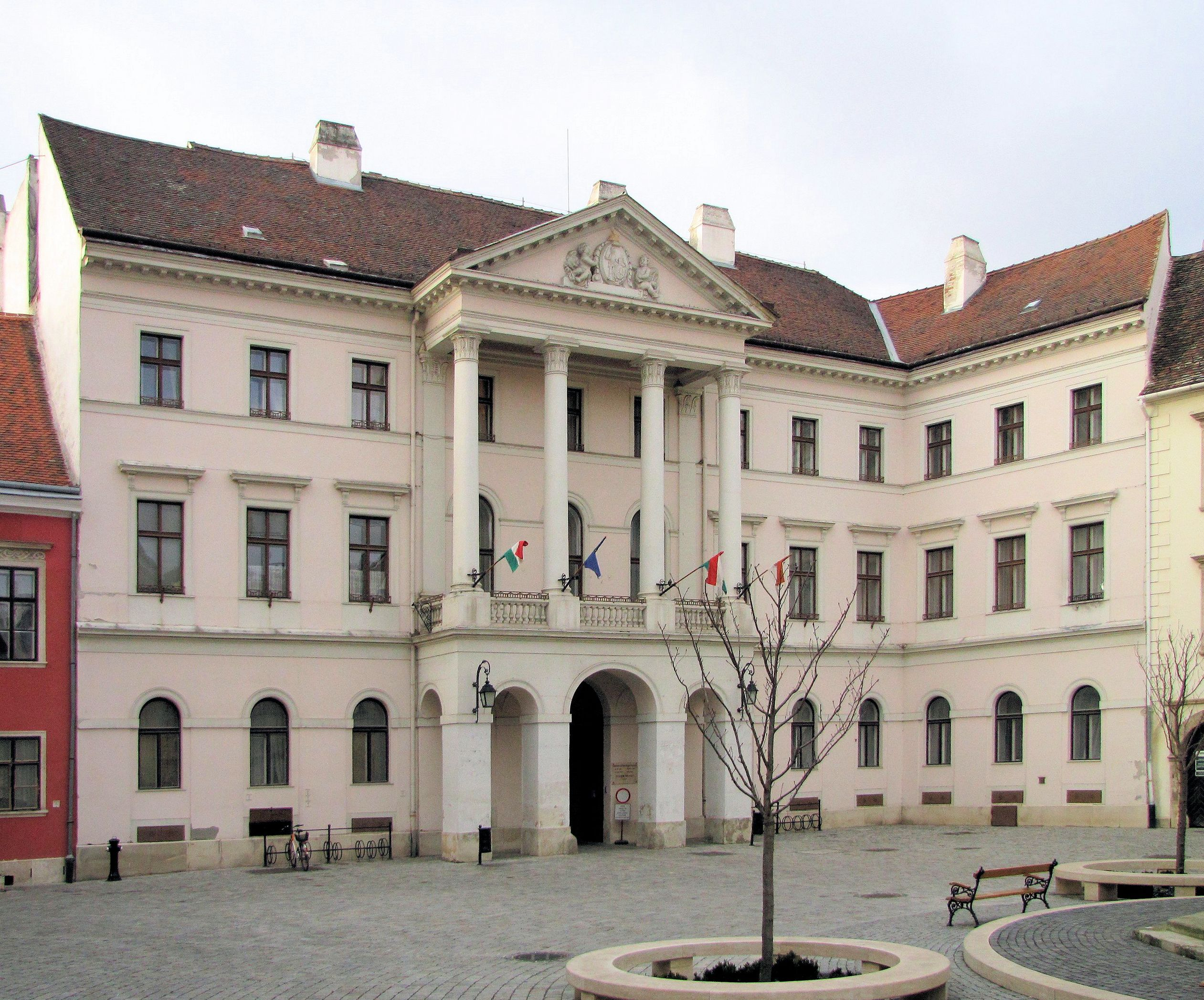
Sopron, megyeháza
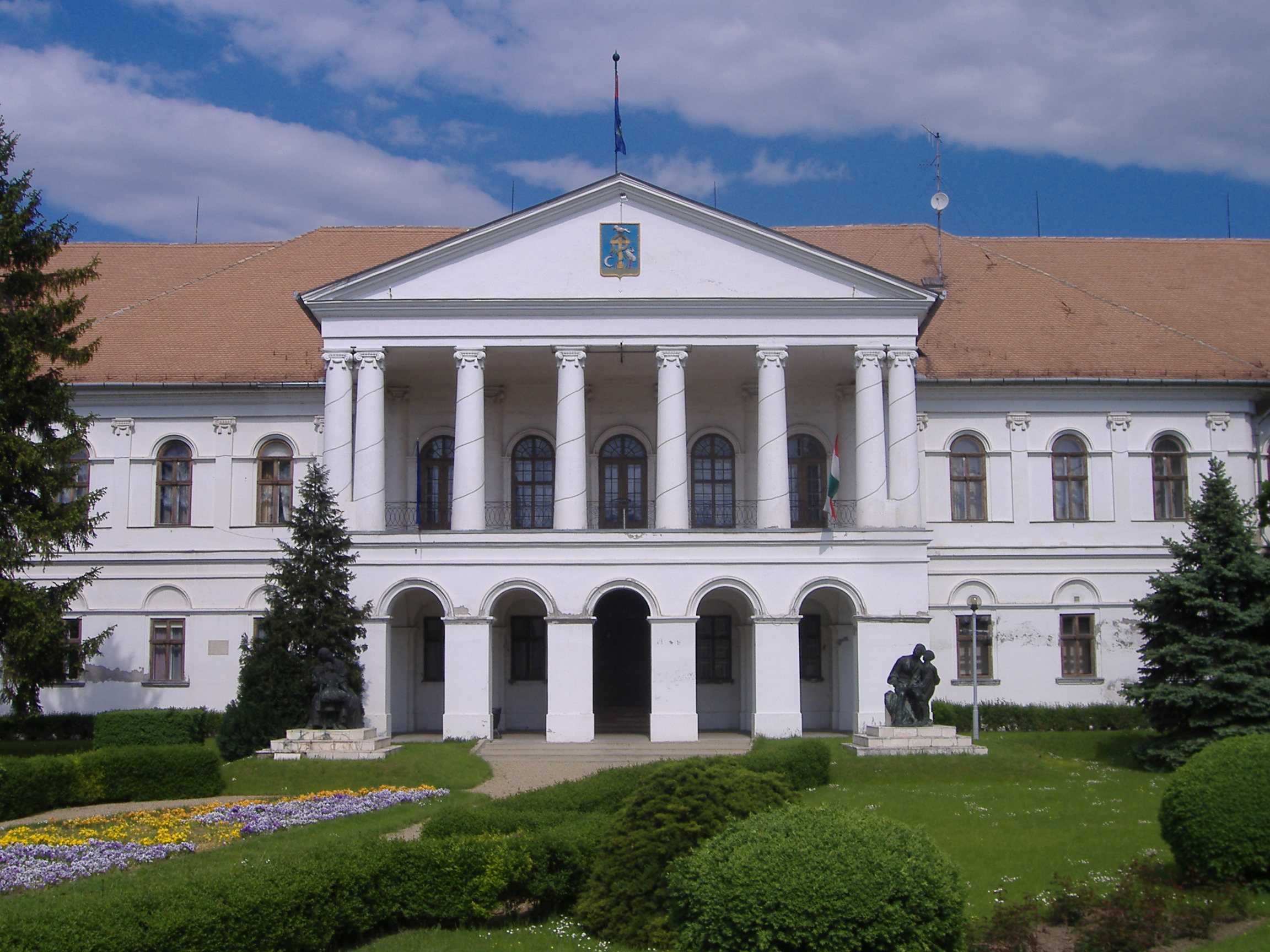
Makó, az egykori megyeháza (ma városháza)
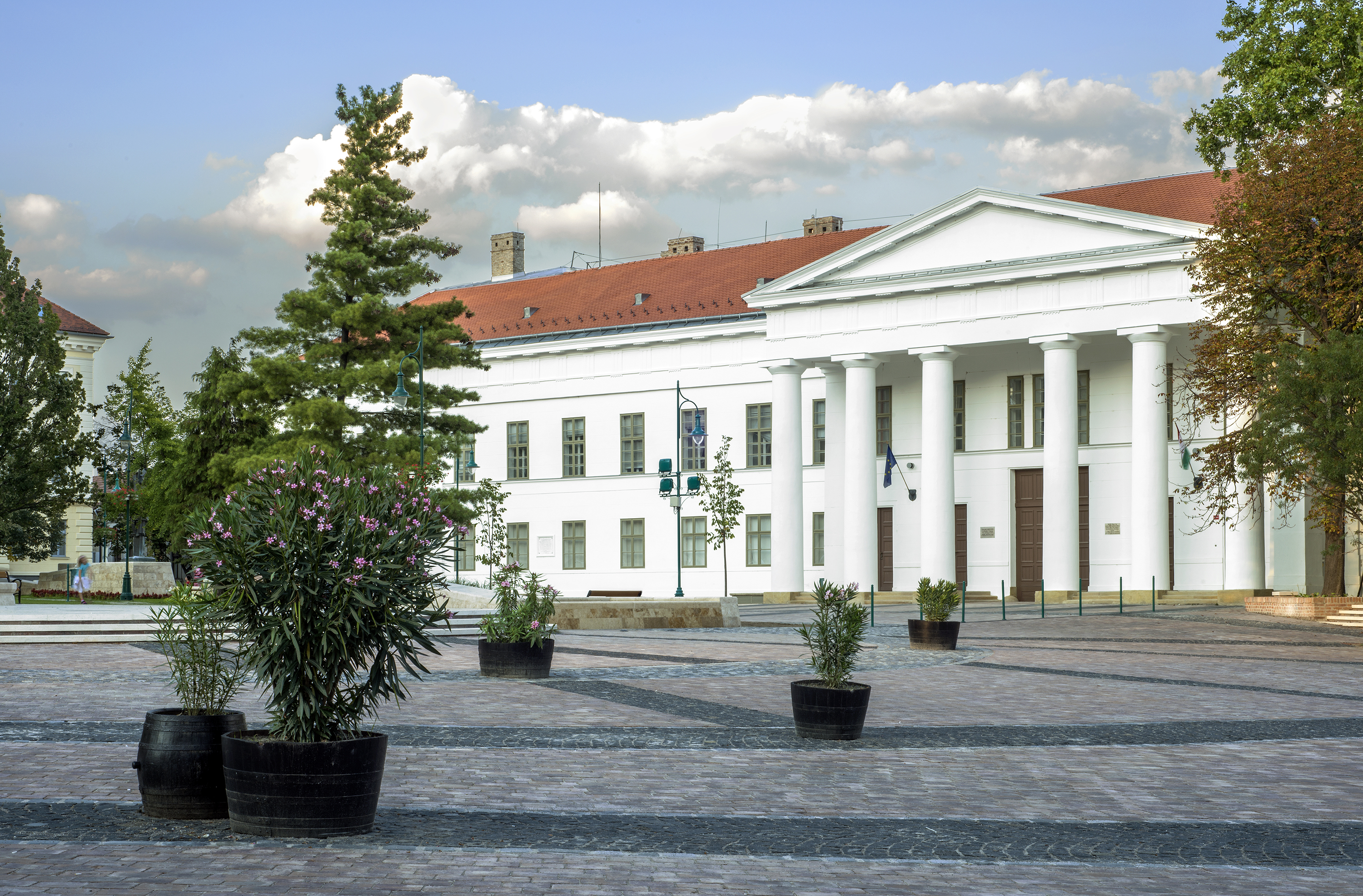
Szekszárd, a megyeháza
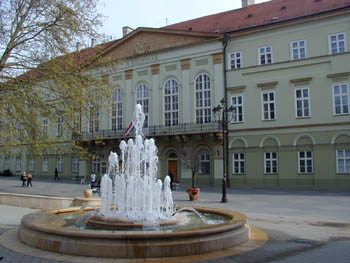
Kaposvár, a megyeháza
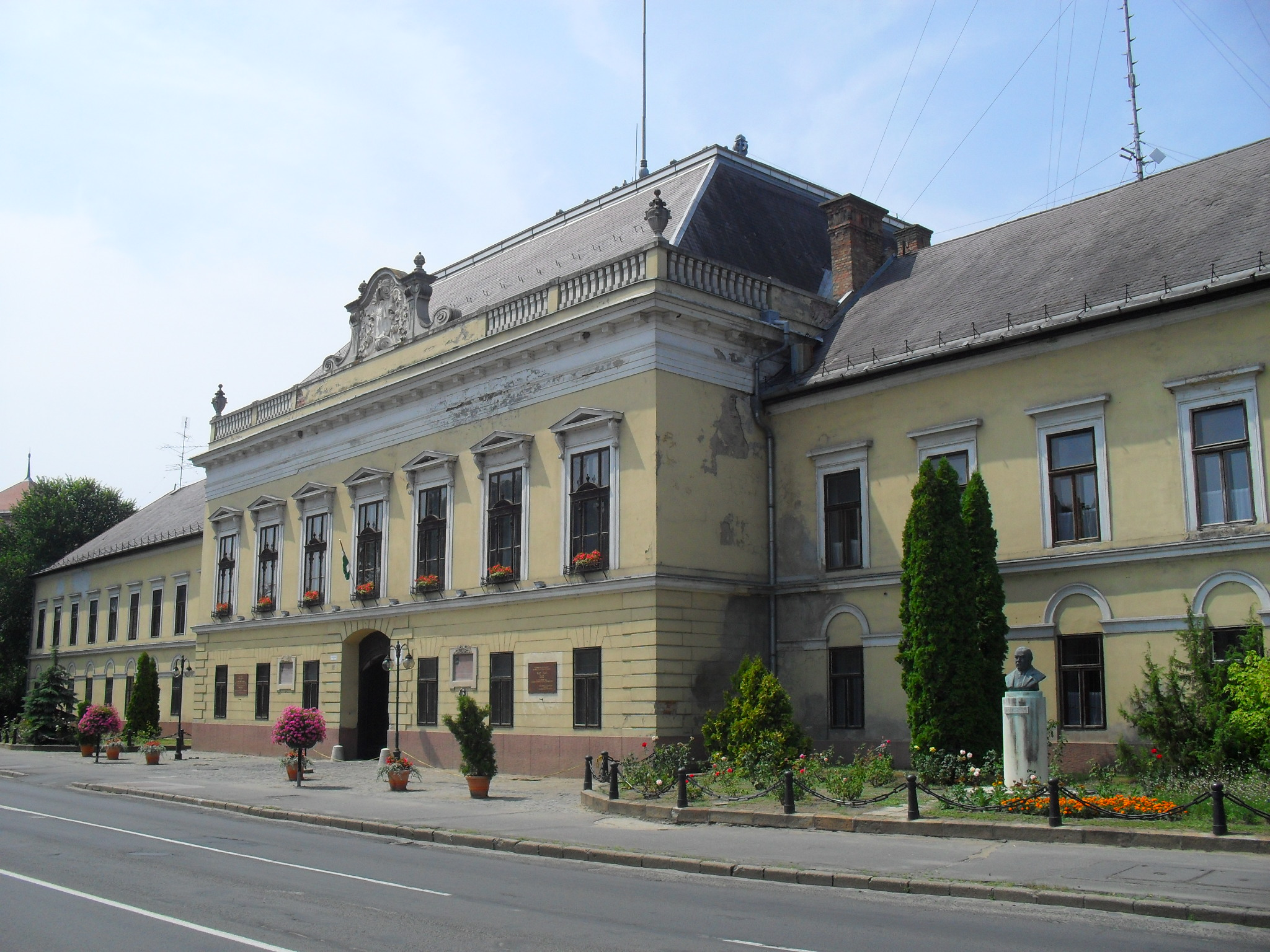
Balassagyarmat, az egykori megyeháza
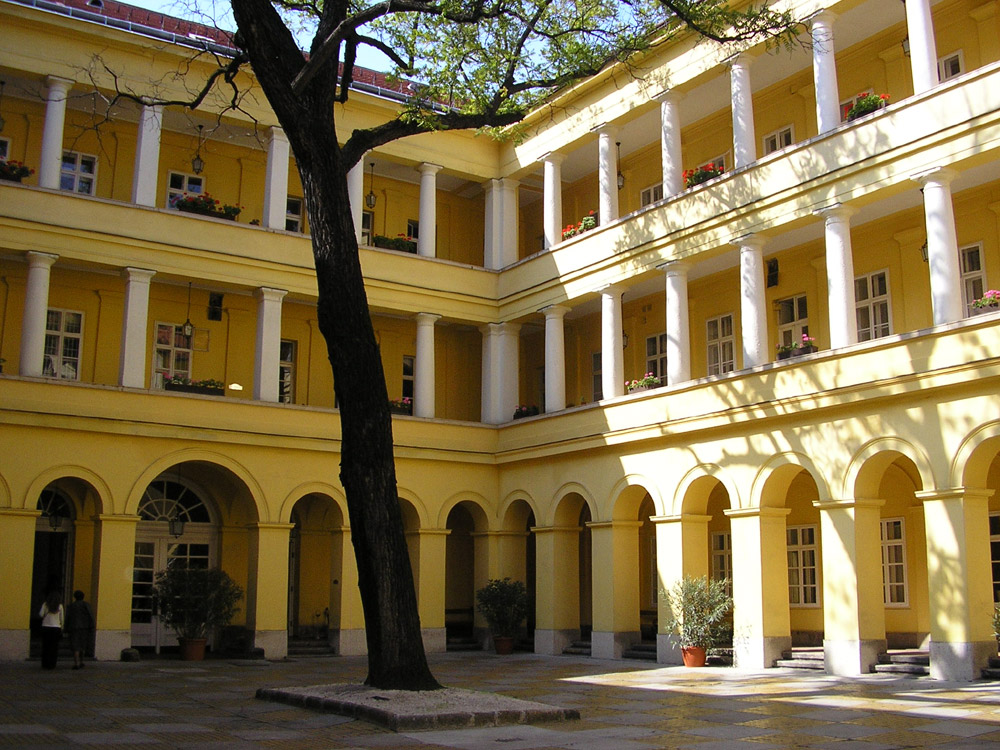
Budapest, a pesti megyeháza udvari homlokzata
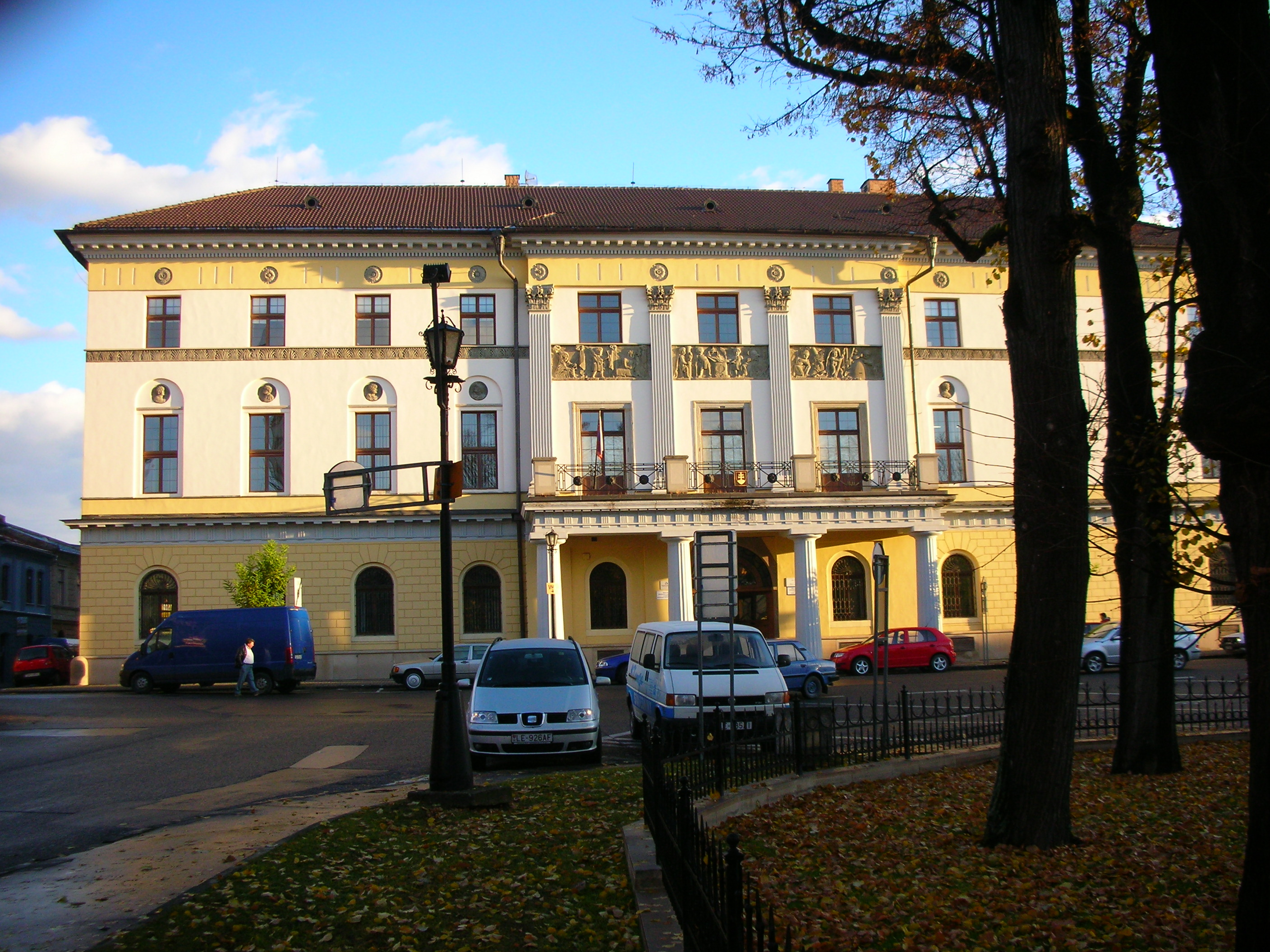
Lőcse, a megyeháza
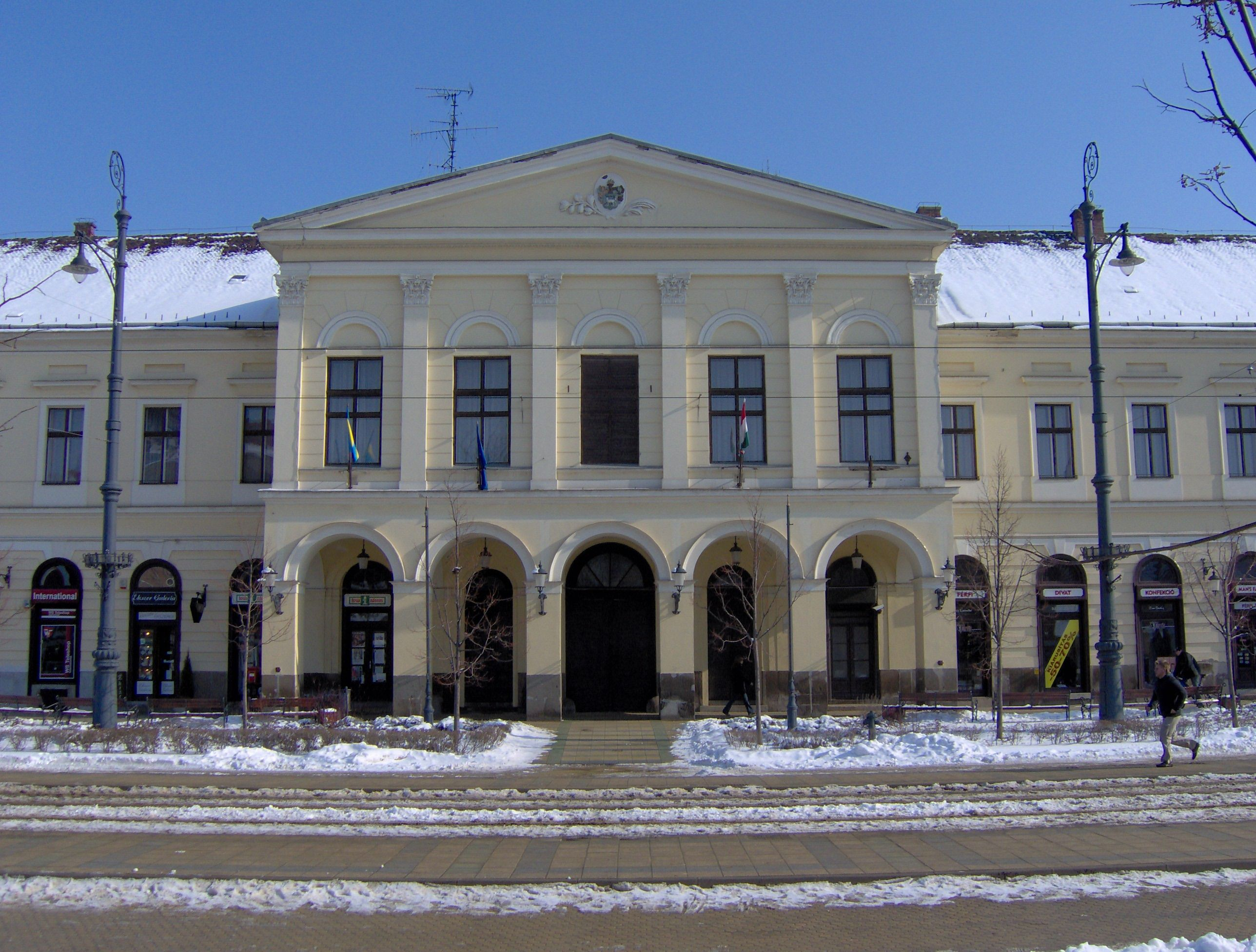
Debrecen, a régi városháza

### Színházak és közösségi épületek
A 18. század második felétől kialakult a kőszínházaknak az az általános alaptípusa, amelyet követve a legtöbb magyarországi példa is megvalósult. A lovon vagy gyalog érkező közönség a fedett, nyitott oszlopos portikuszból léphetett az előcsarnokba, ahonnan tovább haladt a földszinti ülőhelyek vagy lépcsők segítségével az emeleti páholyok felé. A patkó alakú nézőtér földszinti széksorait páholyok egészítették ki.
Az ország első állandó, e célra emelt kőszínháza a kolozsvári társulat 1821-re elkészült Farkas utcai épülete volt. Az egyszerű, klasszicizáló barokk homlokzatú épület 1906-ig szolgálta a társulatot. 1823-ban Miskolcon is megnyílt a kőszínház, ez azonban húsz év múlva leégett. Ezt követően, 1847–57 között épült a jelenlegi, klasszicista stílusban, Cassano József tervei alapján, elegáns, palotaszerű homlokzattal, kiemelt, háromtengelyes középrizalittal. Az egyszerű tömegű soproni „régi” színház Löszl Ferenc tervei alapján épült 1835-ben. 1-3-1 tengelyes főhomlokzatát négy oszlop által tartott erkély és timpanon díszítette, utóbbi felett szoborcsoporttal. Ugyancsak az 1830-as években készült a pécsi színház, szintén helyi építész, Piacsek József tervei alapján. A reformkor jelentős játszóhelye működött Balatonfüreden; az 1831-ben valószínűleg Fülöp József tervei szerint emelt színházépületre ma már csak hat oszlopa emlékeztet. Nagyszombatban 1831-ben, Lőcsén 1840-53 között készül el a színház, Késmárkon az 1819-ben emelt Vigadó, Egerben az 1822-ben átépített, majd az 1837-es tűzvész után kibővített Kaszinó fogadja be az ilyen célú rendezvényeken. Alaprajzi szempontból sajátos az 1840-es években saroktelekre emelt szabadkai színház, amelynél a tervező a reprezentatívabb oldalhomlokzatok helyett a telek levágott, a főtér felé néző sarkára illesztette az oszlopos bejárati portikuszt.
Pesten először a Német Színház épülete készült el, Johann Aman, majd a munkákat átvevő Pollack Mihály tervei alapján. A 3300 néző befogadására alkalmas épület a Gizella (ma Vörösmarty) tér nyugati oldalán állt. 3+2+3+2+3 tengelyes főhomlokzatát a párkánymagasságnál alacsonyabb, háromtengelyes, árkádos portikusz díszítette, a félkör alaprajzú színházterembe az előcsarnokból lehetett belépni. A színház telkének nyugati, a Dunára néző oldalán alakították ki, ugyancsak Aman és Pollack tervei alapján, a (Redoute néven is ismert) Pesti Vigadót. Reprezentatív, háromszintes, 3+5+3 tengelyes főhomlokzatát monumentális hatású portikusz díszítette. Az öt, fedett teret képező árkád felett az első emelet magasságában hat jón oszlop tartotta a szobordíszes timpanont. Az 1830-as években elkészült épület komoly sikert hozott Pollacknak. A Német Színház 1847-ben leégett, a Vigadót 1849-ben Hentzi bombái pusztították el.
A Német Színházat követte a Pesti Magyar Színház, amelyre több építész is készített tervet, de végül 1835 és ifjabb Zitterbarth Mátyás megbízása hozott csak sikert. A Hatvani-kapun kívül található saroktelekre Zitterbarth zárt tömegű épületet tervezett, 3-4-3 tagolású oldalhomlokzattal és szoborfülkékkel, vakolatsávokkal, korinthoszi lizénákkal és domborműves frízzel díszített főhomlokzattal. A főbejárat előtt öt árkáddal alátámasztott, fémrácsos erkély állt, amelyre magas, félköríves záródású ajtó nyílt az emeletről. A belépő oszlopos előcsarnokba jutott, kétoldalt szimmetrikusan elhelyezett, az emeletre vezető egyágú lépcsőkkel. Innen nyílt a patkó alakú, páholyos nézőtér.

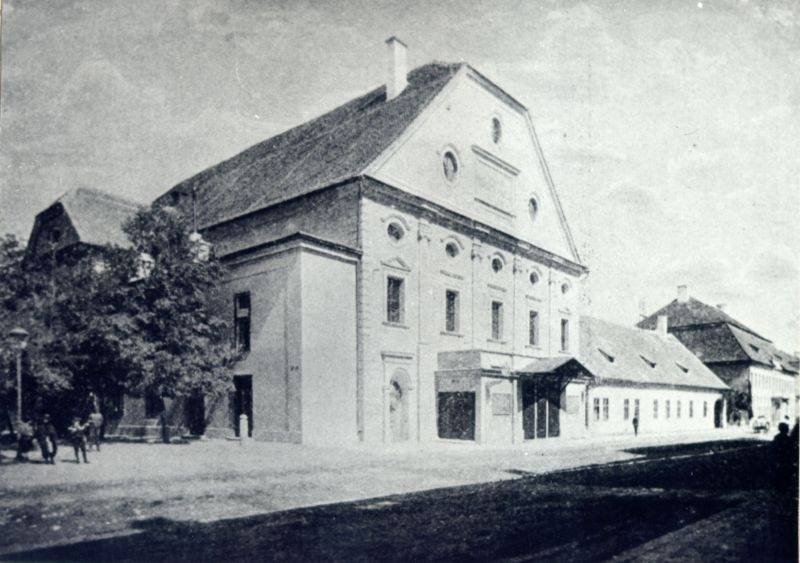
A kolozsvári színházépület (1821, 1906-ban lebontva)
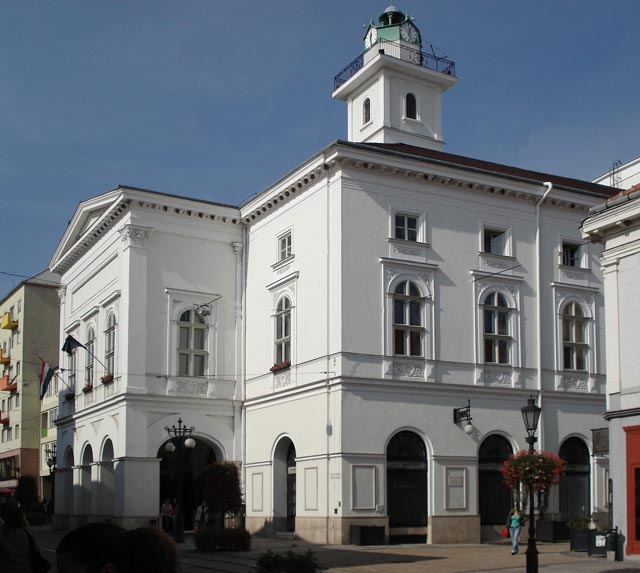
A Nemzeti Színház Miskolcon (1847–57)
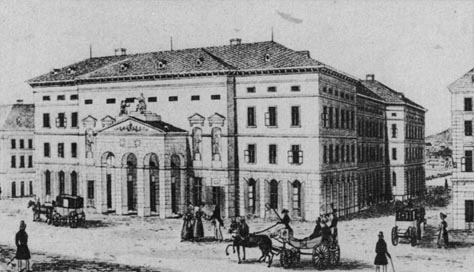
A Pesti Német Színház (leégett 1847-ben)
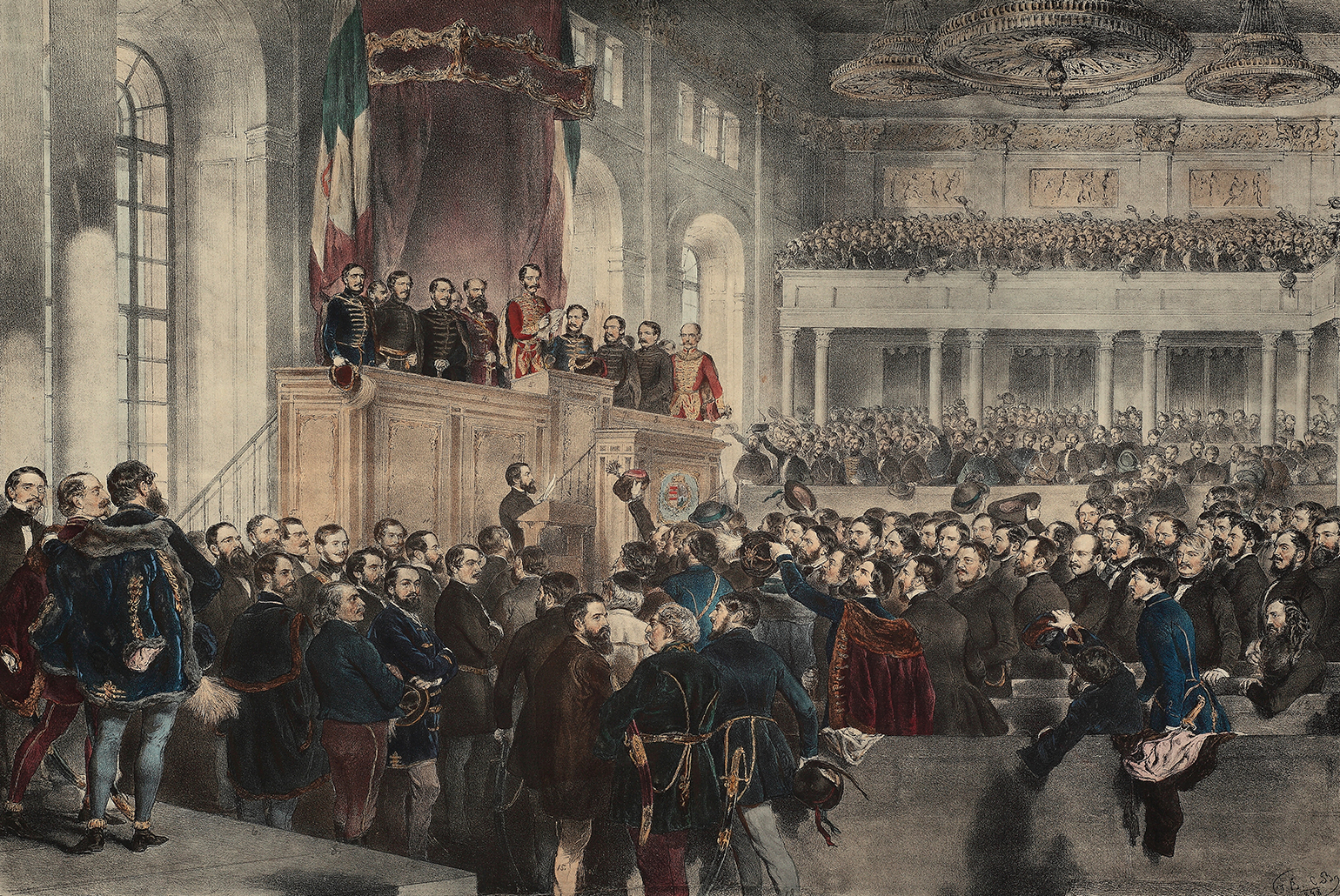
Országgyűlés 1848-ban a régi Pesti Vigadóban (elpusztult 1849-ben)
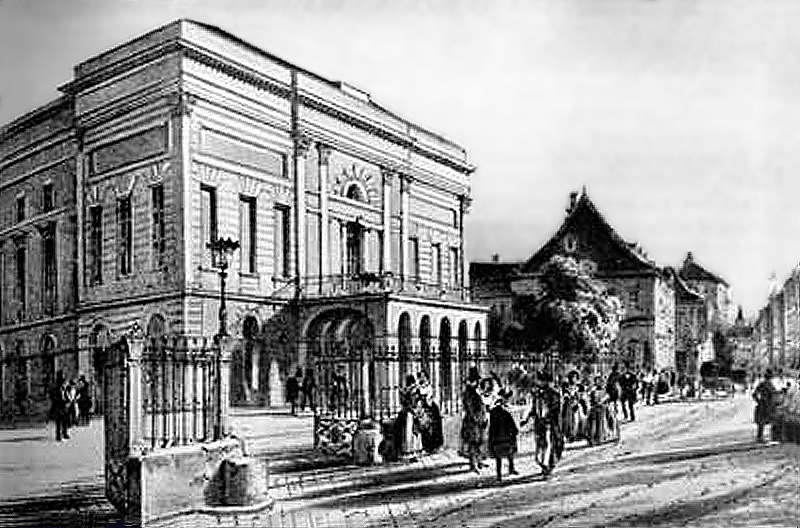
A Pesti Magyar Színház (1837, elbontva 1913–14-ben)

### A Magyar Nemzeti Múzeum

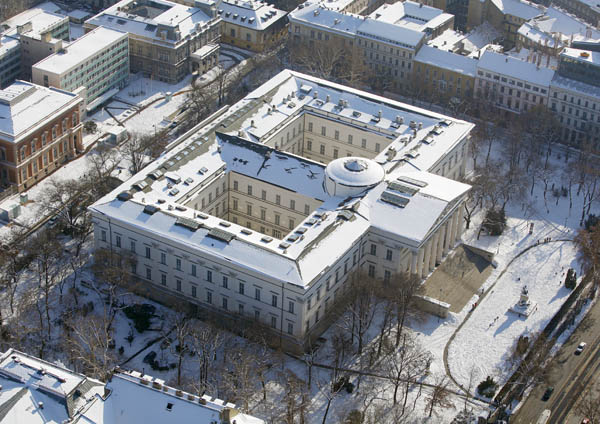
Légi fotó a Magyar Nemzeti Múzeumról

Az 1832–36-os országgyűlésen eldőlt, hogy a Széchényi Ferenc felajánlásával 1802-ben létrejött Magyar Nemzeti Múzeum önálló épületet kap. A tervezéssel Pollack Mihályt bízták meg, aki József nádor patronálása és az általa felkért bécsi Pietro Nobile szakértői közreműködése mellett több tervet is készített. Mint épülettípus, a múzeum ekkortájt Európa-szerte ritkaságszámba ment; a londoni British Museum építése 1821-ben, a pestire kétségtelenül hatással levő berlini Altes Museum építése 1830-ban indult.
A pesti Nemzeti Múzeum, amely a magyarországi klasszicizmus legjelentősebb alkotása és Pollack Mihály fő műve lett, 1837–1847 között épült fel. Zárt, egységes tömege két belső udvart rejt. Főhomlokzatát a két tengelynyire előreugró középrizalit és az ehhez csatlakozó nyolc korinthoszi oszlop tartotta, timpanonos portikusz díszíti, amelyhez pofafalak közt széles lépcsősor vezet fel. A rövidebb homlokzatokat kevésbé hangsúlyos, öttengelyes középrizalit tagolja; a sarkoknál pilaszterek zárják le a falsíkokat. A belső reprezentatív térsora a téglalap alakú előcsarnokkal indul, amelyből kör alaprajzú termen át juthatunk a díszlépcsőre. Ez az emeleti, nagy belmagasságú körcsarnokba vezet, innen nyílik a díszterem, valamint kétoldalt az enfilade-os kiállítótermek sora.

### Iskolák, könyvtárak

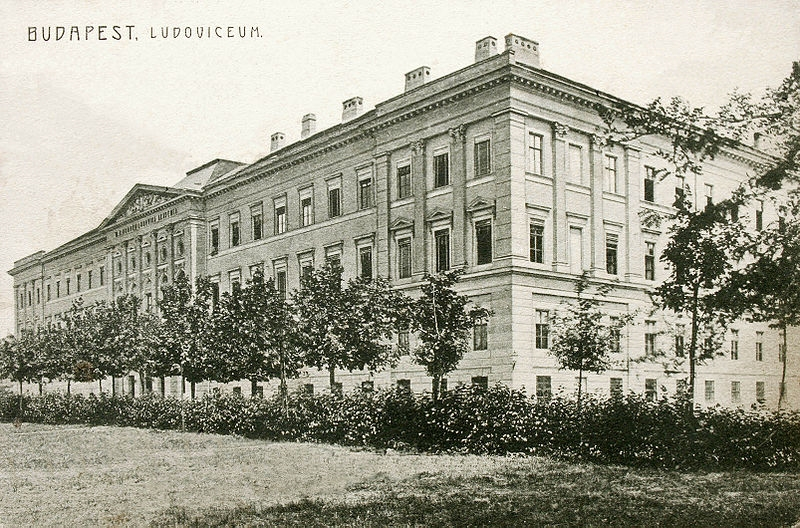
A Pollack tervei alapján épült pesti Ludovika

A 19. század elejétől számos, ma is használt oktatási épületet emeltek szerte az országban. Ilyen például a Pollack Mihály tervei alapján épült, utóbb többször átépített pesti katonai akadémia, a Ludovika, a Péchy Mihály tervei szerint épült Debreceni Református Kollégium, a sárospataki Református Kollégium vagy a kecskeméti református Újkollégium épülete. A pannonhalmi kolostori könyvtár építése Engel József tervei alapján indult, majd a munkákat Packh János vette át. A kereszt alaprajzú, gazdagon díszített könyvtár a kor belsőépítészetének legszebb magyar emlékei közé tartozik. A pécsi Piacsek József három meghatározó középületéből a városházát és a színházat mára elbontották, az 1830-ban emelt egyetemi könyvtár azonban szerencsére megmaradt. A kellemes arányú, horizontális tagolású épület homlokzatán az építész, minden bizonnyal az utca szűkössége miatt, a fal síkjába süllyesztette a főbejárati portikuszt tartó toszkán oszlopokat.
Az erdélyi klasszicizmus visszafogott, de szép emléke a marosvásárhelyi Teleki Téka. Az építtető Teleki Sámuel felkérésére több építész is készített tervet, a legérdekesebb az Ugrai László nevéhez fűződő centrális elképzelés volt. Az épület kevéssé jellegzetes homlokzatánál figyelemre méltóbb a kétszintes, háromhajós, karzatos könyvtárterem.

### Egyéb középületek
Számos kisebb-nagyobb középület maradt meg a klasszicizmus korából. A megjelenő új épülettípusok közül reprezentatív csoportot képviselnek a szállodák (Erzsébet Szálloda, Paks), a vendéglők, a kaszinók, a vigadók, a polgári lövöldék. Nagyszombatban és Zsolnán ekkor épültek a városi kórházak, Egerben, Erdőbényén, Szliácsfürdőn, Szobráncon, Parádon, Büdöskőn fürdőházak. Ebből az időszakból származik Pöstyén fürdőtelepe is, valamint a Hild József tervei szerint kiépített budai Császár fürdő és a(z utóbb elbontott) pesti Diana fürdő.
A katonai építészet legfontosabb emlékei közé tartozik a budai Nádor laktanya (1844–47), a pesti Üllői úti laktanya (Hild József, 1835–1848), valamint a Gellért-hegyen 1815-ben felavatott, 1849-ben megsemmisült, korszerű Csillagda helyére az 1850-es években épült Citadella.

### Lakóépületek

#### Polgárházak és városi paloták
A klasszicista korban nagyvárosi jelleget öltő Pesten gyors ütemben jelentek meg a két- és háromszintes lakóházak. Pollack jelentős munkái közé sorolható a Kováts Mojzes-ház, a Horváth-ház, a Wurm-ház és saját háza a Nádor utca 7. sz. alatt. Hild Józsefhez számos, nagyobb léptékű városi lakóház kötődik; szinte egyedül ő alakította ki például a mai Széchenyi tér környékét az Ullmann- és Wieser-házakkal, a Tänzer-házzal és a Nákó-palotával.
A kisebb városi paloták közül harmonikus homlokzata, finom részletmegoldásai kiemelik a pesti Szép utcában épített, kétszintes Almássy-palotát. Ezt és a jóval méretesebb, háromszintes pesti Festetics-palotát is Pollack tervezte.
A kor legismertebb városi palotája a budai Sándor-palota, amely 1803–1806 között épült. A tervezéssel Johann Aman, a kivitelezéssel Pollack hozható kapcsolatba, bár a források hiányosak. Igen közel áll a Sándor-palotához a néhány évvel később, 1806–1810 között emelt impozáns székesfehérvári Schmidegg-palota vagy Zichy-ház (ma Magyar Király Szálló), amelynek főhomlokzati szárnyában az építtető család rezidenciája, udvari szárnyaiban kávéház és szálloda kapott helyet. Ugyancsak bécsi építész, Heinrich Koch tervei szerint épült a korábbi épületrészeket is felhasználó Károlyi-palota Pesten (ma Petőfi Irodalmi Múzeum).
Míg a pesti városképet többnyire egységes hangulatú és a klasszicizmuson belül is ugyanahhoz az irányhoz tartozó lakóházak jellemezték, a vidéki városokban ennél színesebb az összkép. A kassai Csáky–Dessewffy-palota kettőzött oszlopok tartotta erkélyén, homlokzatának részletein még érezni a klasszicizáló barokkot, a Forgách-palota azonban már egyértelműen a kor itáliai építészetének hatását mutatja; középrizalitjának Palladio-motívuma ritka elem a magyar klasszicizmusban. A kolozsvári Jósika-palota kimérten klasszicizáló, ám reprezentatív homlokzatához képest a Rhédey-palota inkább a városi polgárházak kialakítását és léptékét idézi.

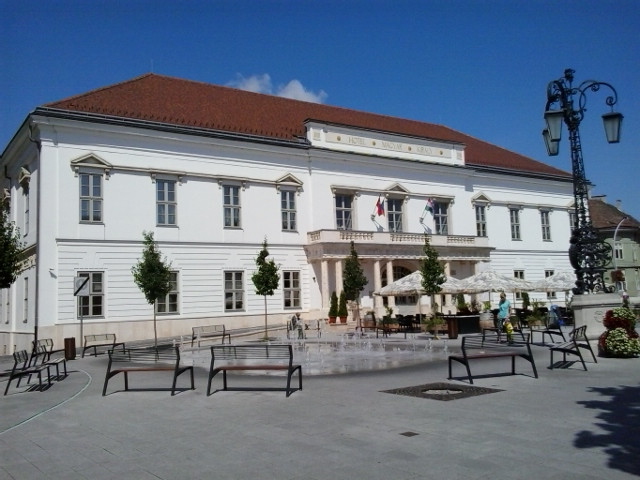
Magyar Király Szálló, Székesfehérvár
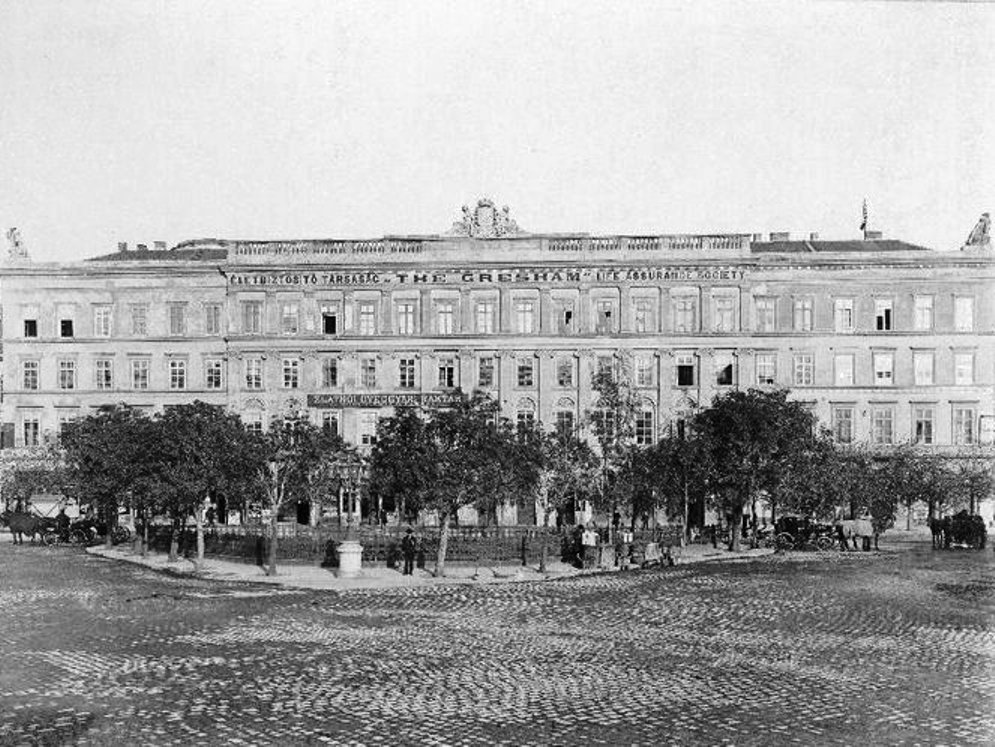
A Hild tervezte Nákó-palota 1903-ban, lebontása előtt
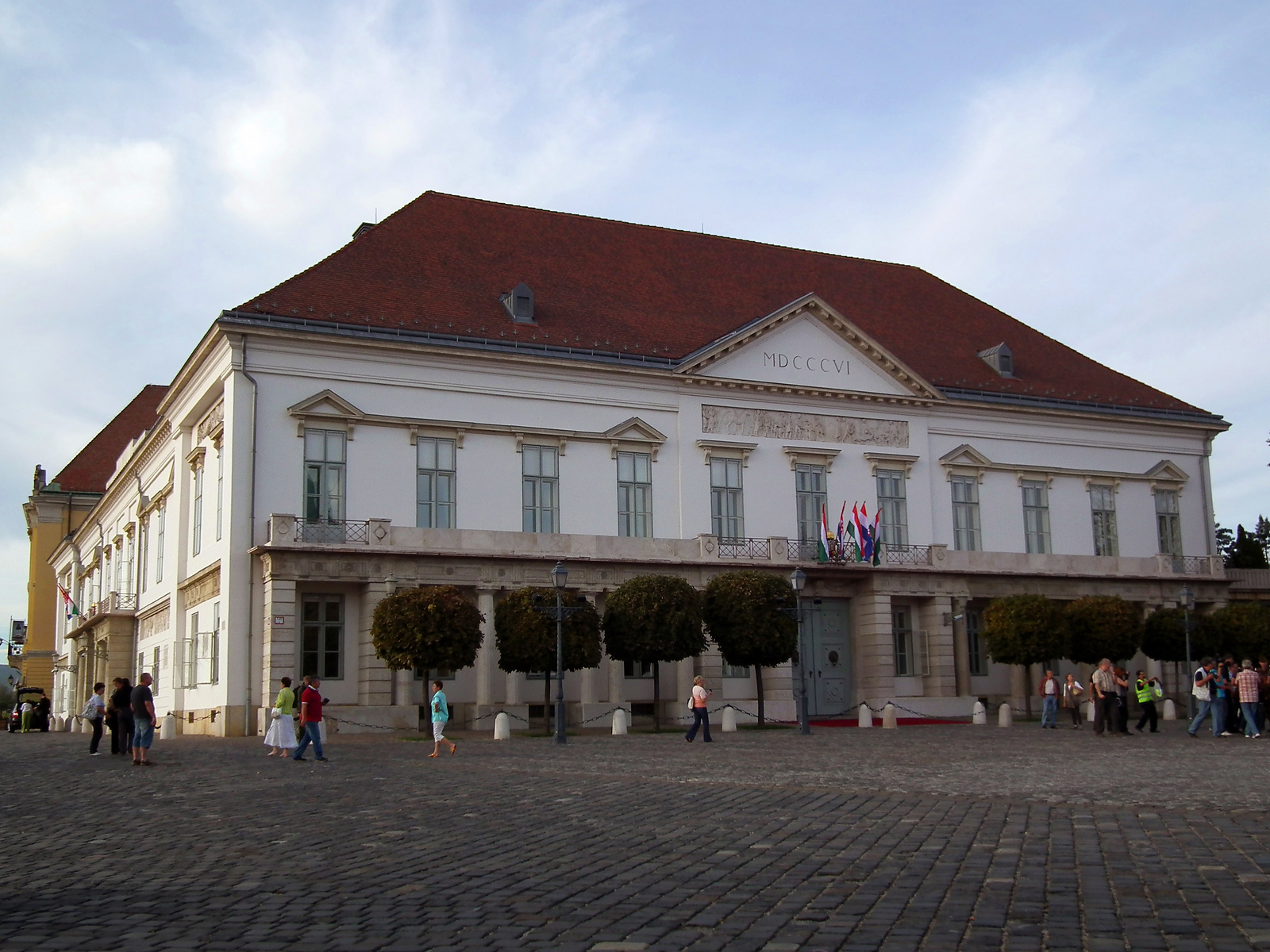
A budai Sándor-palota
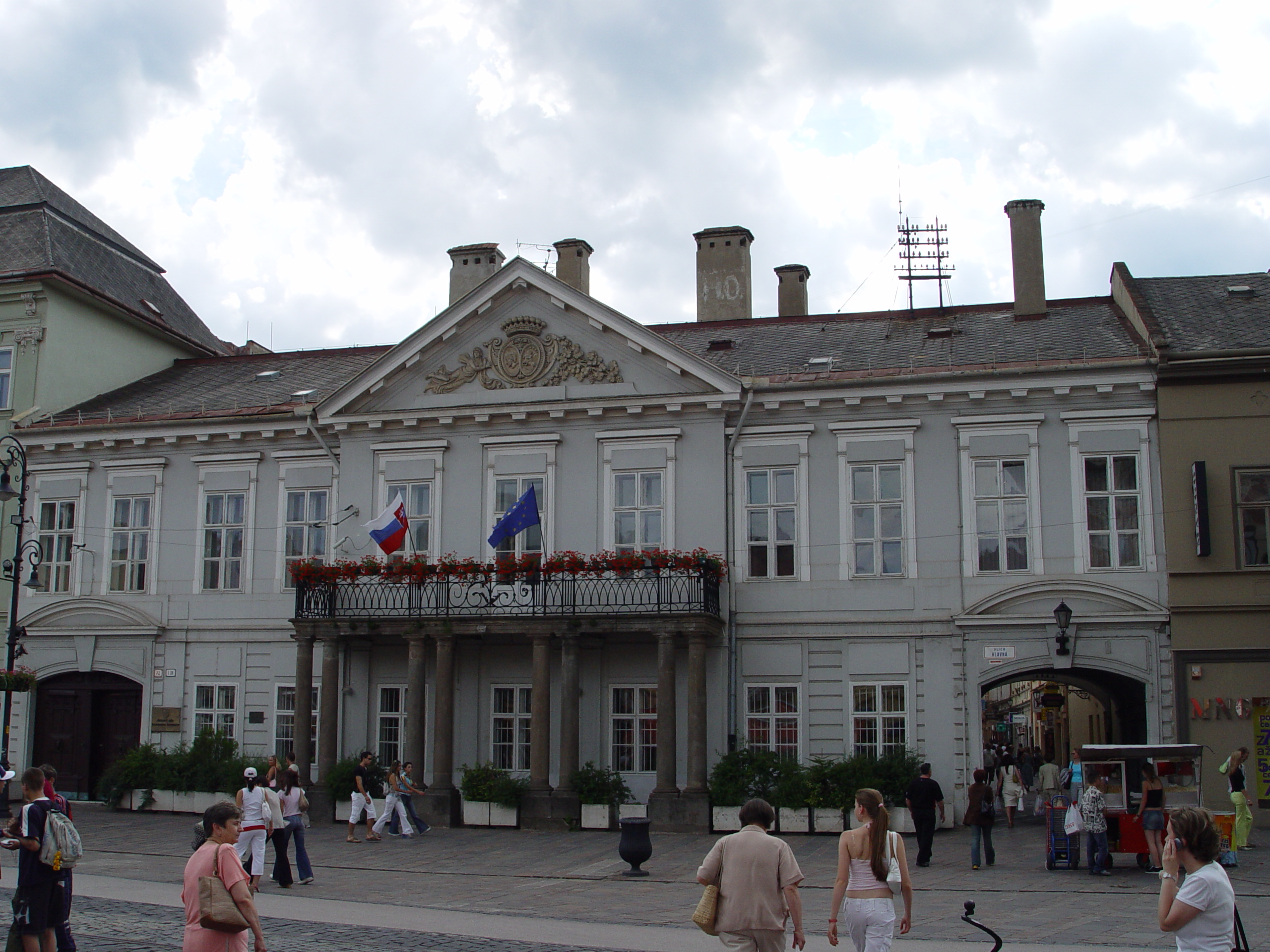
Csáky–Dessewffy-palota, Kassa
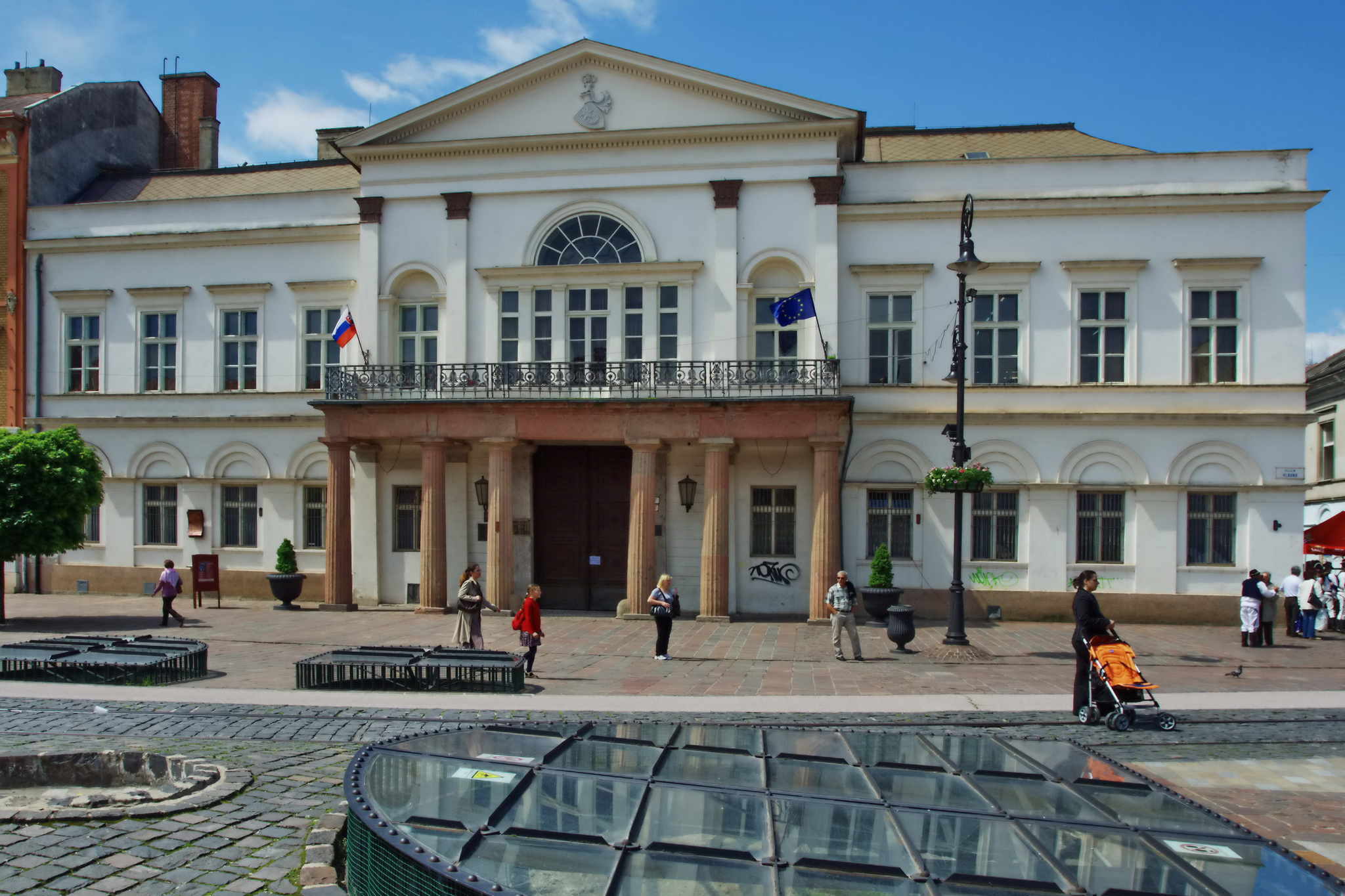
Forgách-palota, Kassa
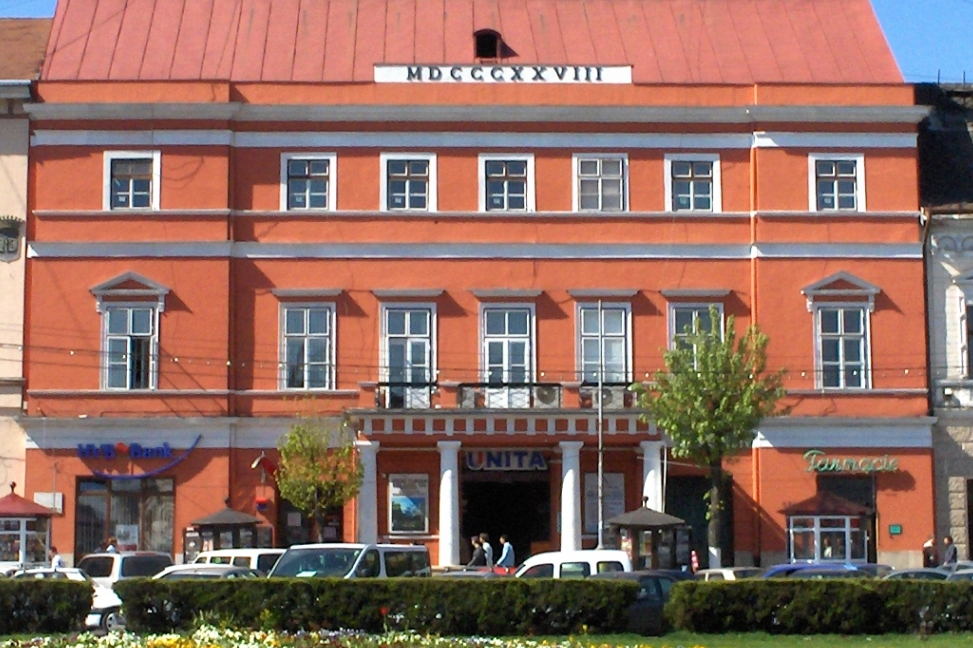
Jósika-palota, Kolozsvár

#### Kúriák, villák

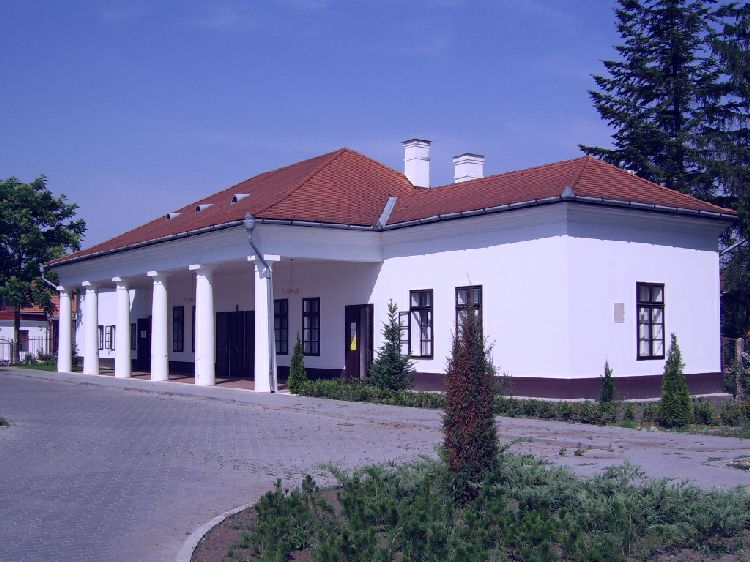
Halász-kúria, Dabas

A 18. század elején kezdtek elterjedni a városokhoz közeli zöldövezetekben a villák. Ez a folyamat egyértelműen a polgársághoz kötődik, hiszen a nemesek többnyire külön vidéki és városi rezidenciát tartottak fenn. A kevés kivétel egyike a valószínűleg Pollack Mihály nevéhez köthető Festetics-villa a mai pesti Füvészkertben. A budai hegyekben épített villák máig meglévő, szép példája az ún. Óra-villa, a XII. Diana út 17. alatti, valamint a XII. Budakeszi út 38. alatti villák. Utóbbit Hild József saját házának építette 1844-ben korinthoszi oszlopos, oromzatos portikusszal (mai képe a sarokrizalitokkal az 1889-es bővítés eredménye).
A többnyire földszintes, a parasztházakhoz hasonlóan nyeregtetős, hosszanti elrendezésű kisnemesi kúriák részletformáikban sokat merítenek a főnemesi kastélyokból. Néhány kiemelkedő példa:
- Ősi Halász-kúria, Dabas (Biksza Miklós út 46.)
- Kúria, Abony (Jókai út 6–8.)
- Patay-kúria, Nagykőrös (Kalocsa Balázs út 4.)
- Halász Jenő-kúria, Dabas-Gyón (Szív u. 3.)
- Kúria, Dabas (Biksza Miklós út 56.)
- Vojnich-kúria, Baja (Arany János u. 1.)

#### Vidéki kastélyok
A klasszicista kastélyok többnyire sík területen, gondosan megtervezett tájképi kertek középpontjában épültek fel. Tömegük kiegyensúlyozott, egyszerű mértani test, kishajlású tetővel fedett, zárt tömeg. Új elemként jelent meg az antik építészetből átvett portikusz, a középrizalit előtt álló, 4–6 oszlopos, timpanonnal lezárt előcsarnok, amely többnyire kocsiáthajtóként is szolgál. A barokkhoz képest a horizontális tagolású homlokzatok sokkal kevésbé részletezettek, az oldalrizalitok kevésbé jelentősek, sőt, olykor eltűnnek. A kert felé néző homlokzat kialakítása kevésbé ünnepélyes, könnyedebb, a portikusz szerepét itt sokszor egyszerűen kiemelt falsíkok veszik át.
A belső tér fontos és a homlokzatokat is meghatározó jellemzője, hogy a reprezentatív terek a kert közelségébe, a földszintre kerülnek, amely így nagyobb belmagasságúvá válik. Az alaprajz szimmetrikus; a középrizalit mögött nyíló előcsarnok az egy tengelyre felfűzött, reprezentatív teremsorba, illetve az egyszerű kiképzésű lépcsőházba vezet. A díszterem többnyire a középrizalit mögött, ritkán az oldalrizalitban helyezkedik el. Az ovális vagy sokszögalaprajzú termek szinte teljesen eltűntek; kör alaprajzú dísztermek (a római Pantheon ihletésében) előfordulnak.

#### Jelentős klasszicista kastélyok az egykori Magyar Királyság területén
- Széchenyi-kastély, Nagycenk (1800 k.) – A kastély építése 1758-ban kezdődött, jelenlegi, a késő barokk és a klasszicizmus közötti átmenetet képviselő formáját az 1800 körül, Ringer József soproni építőmester vezetésével végzett átépítéssel és bővítéssel kapta. A téglány alaprajzú főépületnek a középrizalitja díszesebb. A kapu fölötti erkélyt négy toszkán oszlop tartja, az emelet félkörívesen záródó ablakai fölött háromszögű oromzat és manzárdtető látható. Széchenyi István az 1830-as években jelentős belső átalakításokat kezdeményezett.[34]
- Cziráky-kastély, Lovasberény (1804) – A barokk eredetű épület klasszicista bővítését stíluskritikai alapon Hild Józsefnek tulajdonítják. A földszint nagyméretű, konzolos szemöldökpárkányokkal ellátott ablakai felett kevésbé hangsúlyos emelet húzódik, egyszerű, kőkeretes nyílásokkal. A portikusz négy jón oszlopa mögött három magas, félköríves záródású ajtón lehet belépni a kastélyba. Az épület jelenleg igen rossz állapotban van.[35]
- Zichy-kastély, Nagyláng (ma Soponya, 1807) – A 18. századból származó, U alakú kastélyépületet emeletráépítéssel bővítették Pollack Mihály tervei szerint. A díszlépcső kialakítása, valószínűleg a megbízó kérésére, a gödöllői Grassalkovich-kastély példáját idézi. A homlokzatok architektúráját a 19. század végén átalakították.[11]
- Széchenyi-kastély, Hegyfalu (1815) – A 18. századból származó épület mai képét ismeretlen építész tervei alapján 1815-re nyerte el. 7+5+7 tengelyes homlokzatán a magas alagsori szint négyzetes ablakai felett egyenes szemöldökpárkányú, téglány alakú ablaksor húzódnak. Az egy tengelynyire előreugró középrizalit előtt hat jón oszlop tartotta, timpanonos portikusz áll, amelyhez íves kocsifelhajtó vezet fel.[36]
- Habsburg főhercegi-kastély, Alcsútdoboz (1819–1827) – A kastély építéstörténetéről a levéltár elpusztulása miatt keveset tudni, de az biztos, hogy Pollack Mihály munkája. Az épület legjelentősebb része a nemesen egyszerű kerti homlokzat volt. A magasított földszint felett alacsonyabb emeleti ablaksor húzódott, középen négy jón oszlop tartotta háromszögű oromzattal. A sajátos összképhez jelentősen hozzájárult az ívelt vonalú tetőzet. A II. világháború után a kastély elbontották, csak középrésze és néhány melléképülete áll.[37]
- Festetics-Degenfeld-kastély, Dég (1819–1827) – Pollack Mihály tervei szerint épült. Az U alakú kastélyépület középrizalitja a kert felé hatoszlopos, kocsifelhajtós. Az épület különlegessége, hogy az ovális alaprajzú díszterem nem a középrizalit mögött, hanem az egyik oldalszárnyban kapott helyet.[38]
- Brunszvik–Chotek-kastély, Alsókorompa (1820–21) – Az Anton Riegl vezetésével klasszicista külsőt öltött, eredetileg barokk kastély 3-3-3-3-3 tengelyes főhomlokzatán lépcsősor vezet a középrizalit négyoszlopos portikuszához.[39]
- Zichy–Hadik-kastély, Seregélyes (1821–22) – Általában Pollack Mihálynak tulajdonítják a kastélyt, amelynek kétszintes középszárnyához U alakban földszintes oldalszárnyak csatlakoznak. Főhomlokzatát kéttengelyes oldalrizalitok és 1+3+1 tengelyes középrizalit uralja, négyoszlopos portikusszal. Kétszintes dísztermében korabeli falfestmények láthatóak.[40]
- Esterházy-kastély, Csákvár (1823) – A 18. századból származó kastélyt a hagyomány szerint Charles Moreau építette át klasszicizáló stílusban, de felmerült Engel József Ferenc, Louis van Montoyer, valamint a színház esetében Hild József neve is. Az U alakú kastély kétszintes főszárnyának közepén portikusz áll négy dór oszloppal. Az udvari homlokzat könnyedebb, korinthuszi oszlopos portikuszán oromzat helyett a főpárkány felett végighúzódó balusztrád jelenik meg.[41]
- Orczy-kastély, Gyöngyös (1826) – Az U alaprajzú barokk épületből Zofahl Lőrinc tervei alapján készült zártudvaros, az itáliai klasszicizmus hatását viselő kastély. A reprezentatív, dór oszlopsoros erkélyekkel tagolt, kétszintes fő- és oldalhomlokzatok elfeledtetik az átépítés tényét.[42]
- Károly-kastély, Fót (1830-as évek) – Többszöri átépítést követően a kastély klasszicista képe Heinrich Koch 1830-as években végzett átépítéseivel alakult ki. A kétszintes főhomlokzatot két előreugró sarokrizalit keretezi, középen hatoszlopos portikusszal. A mai állapot az Ybl Miklós nevéhez fűződő, 1845-49 között végzett romantikus stílusú módosítások eredménye.[43]
- Keglevich-kastély, Kistapolcsány (1830 k.–1842) – A középkori eredetű, a reneszánsz idején átalakított várkastély déli szárnya helyére Keglevich János építtetett új tömböt. A középrizalit háromtengelyes, teraszos alépítményén korinthoszi oszlopos portikusz áll, háromszögű oromzattal. E mögött dob és kupola emelkedik. Az oldalrizalitok hármas ablakain a Palladio-motívum ismerhető fel. A gazdag belső terek közül kiemelkedik a kör alaprajzú előcsarnok és a fölötte fekvő díszterem, a könyvtár, a dolgozó és az ebédlő.[44]
- Sándor–Metternich-kastély, Bajna (1834) – A 18. századi épület bővítésével Sándor Móric gróf Hild Józsefet bízta meg. Az alaprajz bonyolultságát a régebbi épületek és a terep adottságai magyarázzák. A főhomlokzat azonban tiszta és egyszerűen szerkesztett: négyoszlopos portikusza árkádos alépítményen emelkedik. Az oszlopok mögött az átépítésre emlékeztető felirat látszik.[45]
- Teleki-kastély, Gyömrő (1838–1840) – Sokáig Pollacknak tulajdonították, de valószínűleg Hild kastélyépítészetének csúcspontja a kisméretű, finom arányú épület. A megemelt, kétszintes tömb 4+3+4 tengelyes homlokzatát négy jón oszloppal kiemelt portikusz teszi elegánssá. Az alaprajz egyszerű, szimmetrikus.[46]
- Miske-kastély, Bodajk (1837-1839) – Az építtető Miske József, egyedi jellegzetessége, hogy a négyoszlopos portikuszt árkádsorra, az első emelet magasságába helyezte. Erre valószínűleg a terepszintkülönbségek miatt volt szükség, az összképet biztosítandó.[47]
- Károlyi-kastély, Fehérvárcsurgó (1844 után) – A bécsi Heinrich Koch tervei alapján az építkezést Ybl Miklós vezette. A kastély emeletes főszárnya és földszintes mellékszárnyai, amelyeket kétszintes pavilonok zárnak le, U alakú díszudvart öveznek. Az oldalszárnyak előtt dór kolonnád húzódik. A főépület félköríves középrésze későbbi bővítés eredménye.[48]

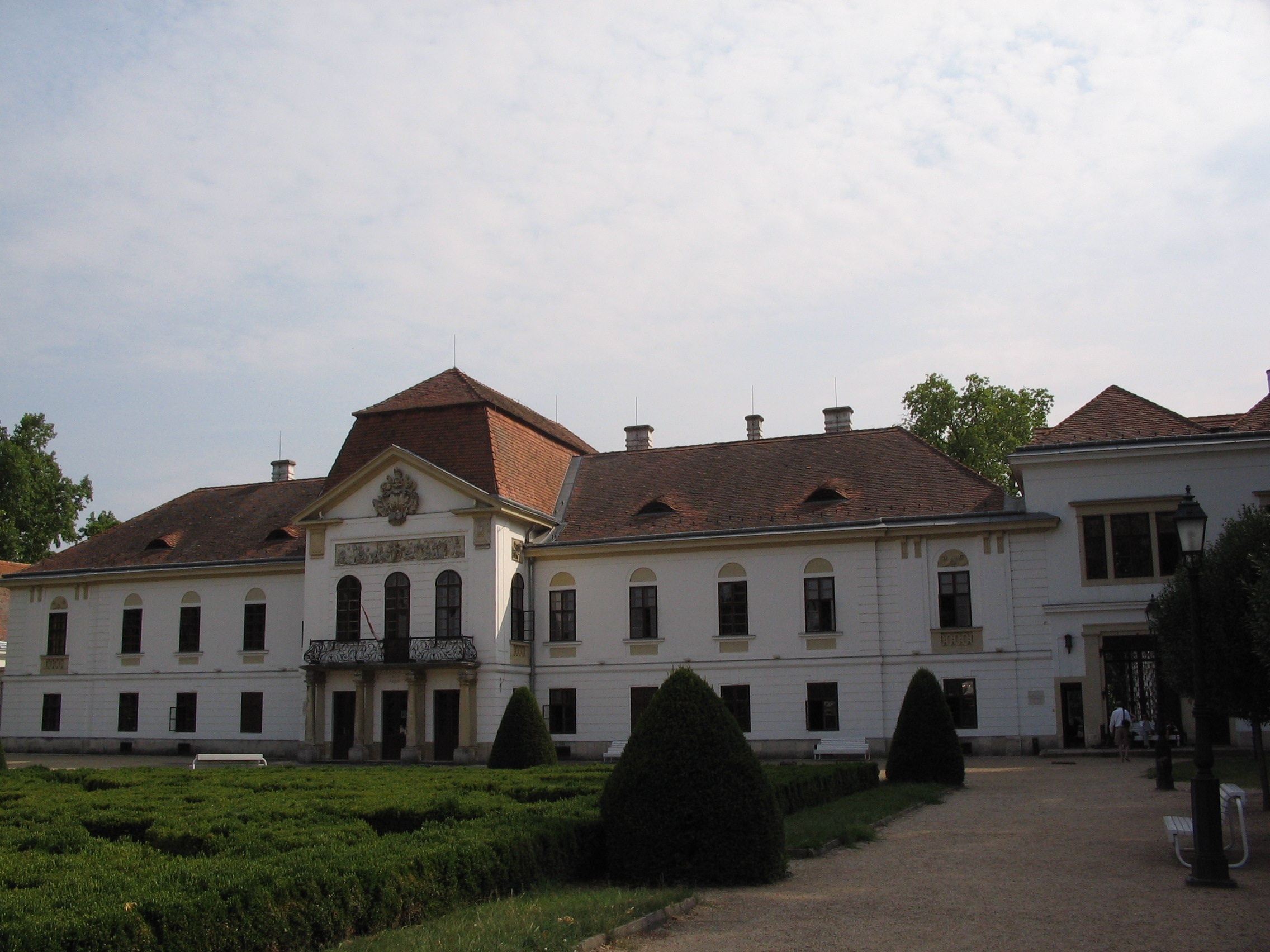
Széchenyi-kastély, Nagycenk
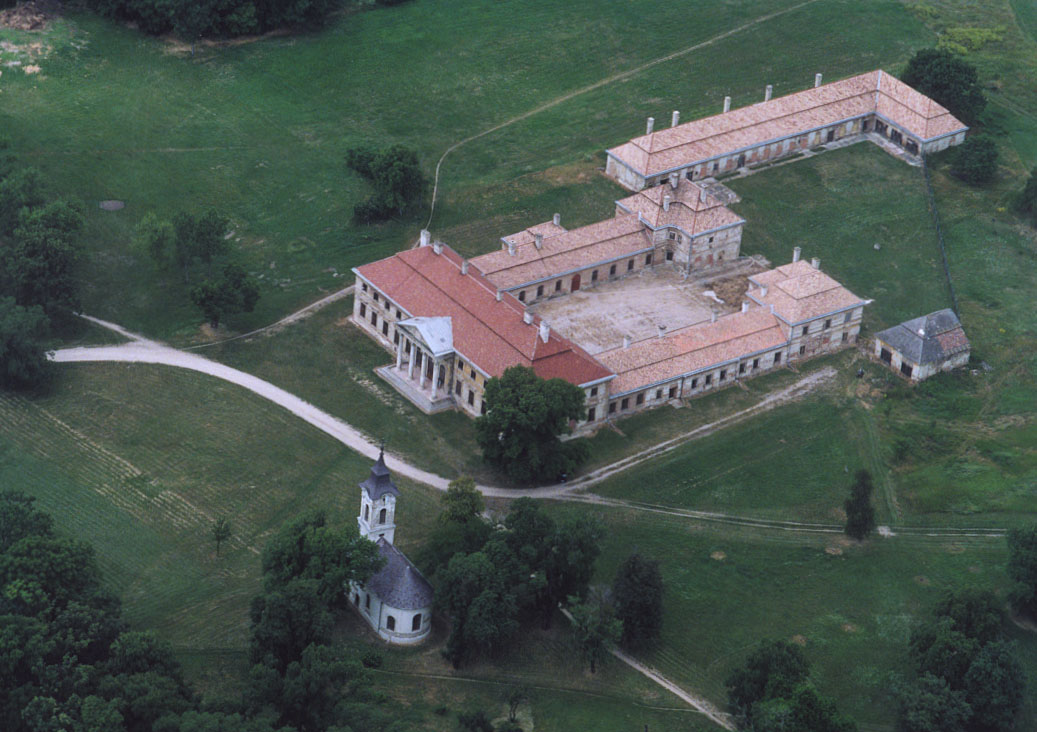
Cziráky-kastély, Lovasberény
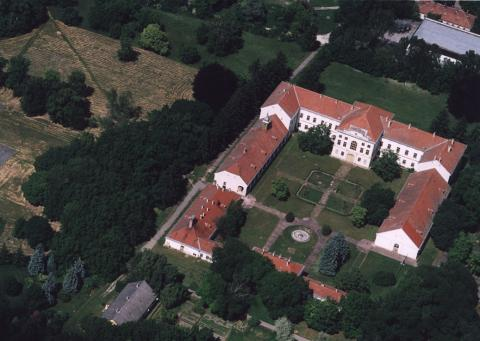
Zichy-kastély, Soponya
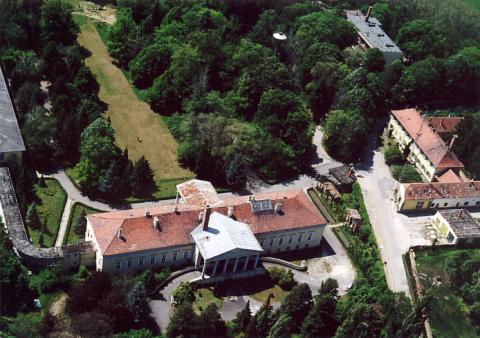
Széchenyi-kastély, Hegyfalu
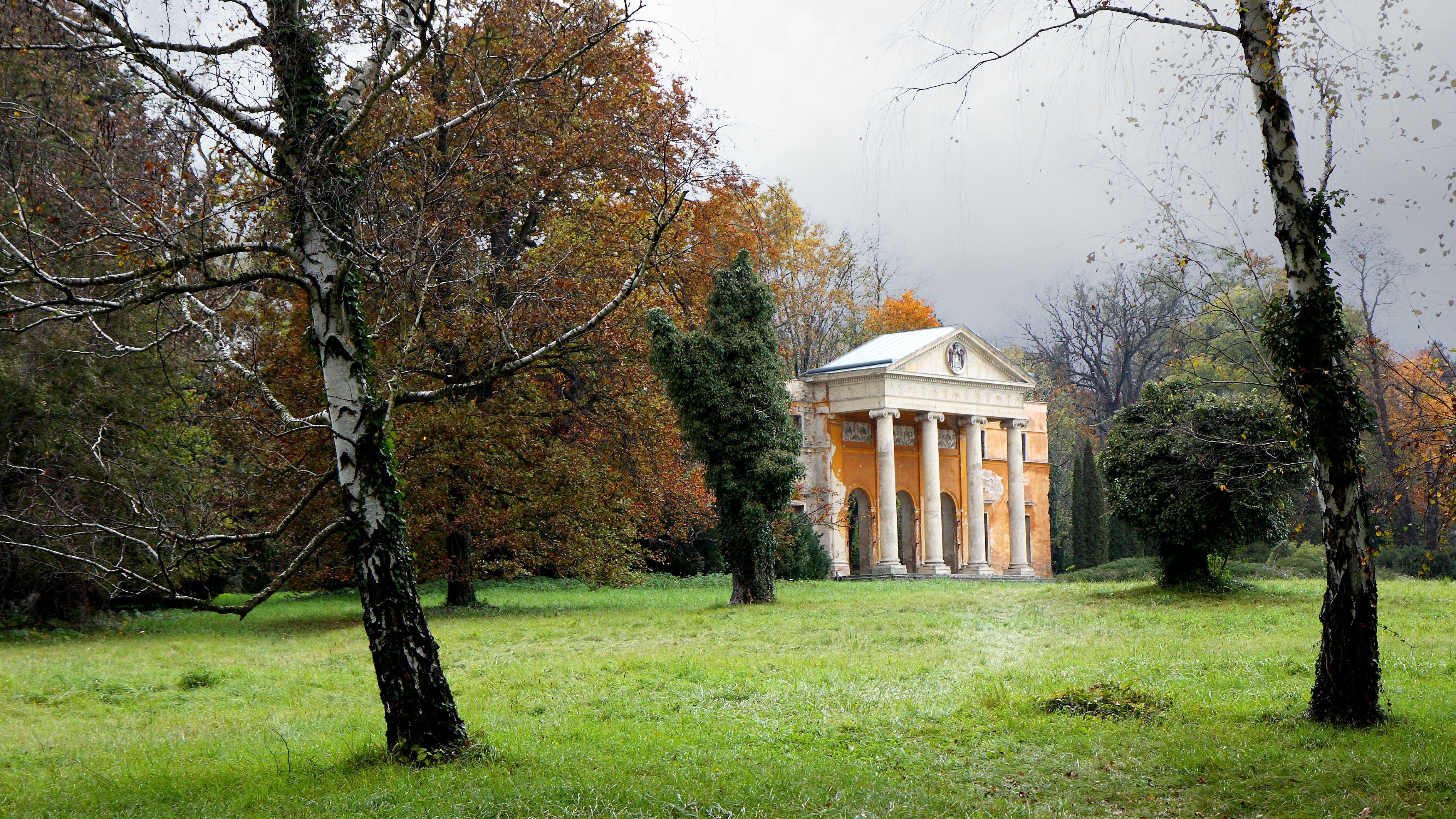
Az alcsúti Habsburg-kastély fennmaradt középrizalitja
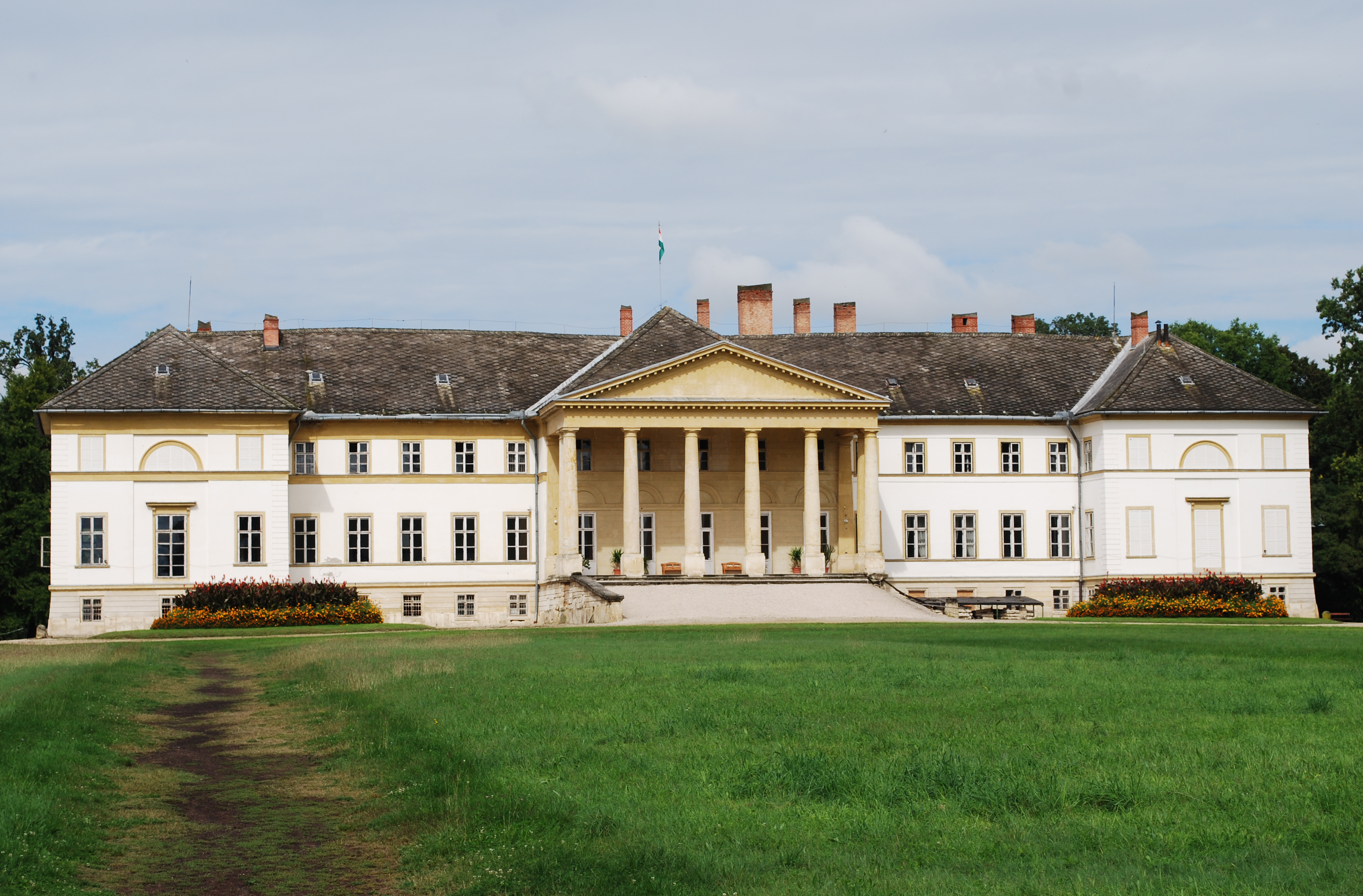
Festetics–Degenfeld-kastély, Dég
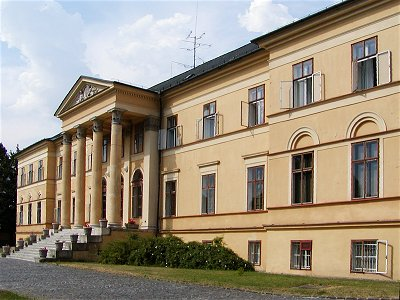
Brunszvik-kastély, Alsókorompa
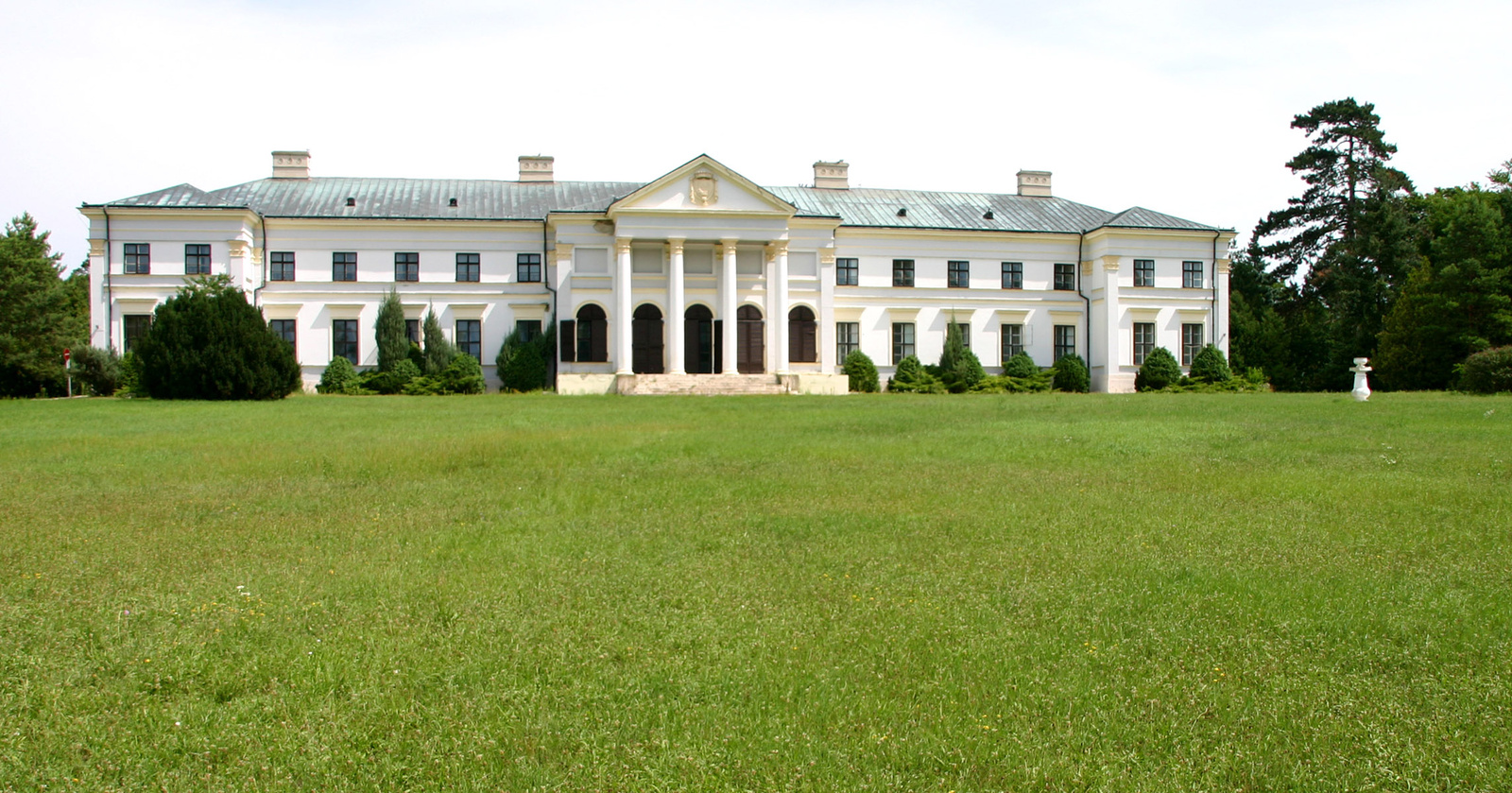
Zichy-Hadik-kastély, Seregélyes
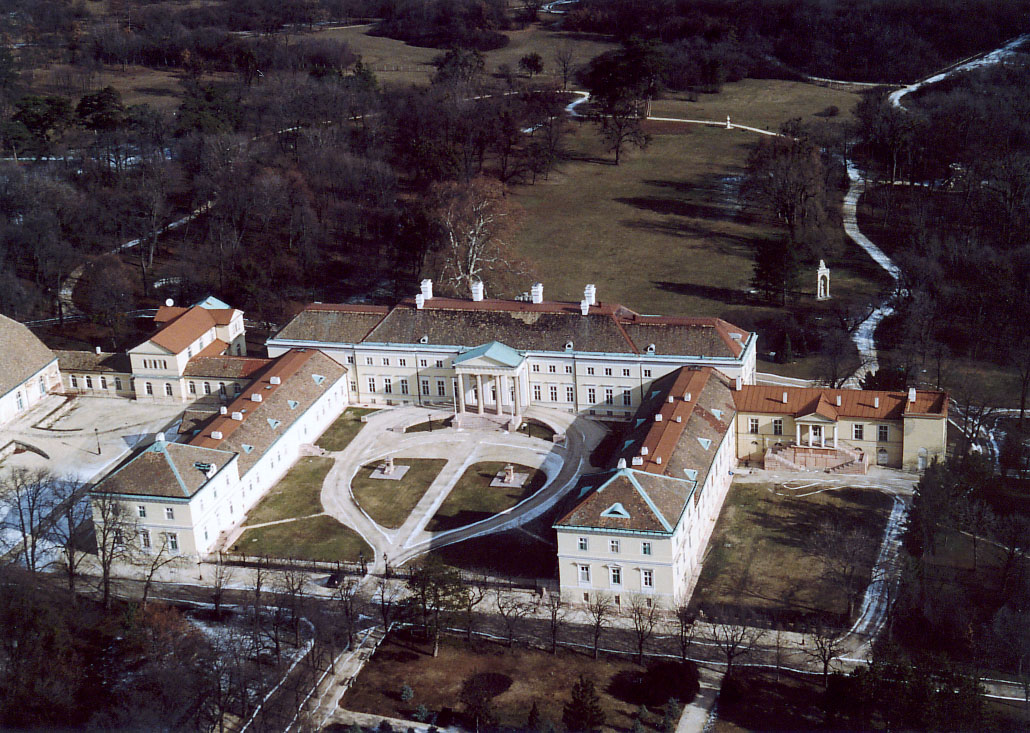
Esterházy-kastély, Csákvár
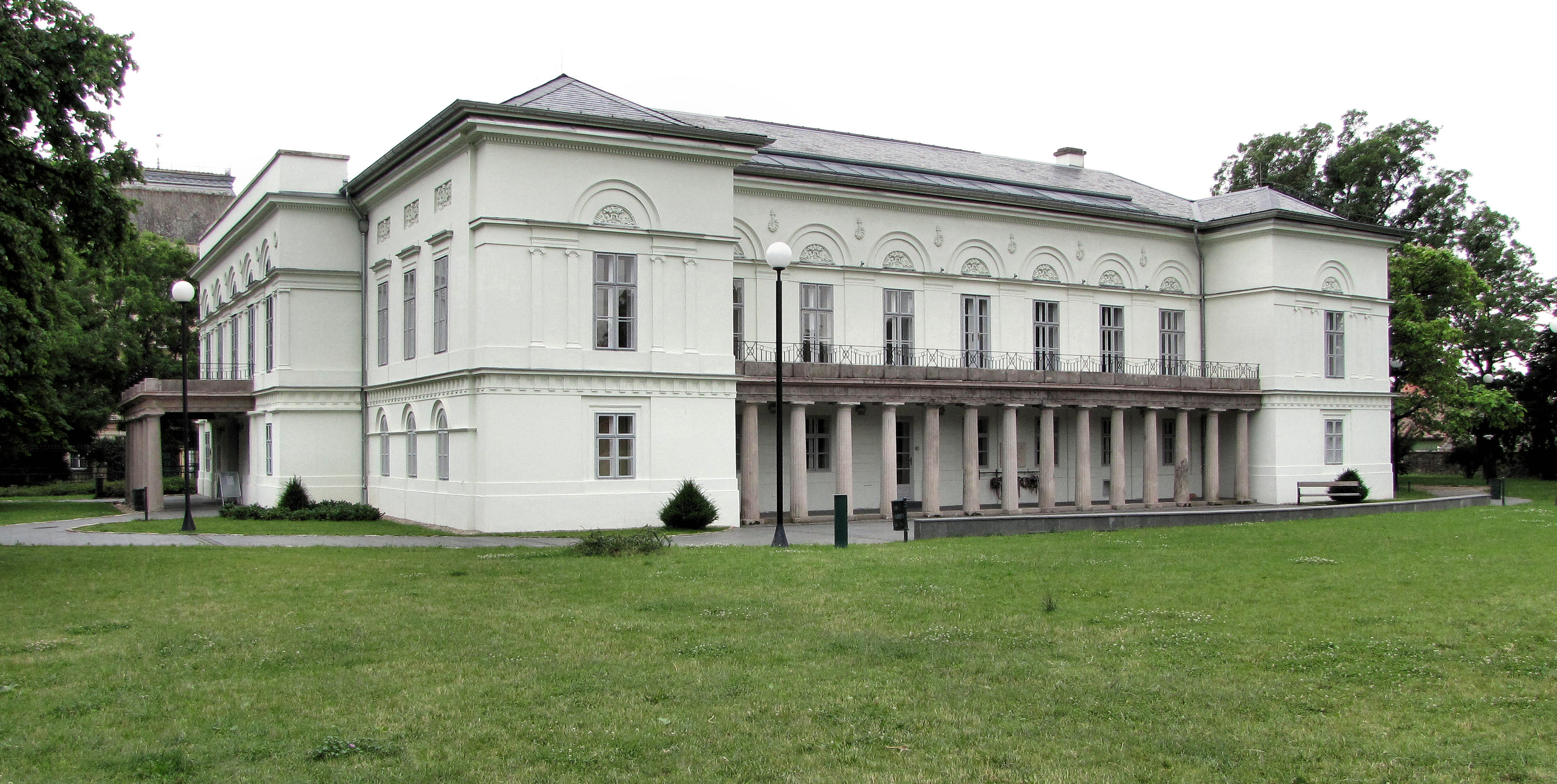
Orczy-kastély, Gyöngyös
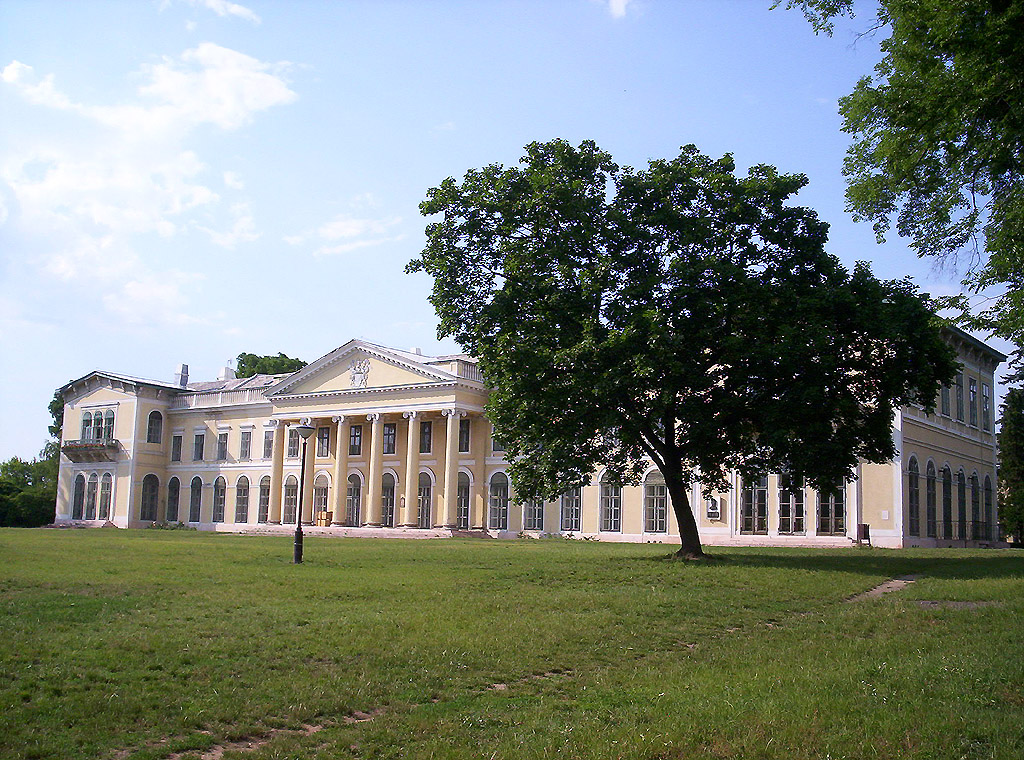
Károly-kastély, Fót
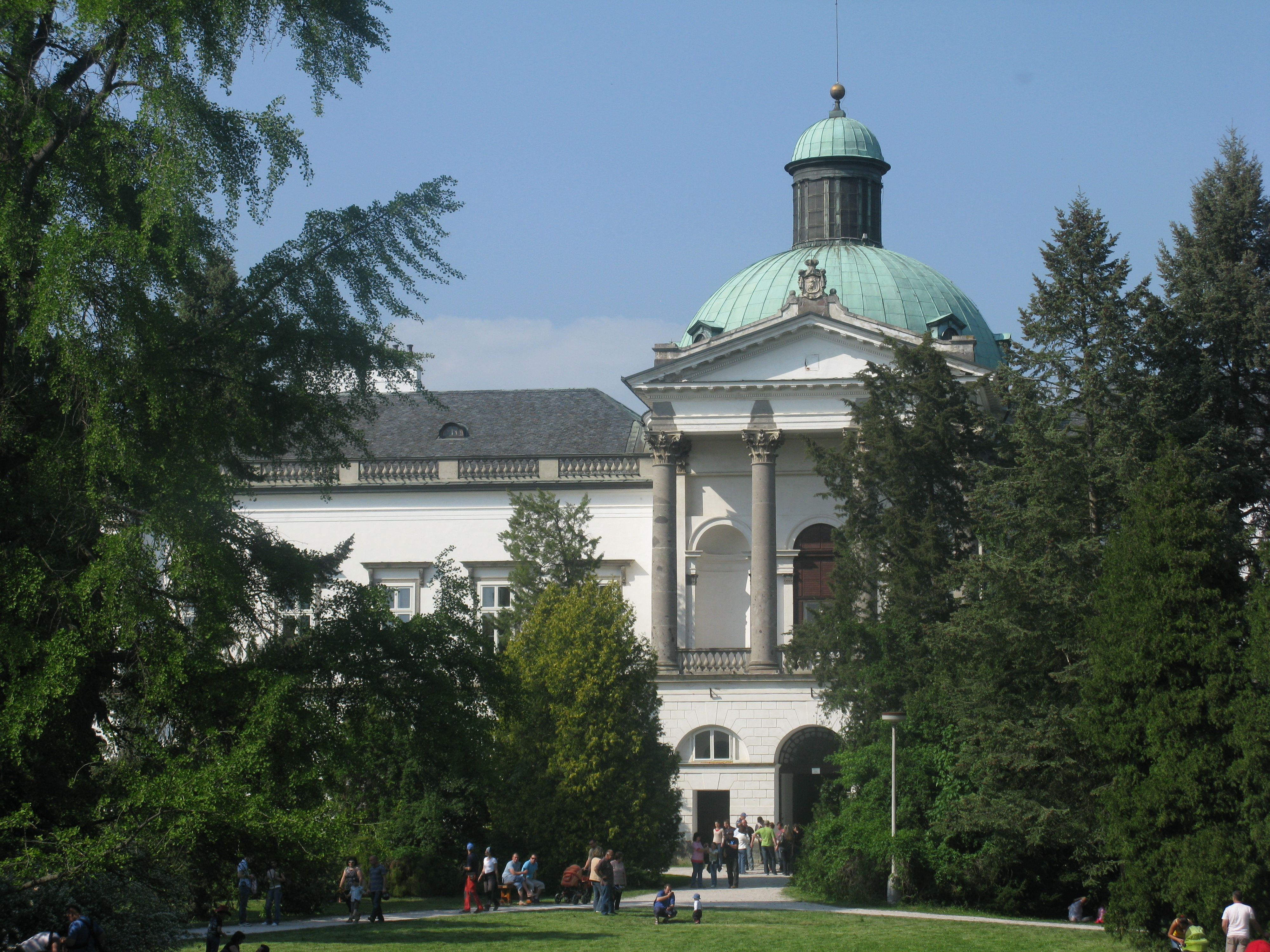
Keglevich-kastély, Kistapolcsány
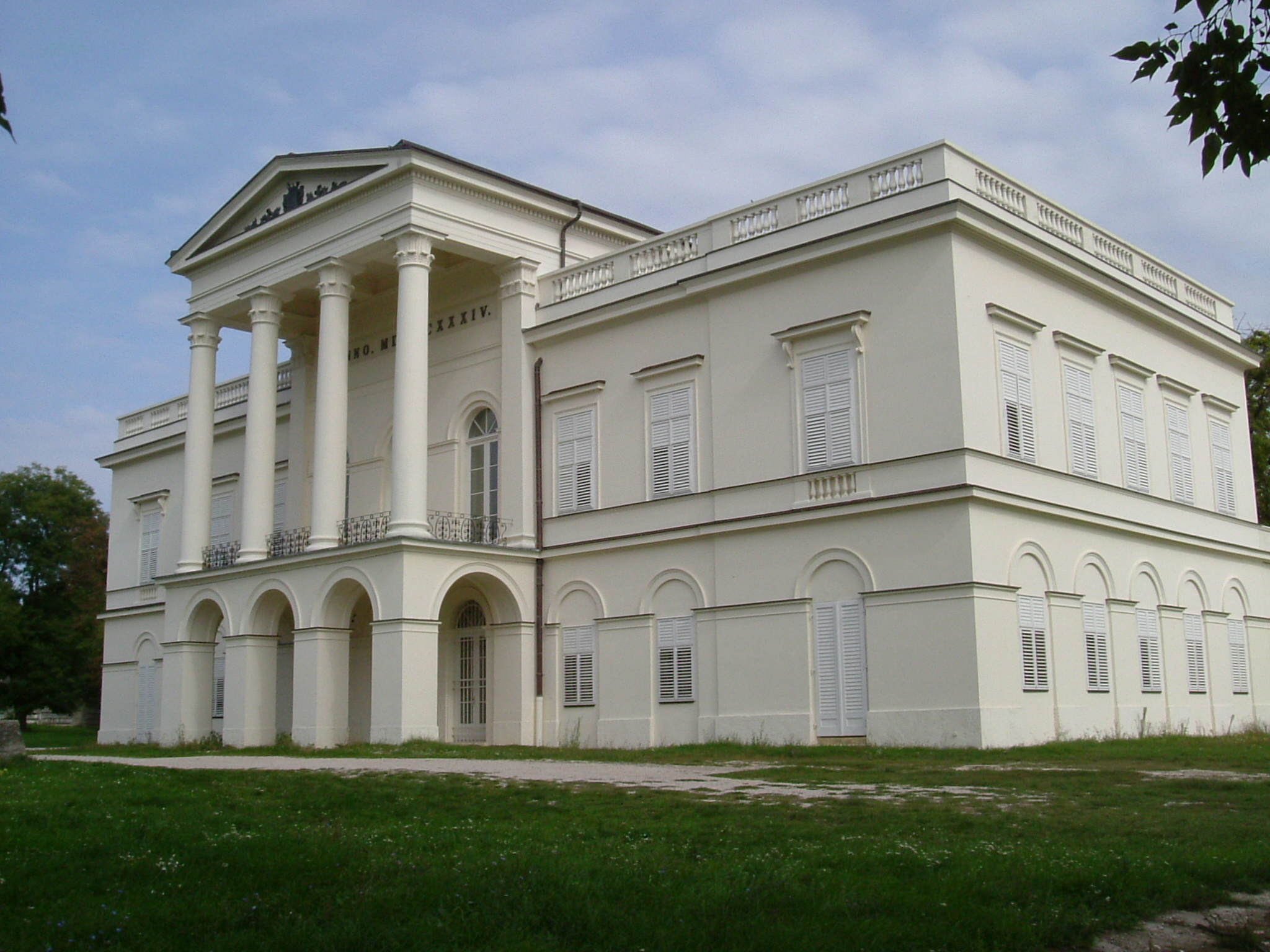
Sándor–Metternich-kastély, Bajna
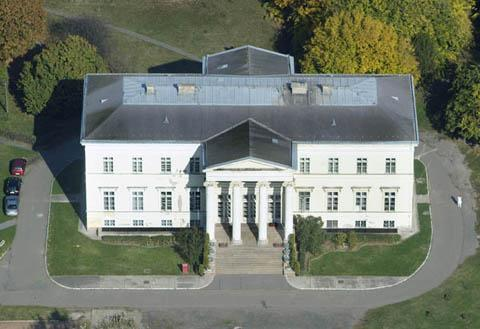
Teleki-kastély, Gyömrő
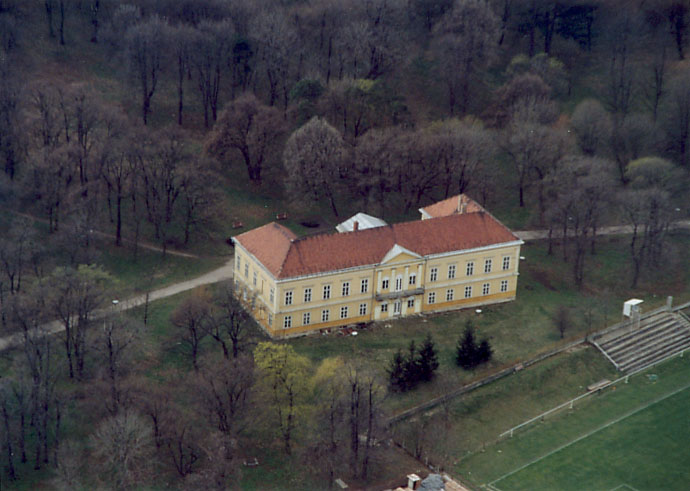
Lamberg-kastély, Bodajk
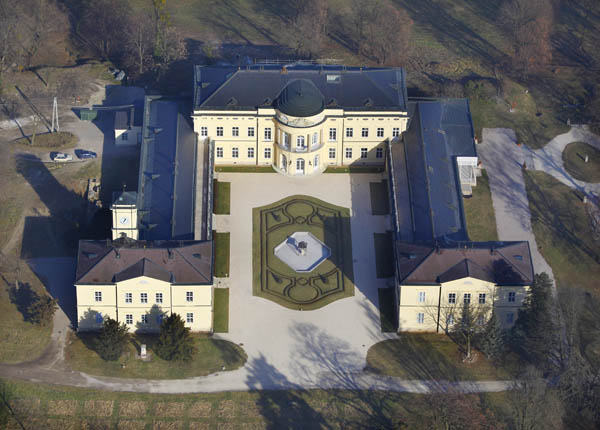
Károlyi-kastély, Fehérvárcsurgó

## Szakrális építészet

### Katolikus templomok
A magyarországi egyházi építészetben a klasszicizmus kevésbé jelentős, mint a barokk, de így is meghatározó emlékeket hagyott hátra. A klasszicizáló késő barokk egyházi építészet jelentős emlékei a Fellner Jakab tervezte tatai és pápai plébániatemplomok (1751–1785 és 1774–1786), illetve a szombathelyi székesegyház (Melchior Hefele, 1791–1814). Az Isidore Canevale tervei szerint épült váci székesegyházon még felfedezhetőek késő barokk formajegyek, mint például a portikusz kettős oszlopai, tömegkezelésében, a puritán homlokzatokon azonban egyértelműen a francia klasszicista építészet hatása érződik. Hasonlóan párhuzam nélküli, de kiemelkedő minőségű emlék a hazai klasszicista építészetnek a Charles Moreau tervei szerint épült gannai Szent Kereszt felmagasztalása templom (1813–1818), amely az Esterházy család mauzóleumának épült.
Az átalakítások közül kiemelkedik a győri székesegyház e korban készített új homlokzata (1823), valamint a pannonhalmi bazilika. Itt Packh János tervei szerint épült új előcsarnok és torony a középkori templomhoz 1829–32 között. A torony négyzetes alaprajzú alsó részére kör alapú, oszlopsorral körbevett felső ül rá, amely Bramante római Tempiettóját idézi (hasonló megoldással élt Packh az esztergomi bazilikánál).
A vidéki plébániatemplomok között elvétve ugyancsak találni igényes, érdekes példákat. Lovasberény temploma négyoszlopos főhomlokzatával, a szentély mellett emelkedő két zömök toronnyal az egri székesegyház tömegkompozícióját tükrözi. A torony nélküli, puritán, pusztán tömegével ható váli plébániatemplom valószínűleg Heine János Ágost munkája, akárcsak a helyi Ürményi-mauzóleum apró, de gondosan formált épülete. A késő klasszicista építészet szép példája Jolsva 1849-ben elkészült plébániatemploma. Főhomlokzatán a bejárati kaput és a fölötte nyíló, nagyméretű, félköríves ablakot páros oszlopok tartotta, háromszögű oromzattal koronázott középrizalitba foglalták. Ezt két zömök, alacsony hajlású tetővel fedett torony veszi közre.
A pétervásárai Szent Márton plébániatemplomot (1812–1817) az egri Povolni Ferenc tervei alapján Keglevich Károly építtette elhunyt leánya, Anna Lujza emlékére. Povolni a bécsi Akadémián tanult, és minden bizonnyal cseh- és morvaországi utazásai során ismerkedett meg az ottani gótikus és gótizáló építészettel. A kéttornyú, a gót építészet jegyeit és elemeit bájos naivitással használó templom a magyar romantikus építészet első emlékének is tekinthető.

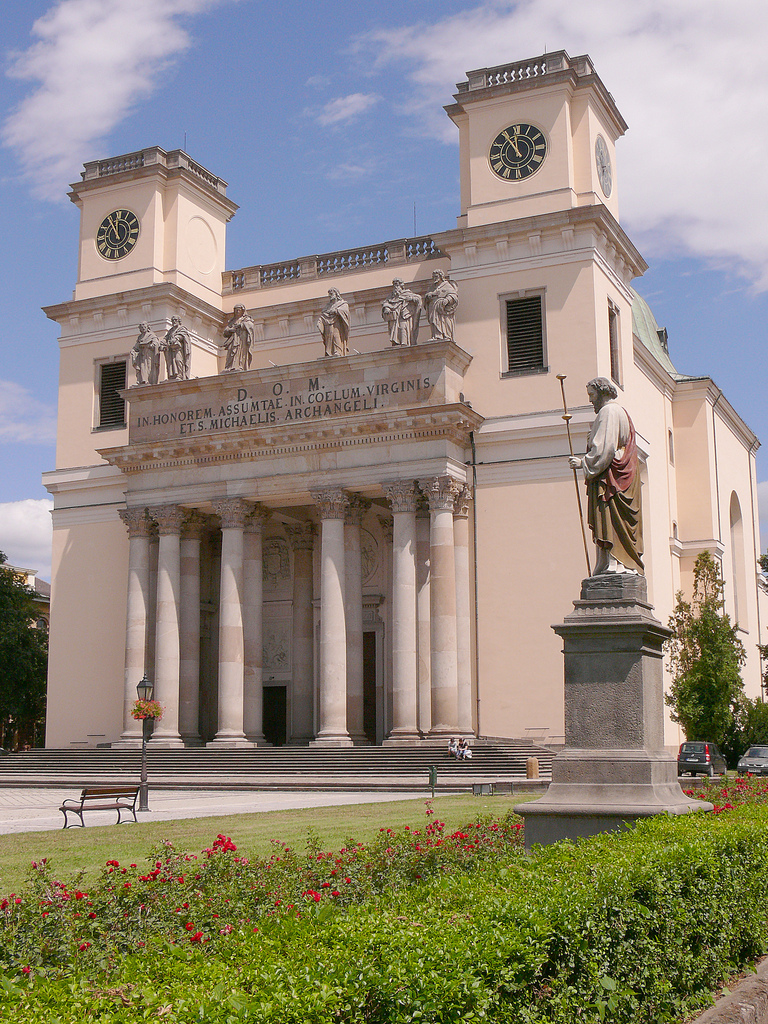
A váci székesegyház
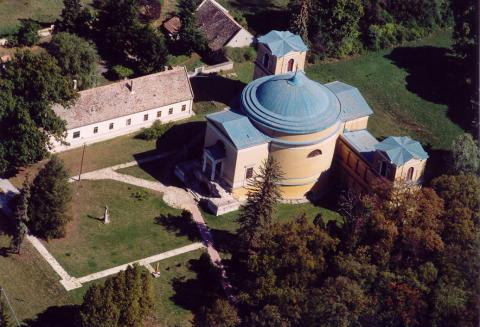
Plébániatemplom és Esterházy-mauzóleum, Ganna
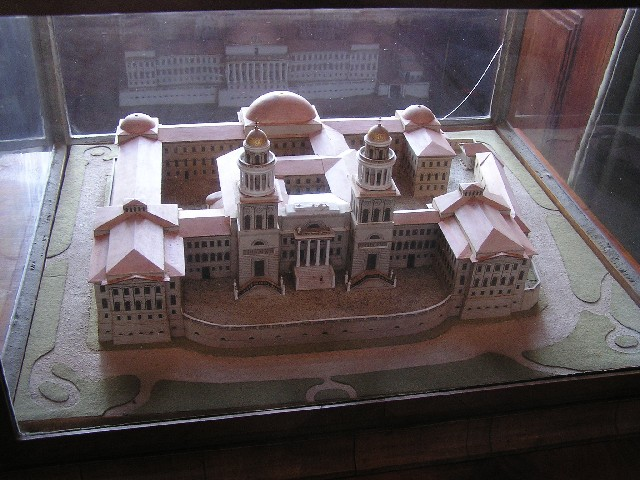
Pannonhalma, a bencés monostor tervezett kiépítésének makettje
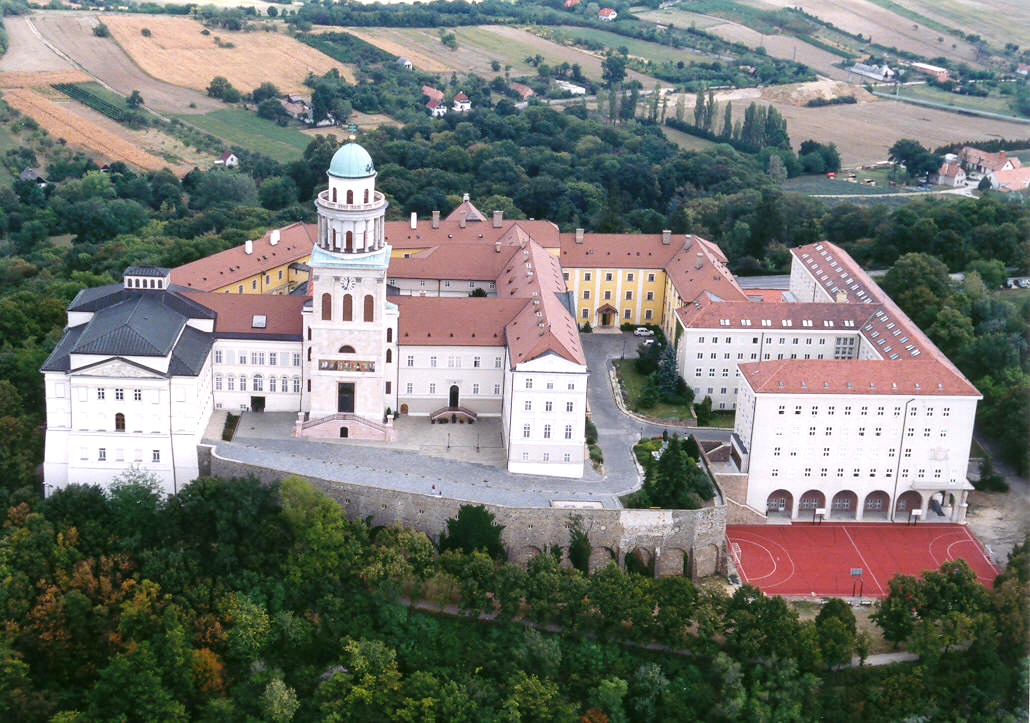
Pannonhalma, a megvalósult állapot
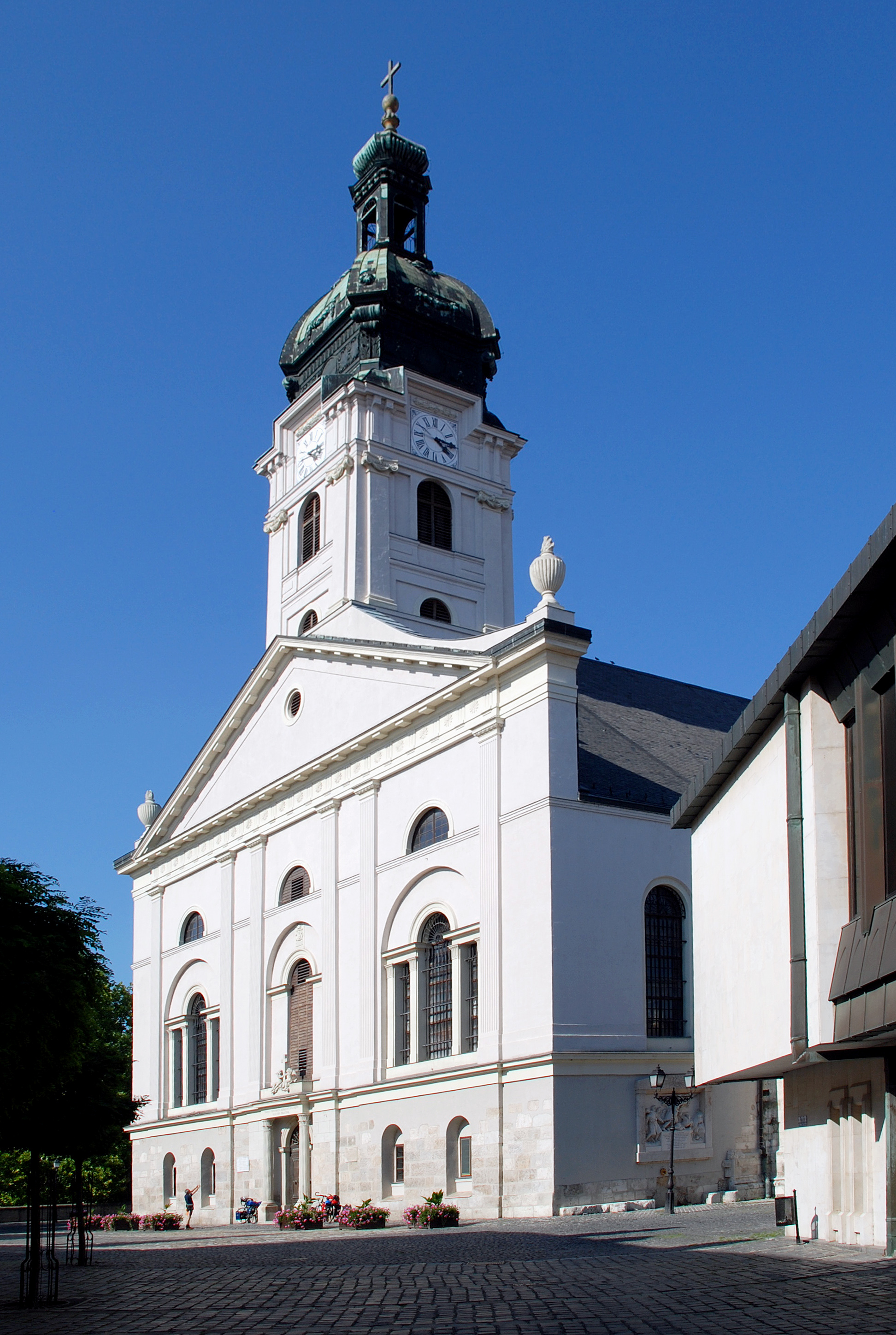
Győr, a bazilika klasszicista főhomlokzata
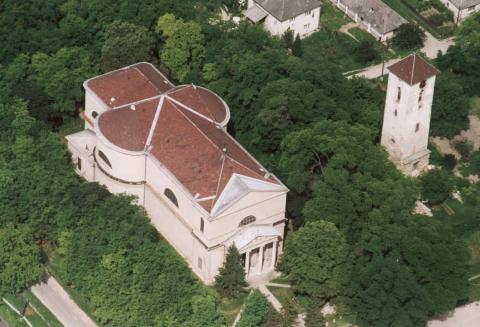
A váli plébániatemplom

A klasszicizmus korának sajátos, egyedi templomtípusa a kör alaprajzú templom, amelynek egyértelműen a római Pantheon szolgál mintaként. Legszebb példája a Packh János tervezte esztergomi Szent Anna-templom, amelyet tervezője próbának is szánt a székesegyházra tervezett nagyobb kupolához. A két kis torony is Bernininek a Pantheon portikuszára épített (mára elbontott) két tornyát idézi. Ismeretlen építész műve, de egyértelműen az esztergomi Szent Anna-templom hatását mutatja a komáromi Szent Rozália-templom. A kerektemplomok a katolikus és a protestáns felekezetek körében egyaránt népszerűvé váltak, ezt mutatják Szilvásvárad, Balatonfüred, Palkonya, Döbrönte és Nemesváralja példái.

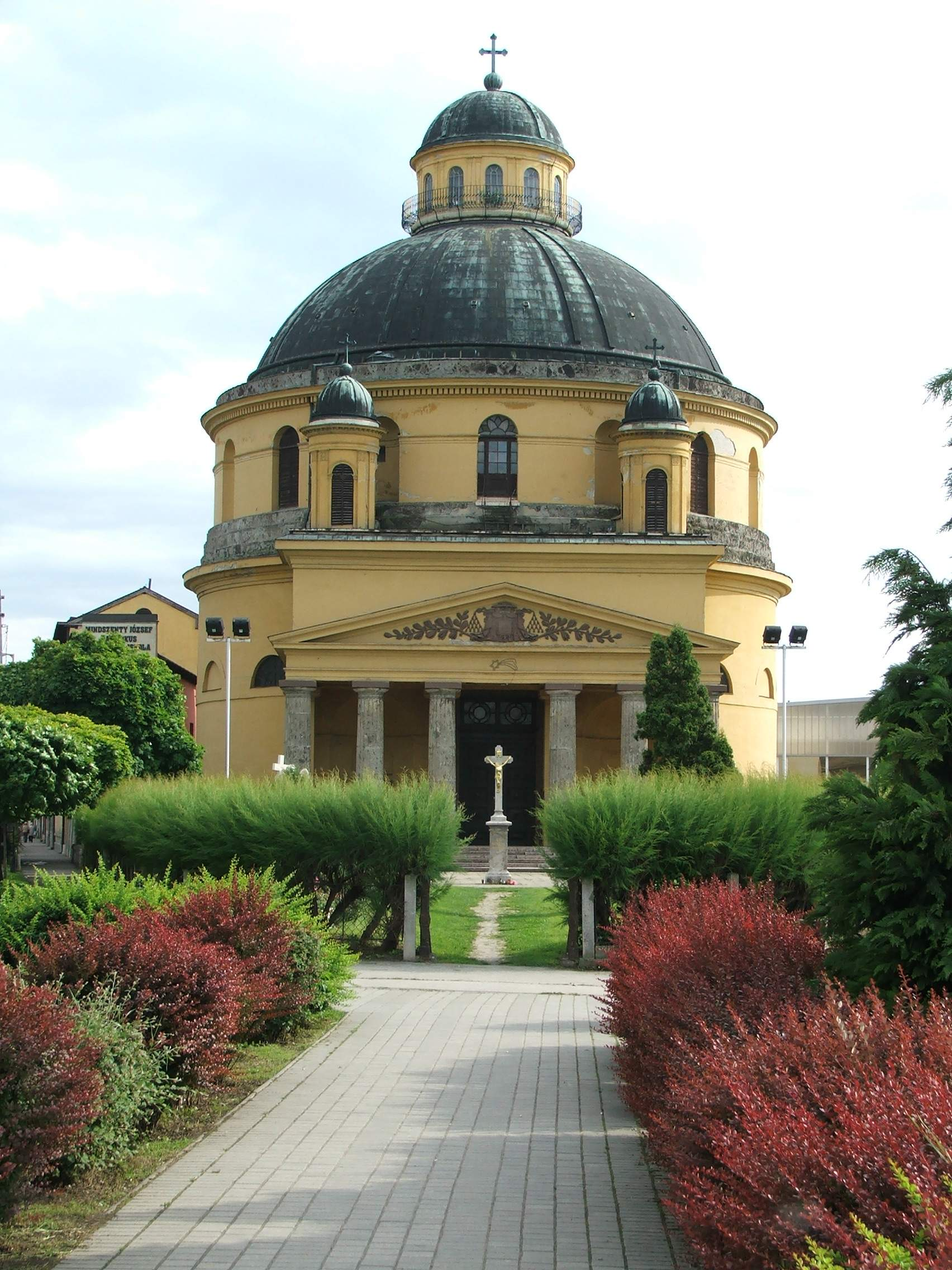
Szent Anna-templom, Esztergom
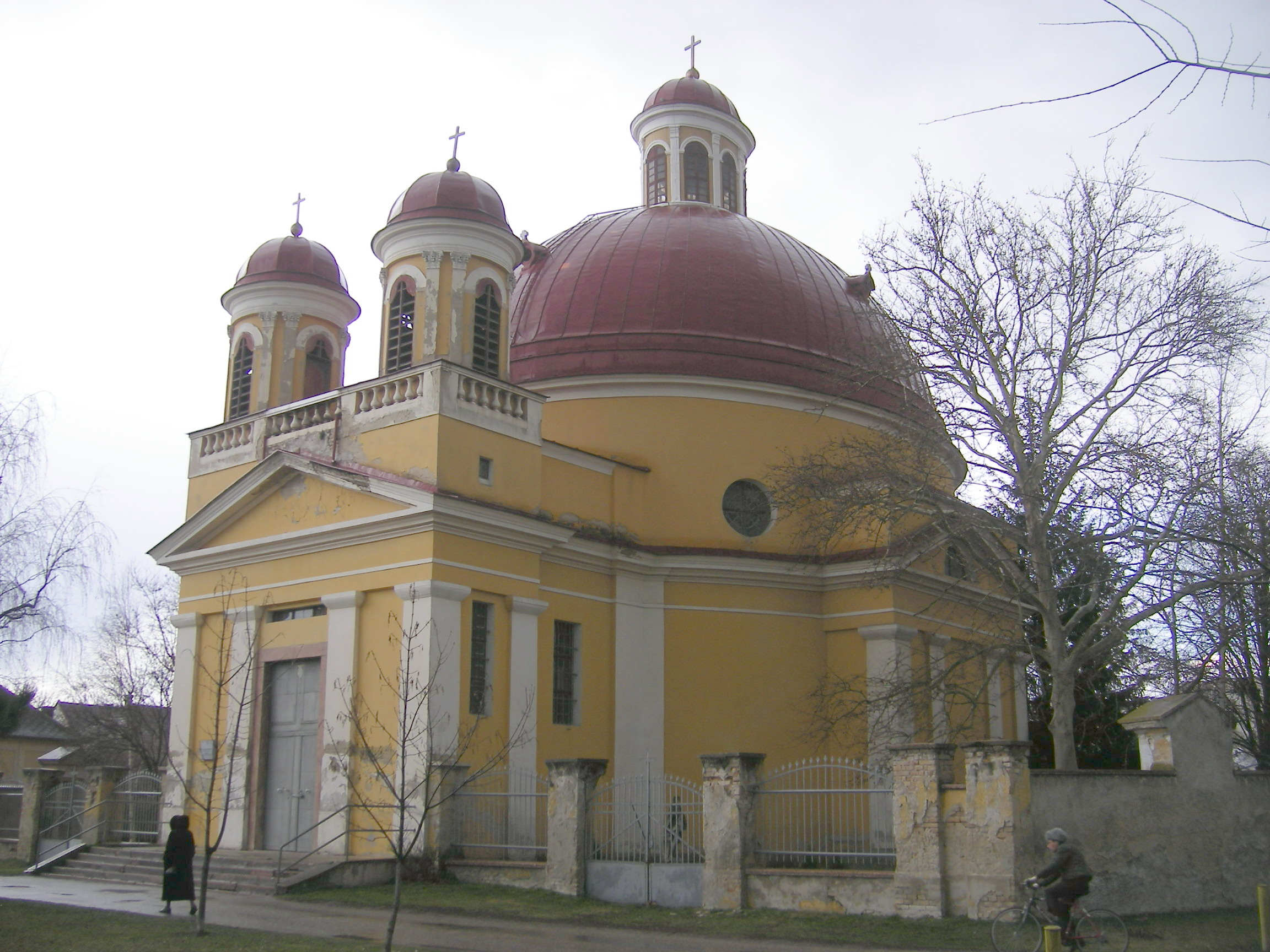
Szent Rozália-templom,
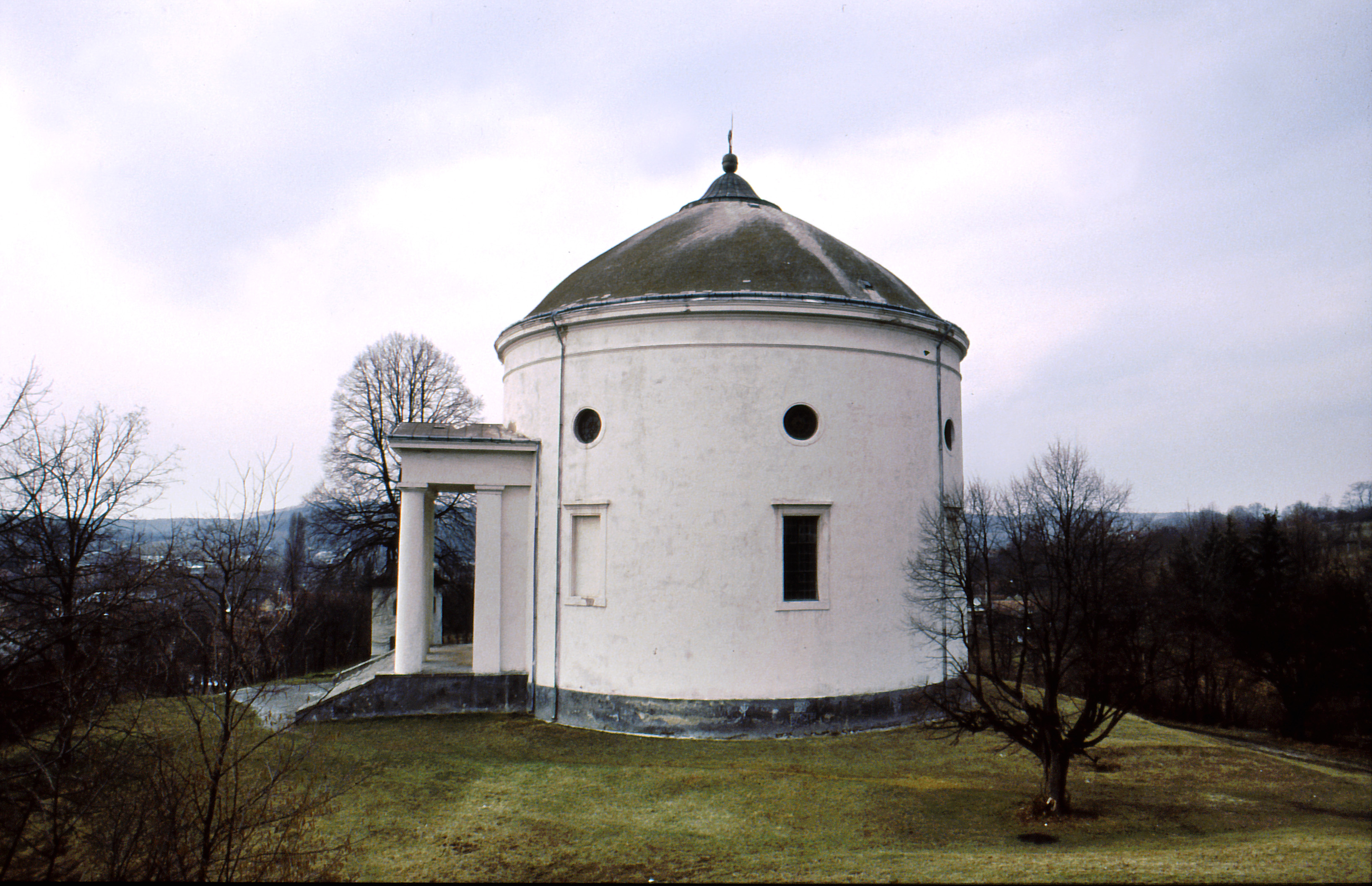
Kerektemplom, Szilvásvárad
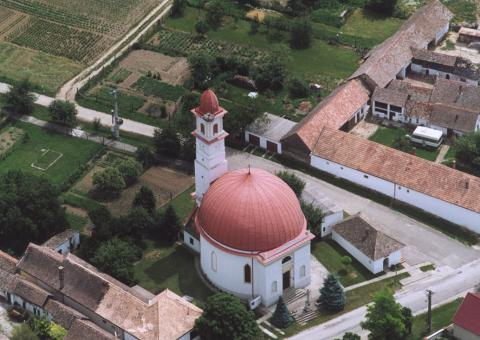
Plébániatemplom, Palkonya
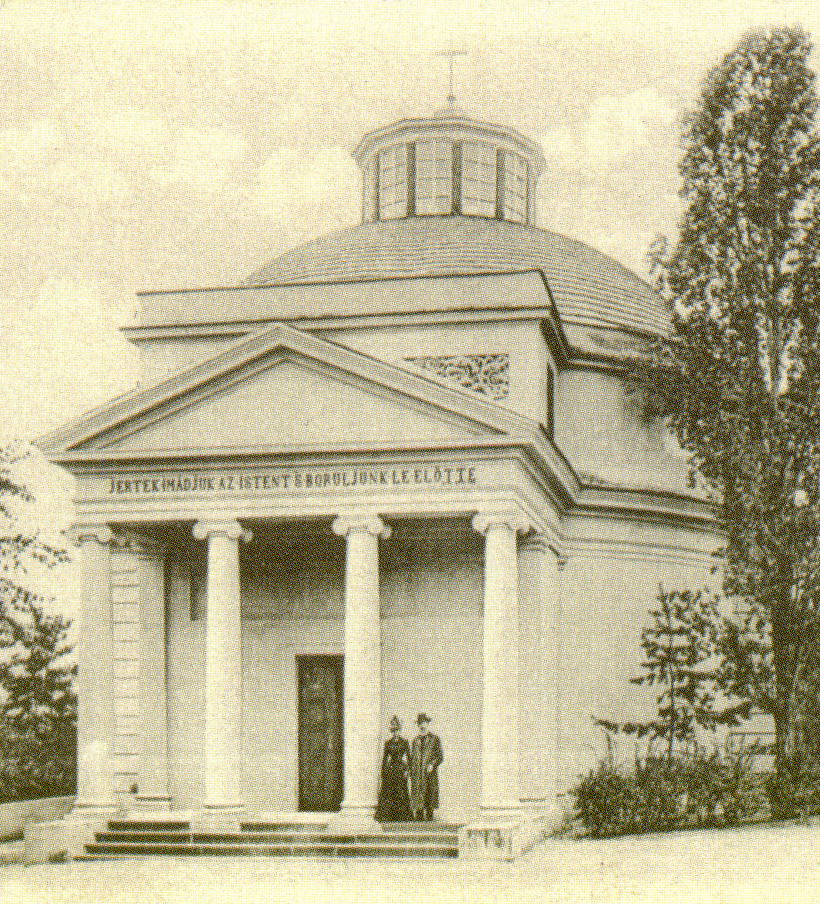
Kerektemplom, Balatonfüred
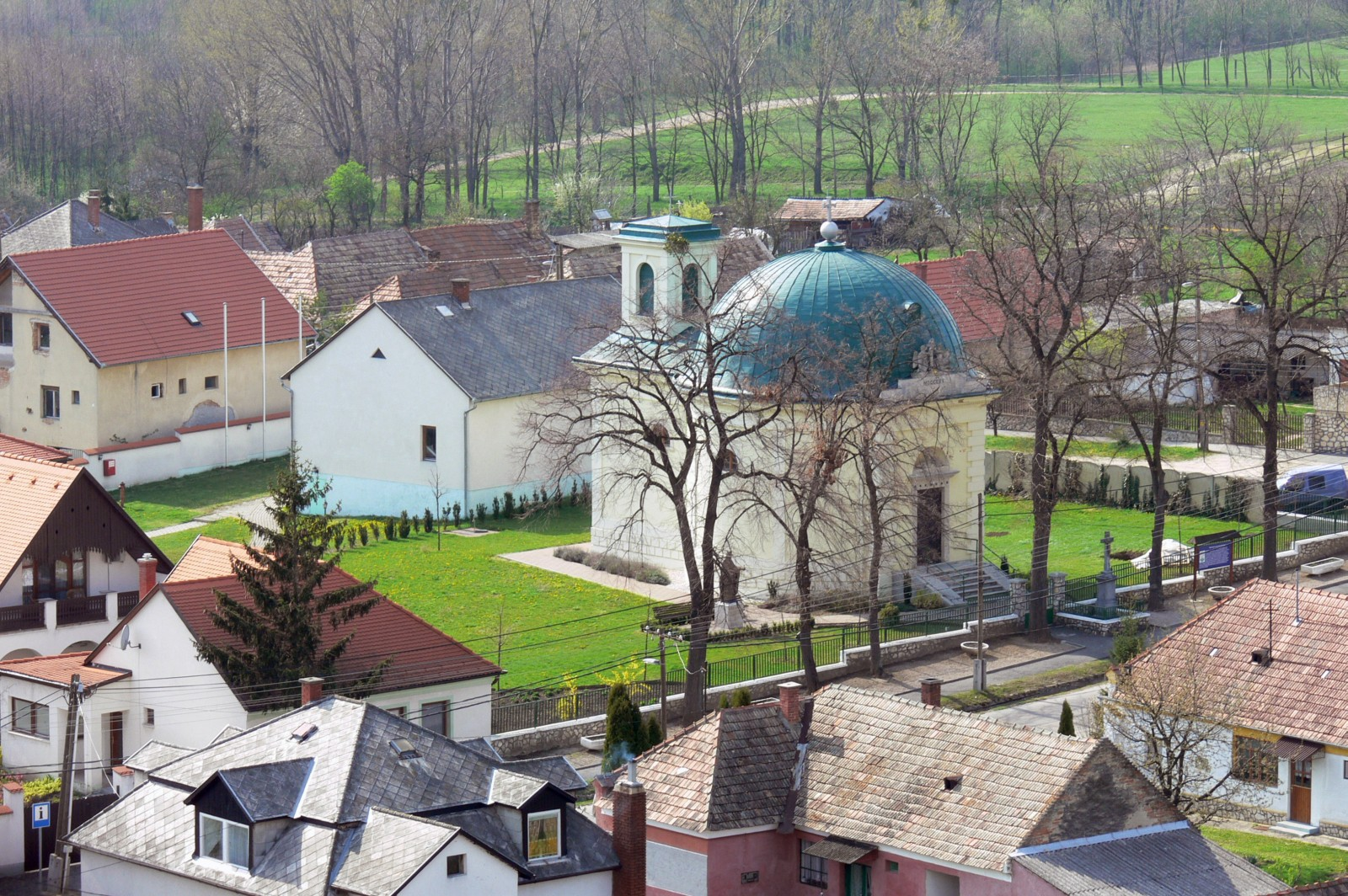
Plébániatemplom, Döbrönte

#### Az esztergomi székesegyház
Az esztergomi székesegyház a magyar klasszicista építészet kiemelkedő emléke, nemcsak méreténél, de művészi értékeinél fogva is. A középkori esztergomi érsekség Szent Adalbert székesegyházából nem sok maradt, mire 1820-ban Rudnay Sándor úgy döntött, hogy újra Esztergom lesz a székhelye. Megbízására Kühnel Pál készített nagy léptékű tervet a Várhegy kiépítésére. Ebből, részben a féltékeny bécsi udvar közbeavatkozásának hatására, csak a székesegyház, a kanonoksor, az érseki palota és a szeminárium valósult meg végül. Kühnel 1824-es halála után az építést addig vezető Packh János vette át a tervezést. Az ő nevéhez fűződik a reneszánsz Bakócz-kápolna áttelepítése és beépítése az új templomba. Rudnay 1831-es halálakor már állt az egyiptomi stílusú kripta, valamint az oldalfalak egy része is. Packh 1839-es meggyilkolását követően Kopácsy József érsek egri kollégája, Pyrker János tanácsára Hild Józsefet bízta meg a további munkákkal. Az anyagiak szűkössége miatt az eredeti terveken is változtatni kellett: a székesegyház méretét és homlokzatát leegyszerűsítették, és elhagyták a csatlakozó épületszárnyakat. Az 1848–49-es szabadságharcot követően Scitovszky János érsek építette tovább a templomot, amelyet 1856. augusztus 31-én, Liszt Ferenc Esztergomi miséjével szentelték fel. A befejező munkálatok a Scitovszky 1866-os halála után kinevezett Simor János nevéhez kötődnek.

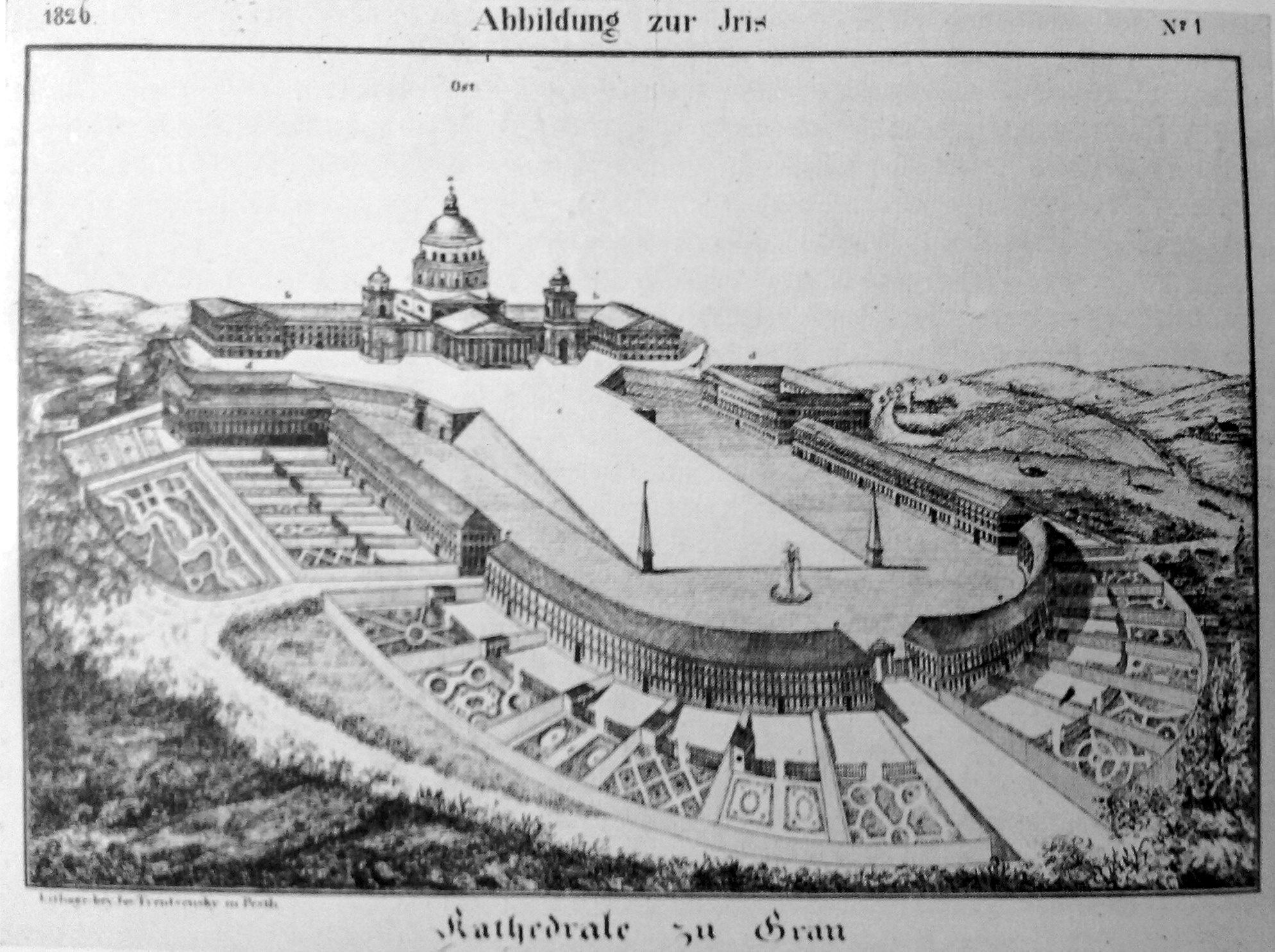
Az esztergomi Várhegy kiépítésének eredeti képe
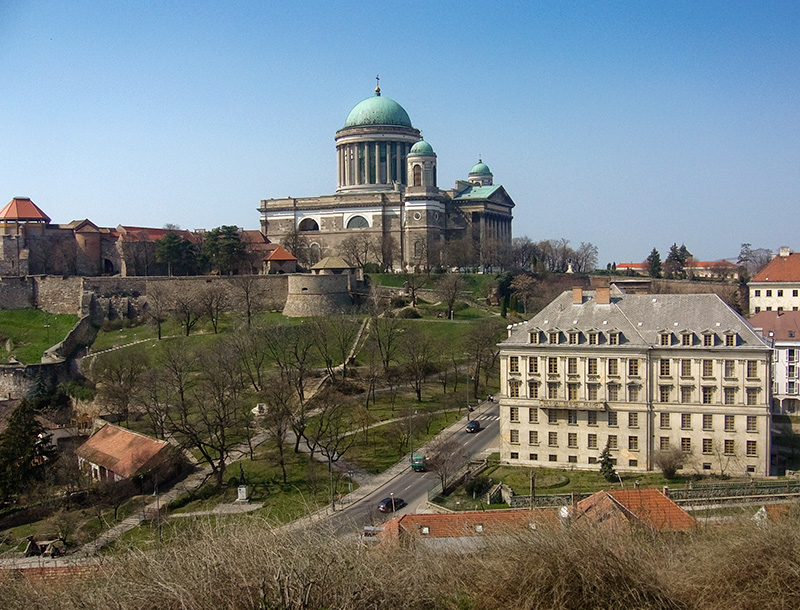
A bazilika a városból nézve
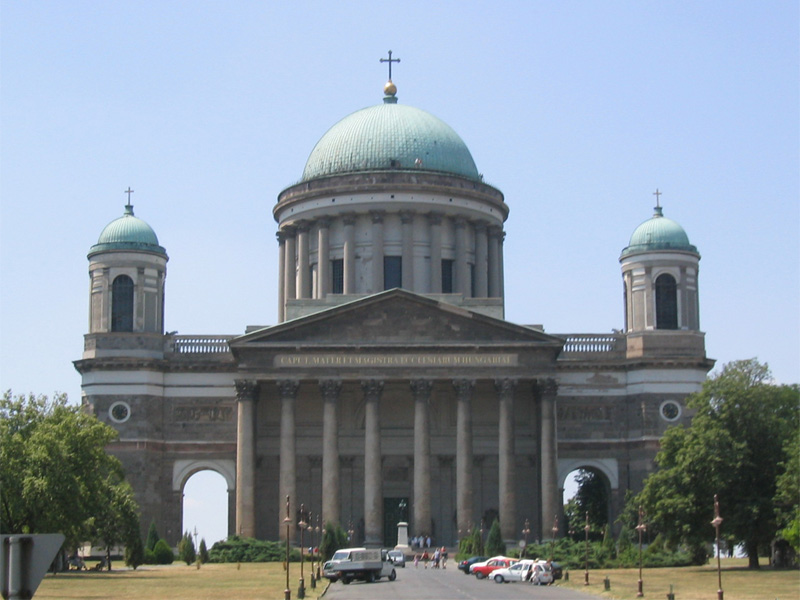
Főhomlokzat
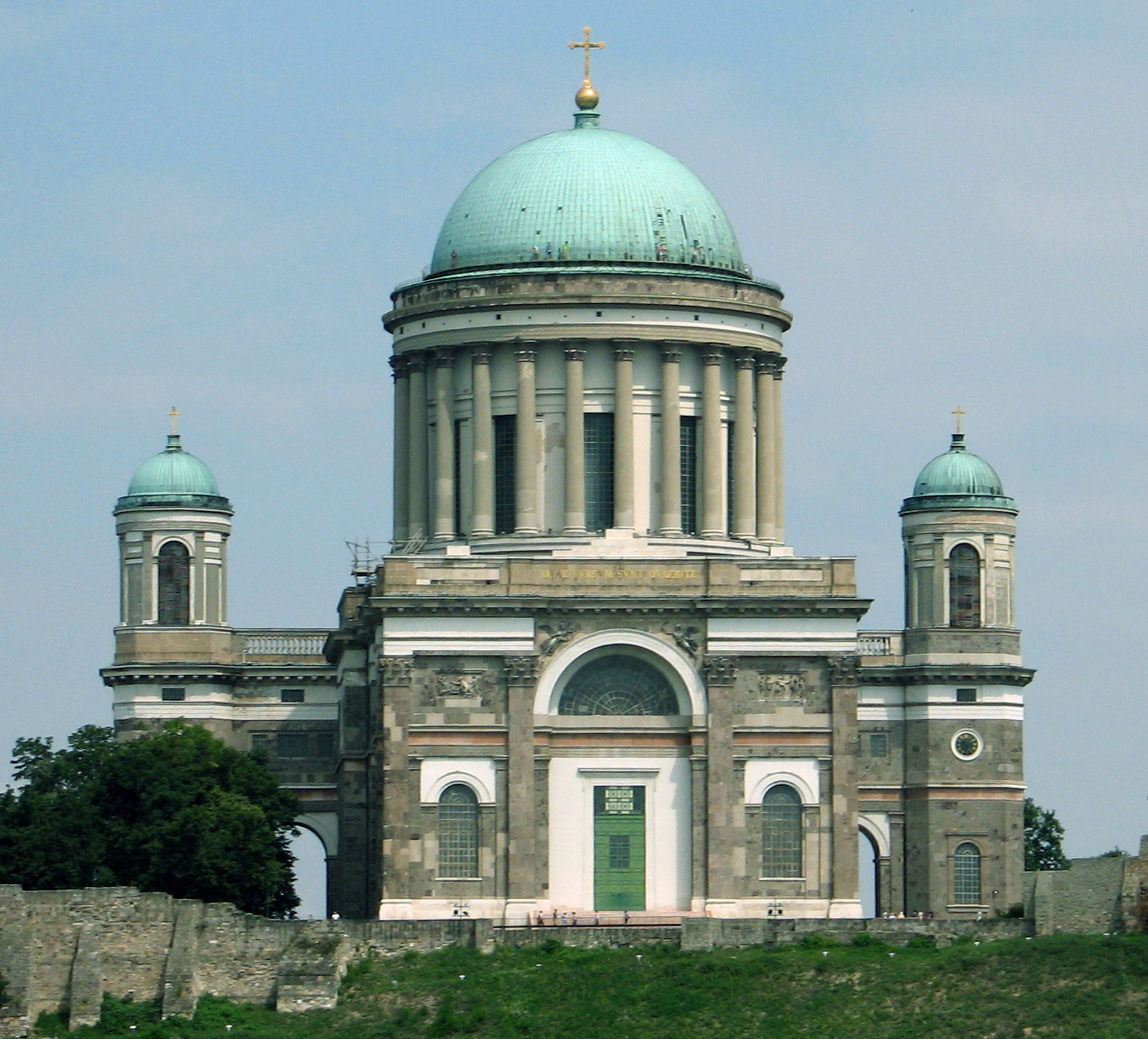
Nyugati (a Duna felé néző) homlokzat
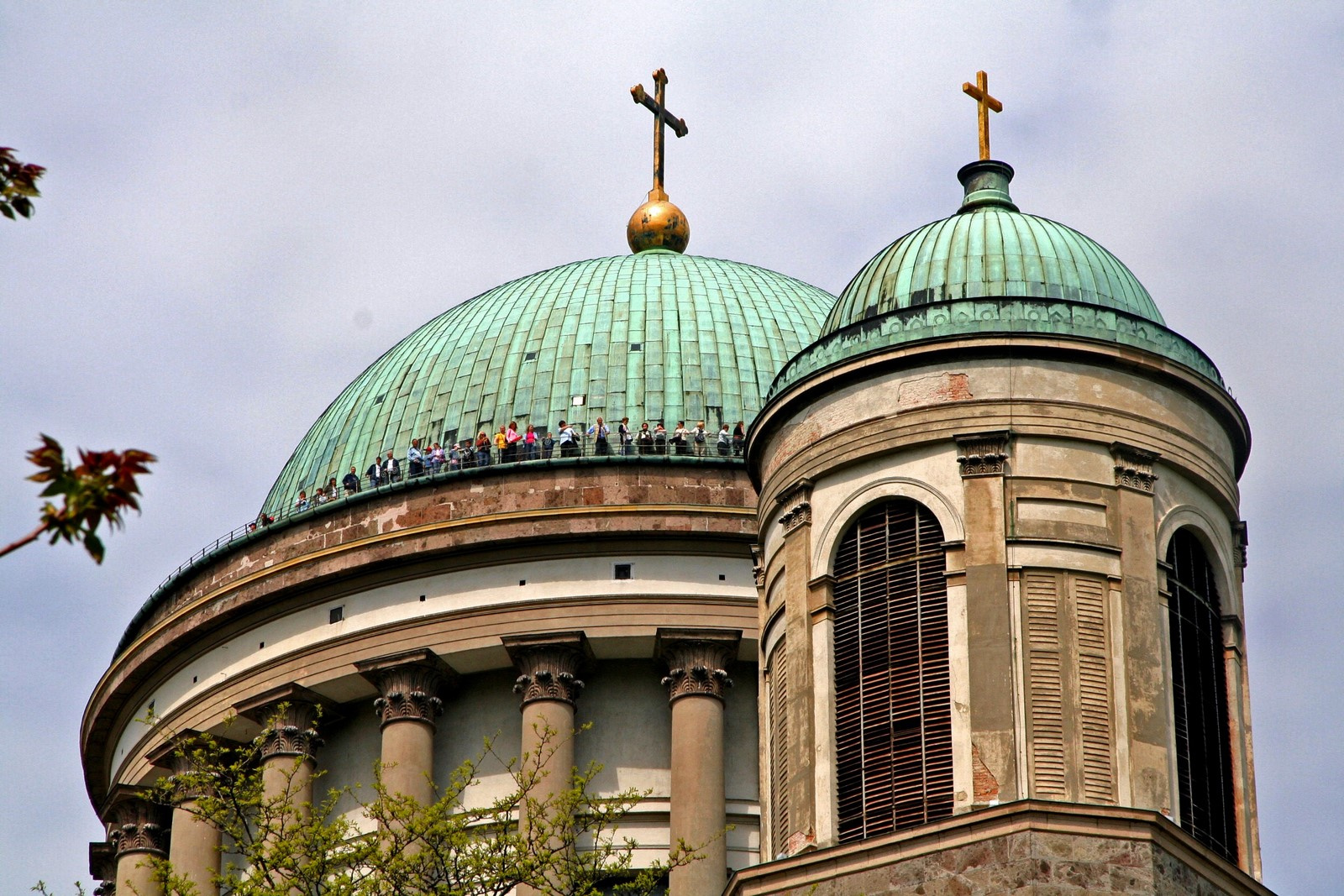
A kupola és az egyik torony részlete
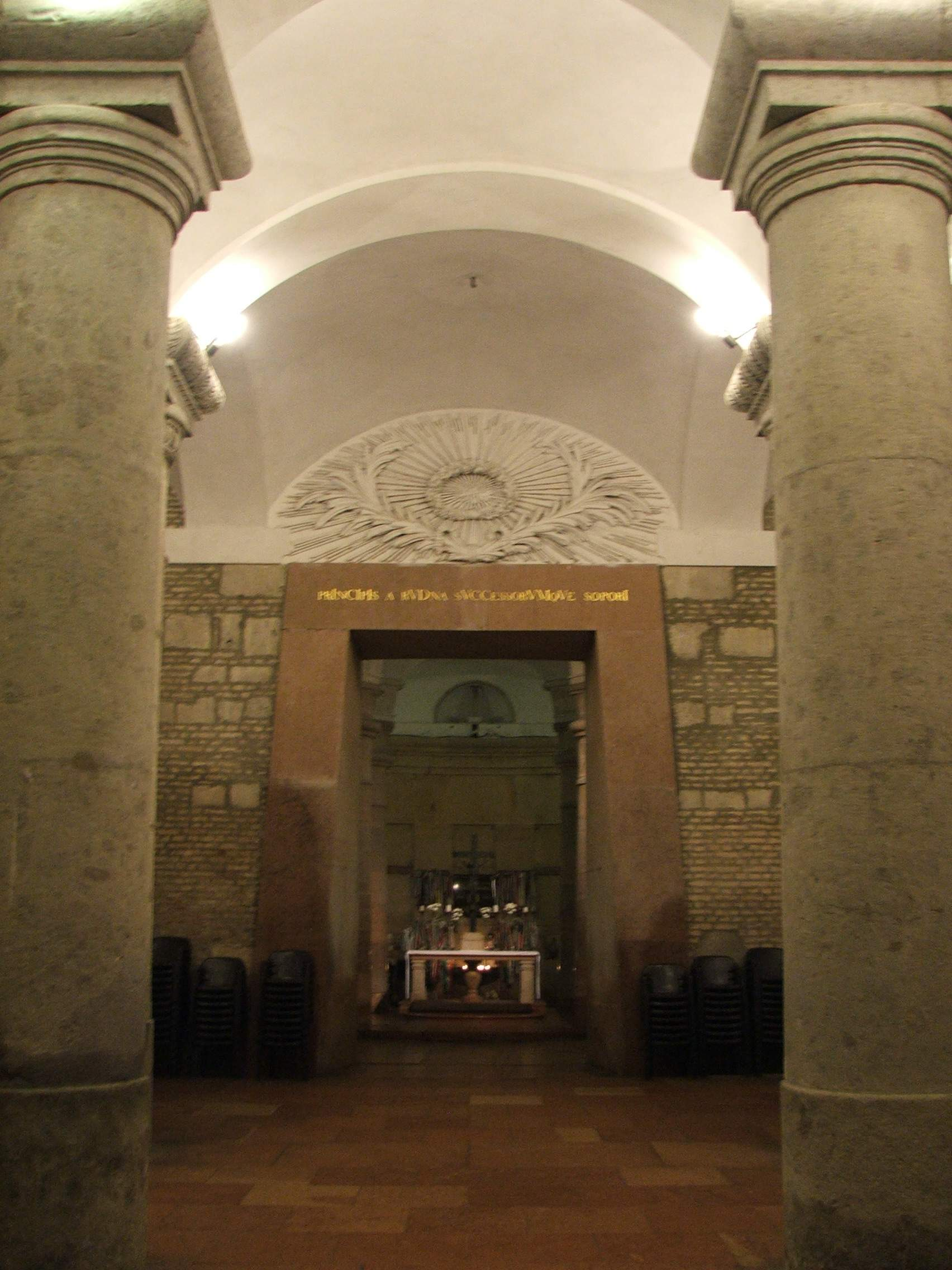
Az altemplom lejárata
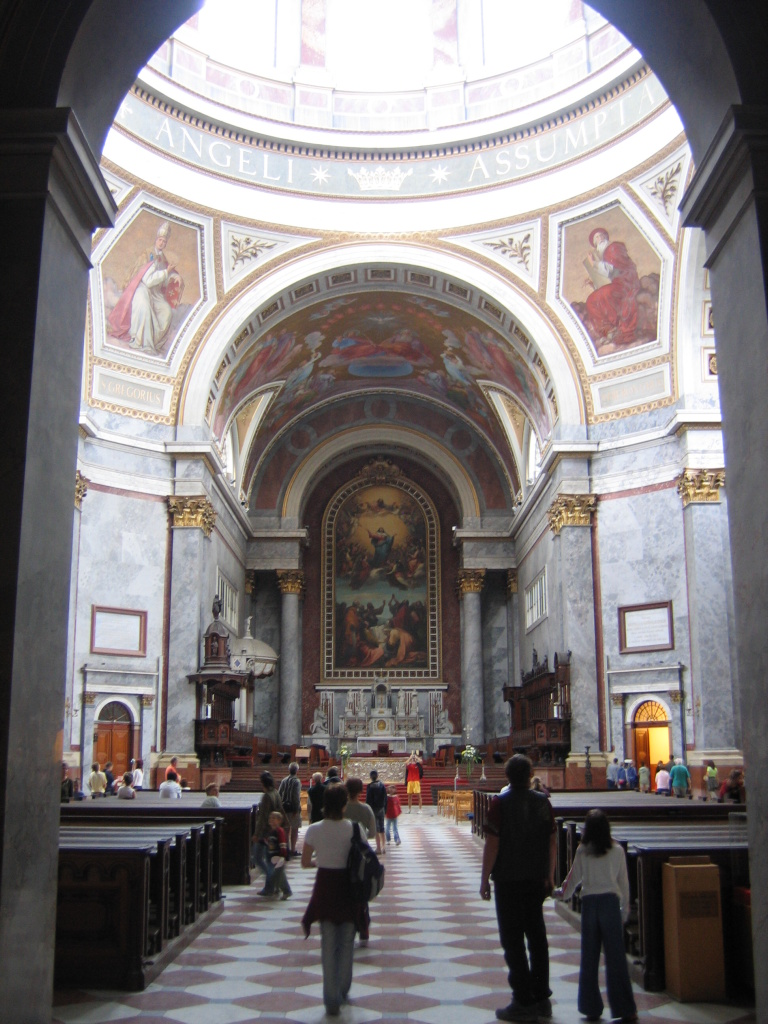
Főhajó
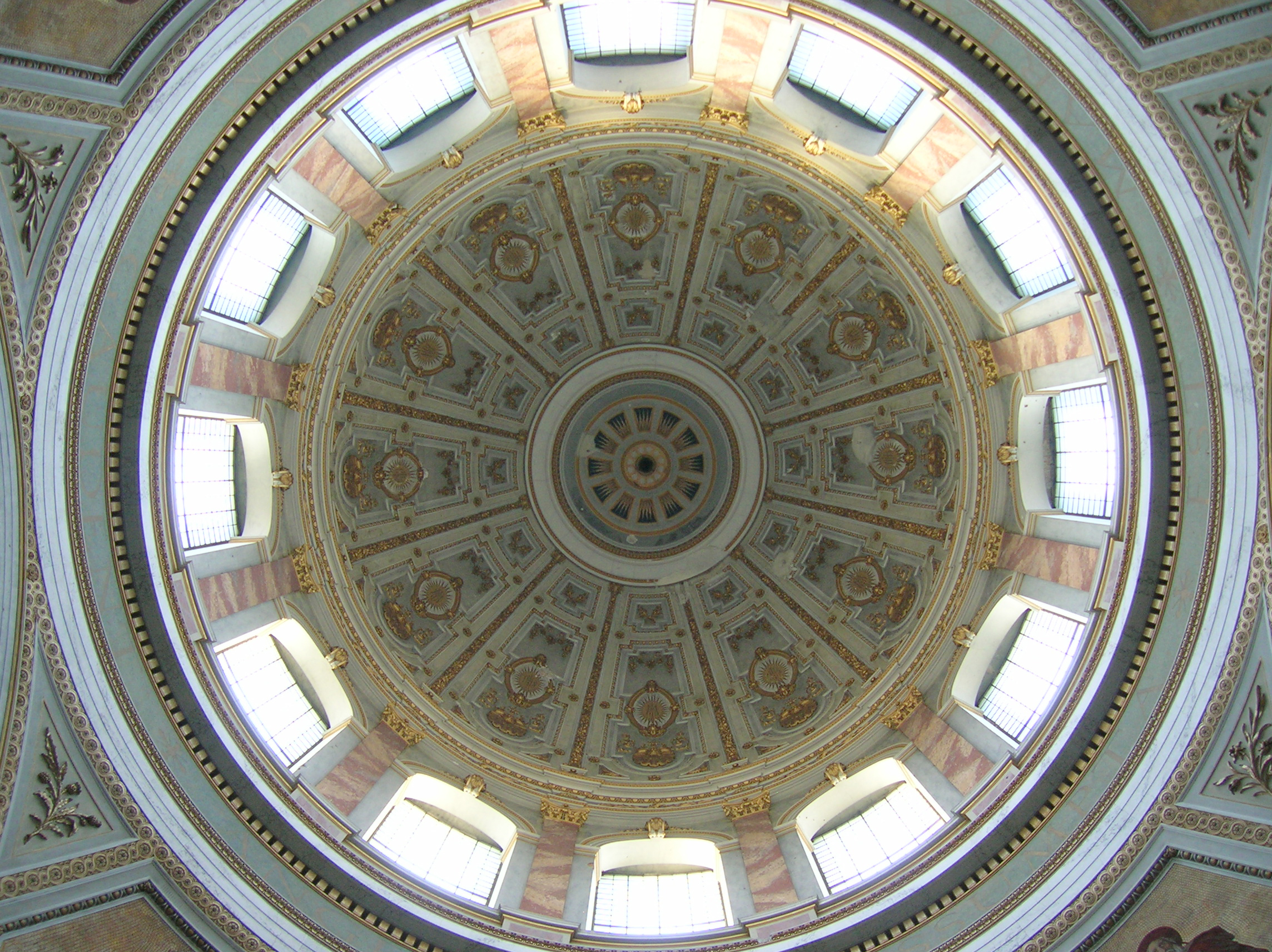
A kupola belső képe

#### Az egri székesegyház
A Giovanni Battista Carlone által emelt barokk székesegyház helyére először Eszterházy Károly készíttetett új terveket a tatai Grossman Józseffel. 1827-ben Pyrker János lett Eger érseke, aki az Esztergomban már bizonyított Packh Jánost bízta meg új tervek készítésével, de elégedetlen volt a végeredménnyel, így a feladatot végül a pesti Hild József kapta. 1831–37 között végül az ő tervei alapján épült fel a templom. A hosszházas épület tömege összetett, a bonyolult belső térszervezés a külsőn is megmutatkozik, amely Andrea Palladio velencei Redentore-templomának hatását mutatja. A kereszthajó a főhajóval azonos magasságú; a két torony a szentély mellett áll; a bejáratot 17 méter magas, oszlopos portikusz hangsúlyozza ki. Az egri bazilika egyedülálló a magyar klasszicista építészetben: ez a legnagyobb épület, amely a tervezéstől a kivitelezésig egyetlen mester munkája. Hild hasonló jelentőségű megbízása lehetett volna a pesti Szent István plébániatemplom, ezt azonban statikai problémák miatt, már az eredeti tervező halálát követően, neoreneszánsz stílusban átépítették.

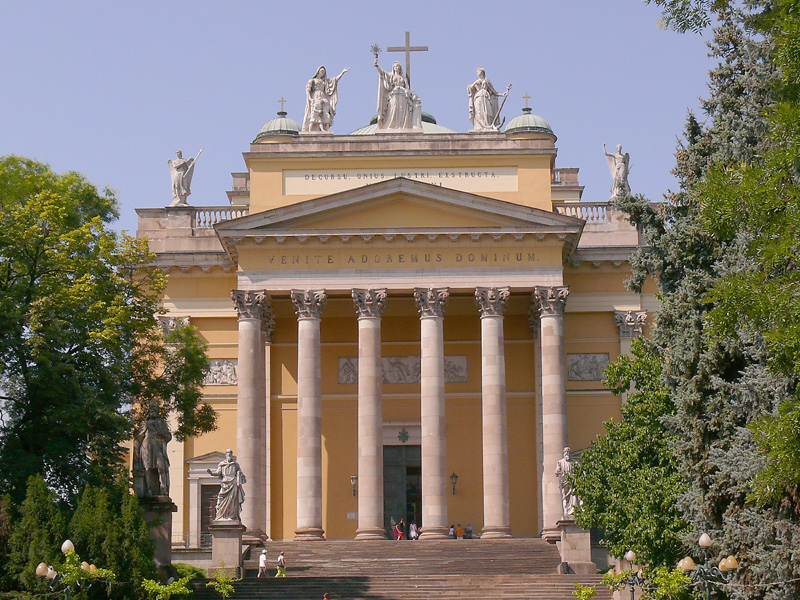
Főhomlokzat
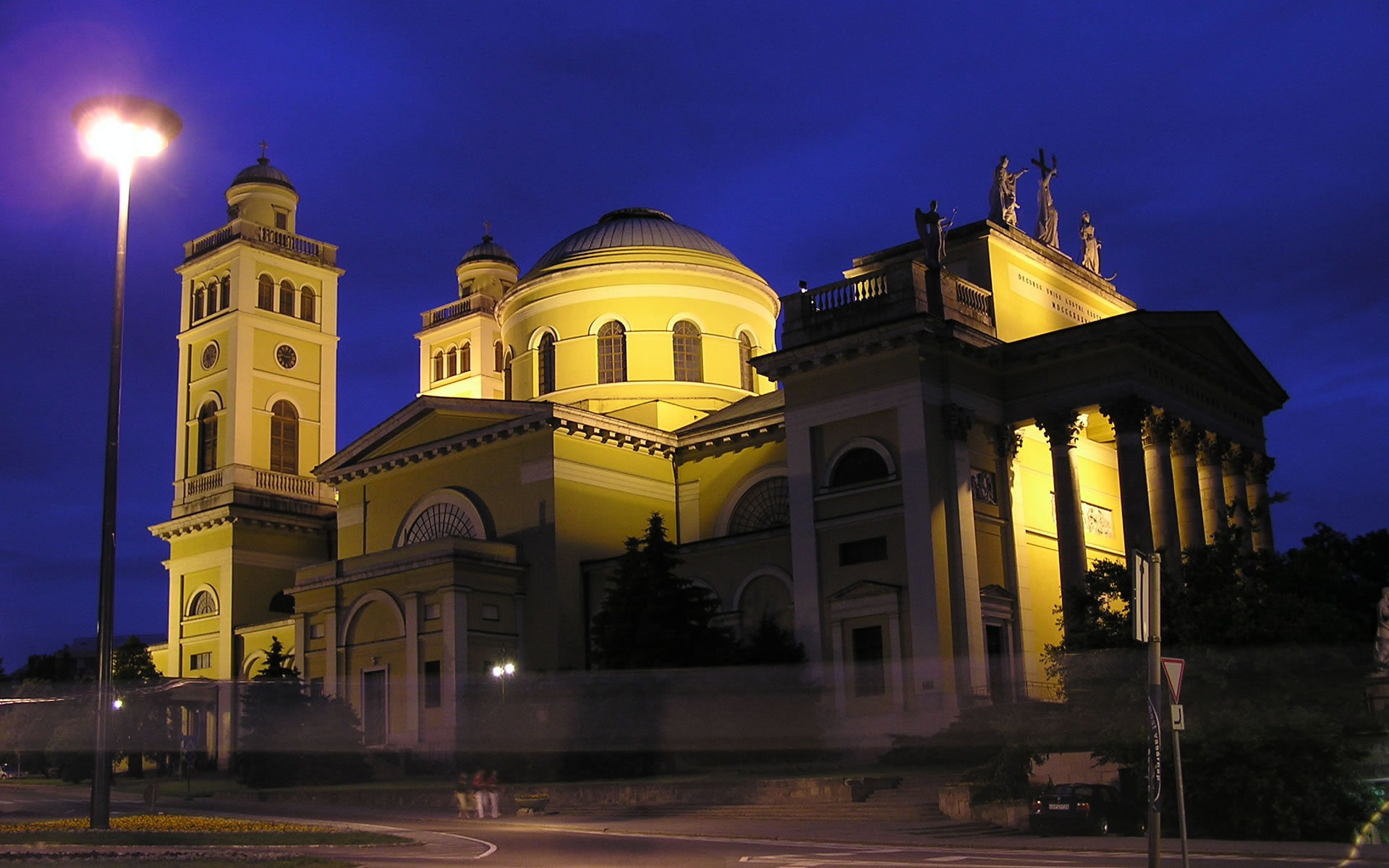
A templom tömege
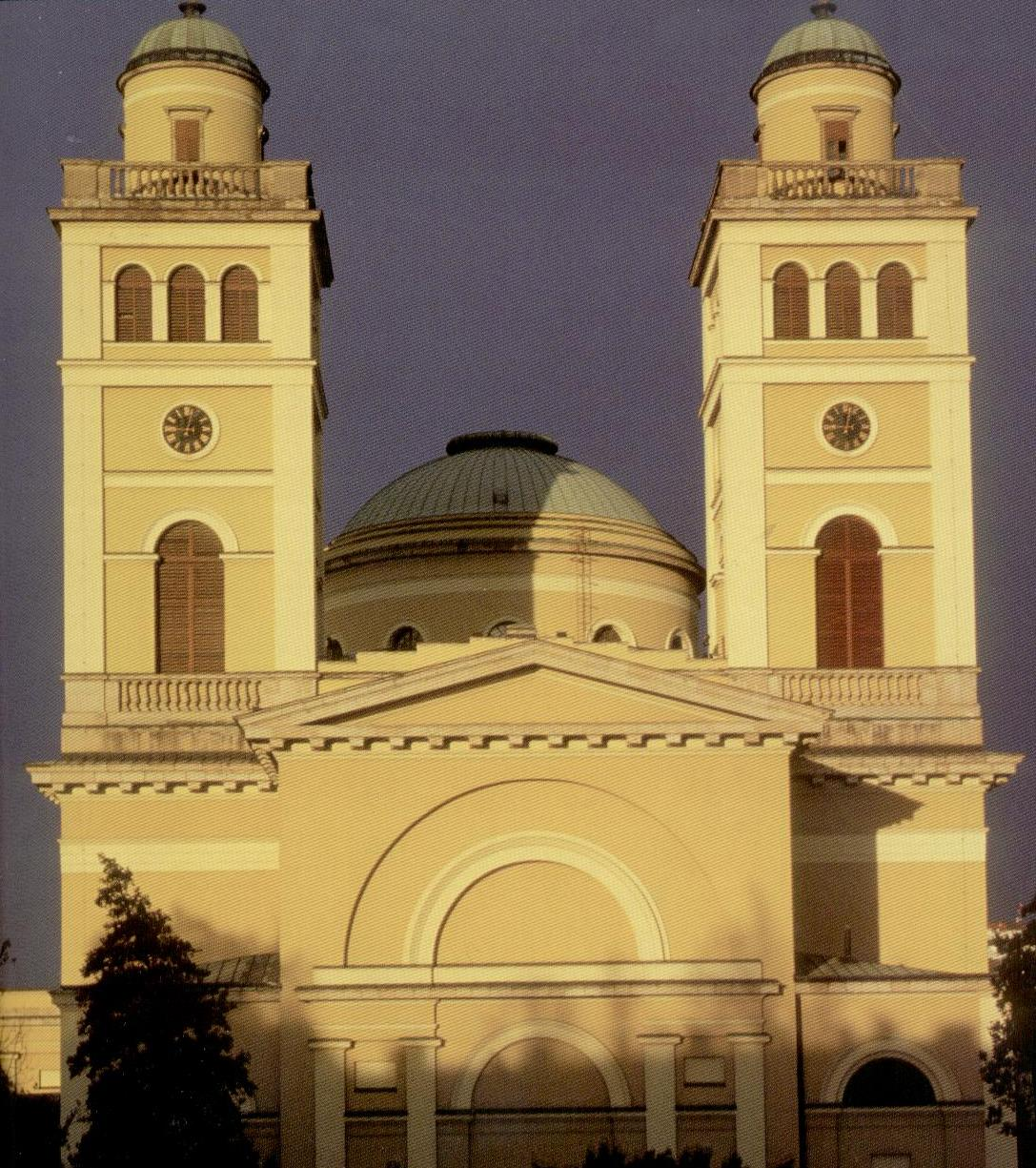
A szentély és a tornyok
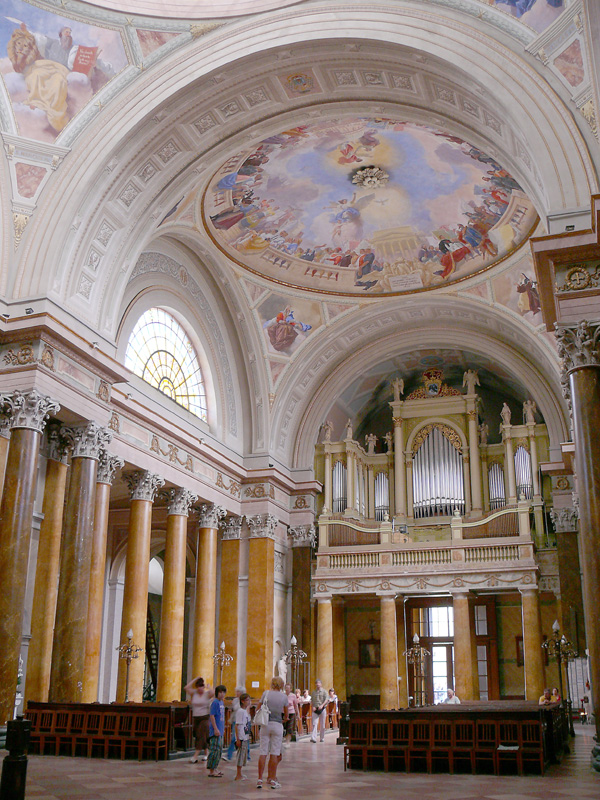
Belső kép

### Ortodox és protestáns templomok
A türelmi rendelet hatására a protestáns egyházak egyre határozottabban jelennek meg a városképben. A barokkhoz képest puritán, racionális klasszicista stílus különösen alkalmasnak bizonyult a protestantizmus eszméjének építészeti megjelenítéséhez. A korszak két kiemelkedő, számos más épület előképeként szolgáló protestáns imaháza a Deák téri evangélikus templom és a Debreceni Református Nagytemplom.
A Deák téri evangélikus templom Krausz János által készített terveit 1799-től Pollack Mihály olyan mértékben átdolgozta, hogy a végeredményt alapvetően az ő munkájának kell tekintenünk. Az általa tervezett oszlopos előcsarnok viszont nem készült el, a mai, kiugró falpilléres portikusz 1856-ban Hild József munkájaként épült meg. A Pollack által épített huszártornyot 1875-ben elbontották, mert túl nehéznek bizonyult.
A debreceni református nagytemplom a várost 1802-ben elpusztító tűzvészt követően, a középkori Szent András-templom helyén épült. Péchy Mihály eredeti templomterve két tornyával és tamburos kupolájával a római Szent Péter-bazilika hatását tükrözte, de a debreceni polgárok ellenállásán elbukott. A megvalósult épülettől a tervező többször elhatárolódott, ennek ellenére ma az ő munkájaként tartjuk számon. A templom görögkereszt alaprajzú, megnyújtott és két oldalról sokszögű térszakaszokkal bővített térszakaszokkal. A főhomlokzat alsó, kétszintes, palotaszerűen kiképzett részét jón fejezetes, óriás féloszlopok tagolják. A főpárkány feletti timpanont mellvédfal hangsúlyozza ki, összekötve a két tornyot. A jellegzetes elnyújtott, horizontális homlokzat a szélére ültetett két toronnyal nagy hatással lesz az ország keleti felének építészetére. A debreceni példát követi a szatmárnémeti székesegyház (1830–1837, Hild József), az utóbb jelentősen átépített ceglédi református templom (Hild József, 1835–1871), illetve a kolozsvári alsóvárosi református templom (1829–1851, Georg Winkler és Kagerbauer Antal).
Kisebb hatású, de ugyancsak reprezentatív céllal épült a budapesti Kálvin téri református templom, Hofrichter József fő műve (a templomot Bibó István Hild Vincének tulajdonította, az épület előtt álló portikusz pedig később, Hild József tervei szerint épült). A tagolatlan, fehér homlokzatok felett baluszteres főpárkány húzódik, komolyabb díszítés csak a tornyon jelenik meg. A három boltozatszakaszos belső tér visszafogott díszítésű, jellegzetességét a kétszintes karzatrendszer adja.
Mint a két budapesti, illetve a debreceni példa is mutatja, Hild József különös jelentőségű a protestáns egyházi építészetben. Ugyancsak az ő munkája az ország második legnagyobb református temploma Kunhegyesen. Az 1827–1848 között emelt kéttornyos, háromhajós csarnoktemplom befogadóképessége körülbelül 4000 fő.
Az Alföld mellett a Felvidéken épültek nagyobb számban protestáns templomok a 19. században. Pollack ifjúkori műve Besztercebánya evangélikus temploma. Kiváló példa a kassai evangélikus templom (1816), amelynek zártsorú beépítésbe illeszkedő épületét csak alacsony, egy szinttel a párkány fölé emelkedő tornyai és a kupola lanternája jelzik az utcaképben. A homlokzat megformálásában még a késő barokk hatása érződik. A lőcsei evangélikus templom (1823–37) a hagyomány szerint az egri Povolni Antal alkotása.

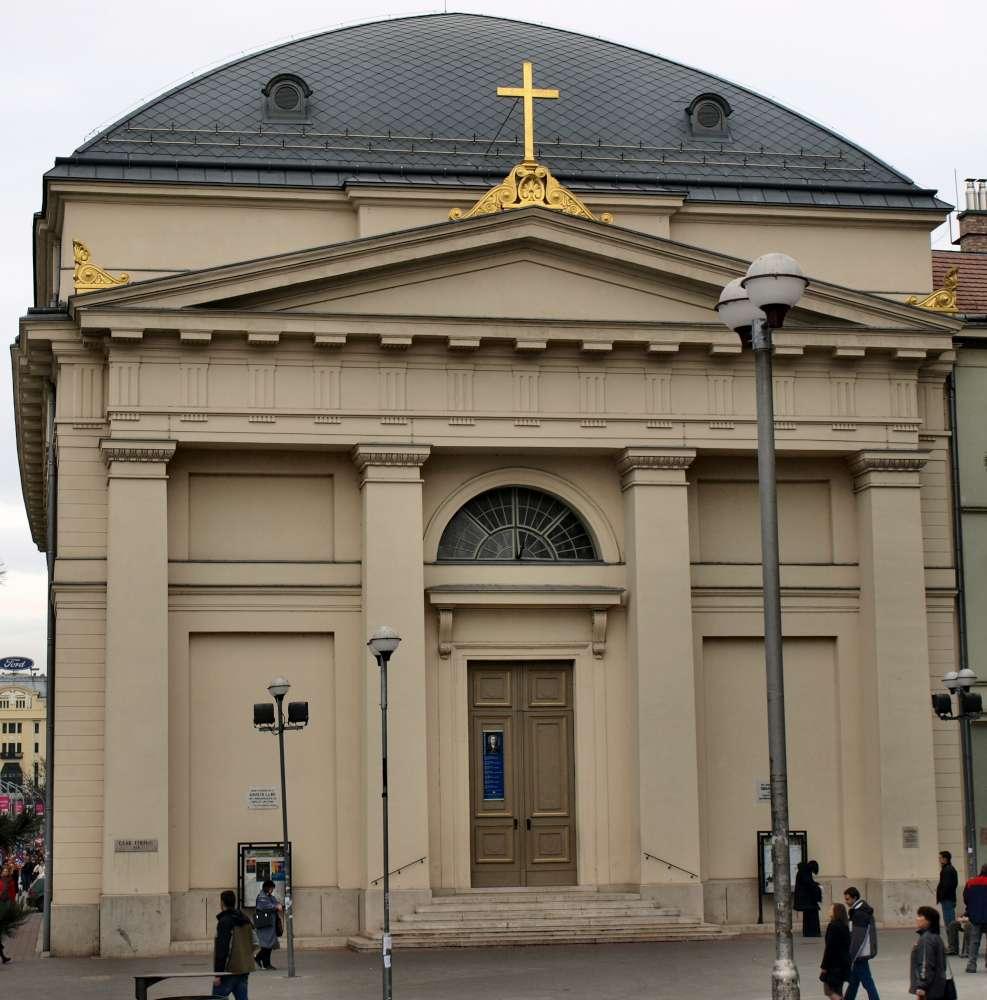
A budapesti Deák téri evangélikus templom
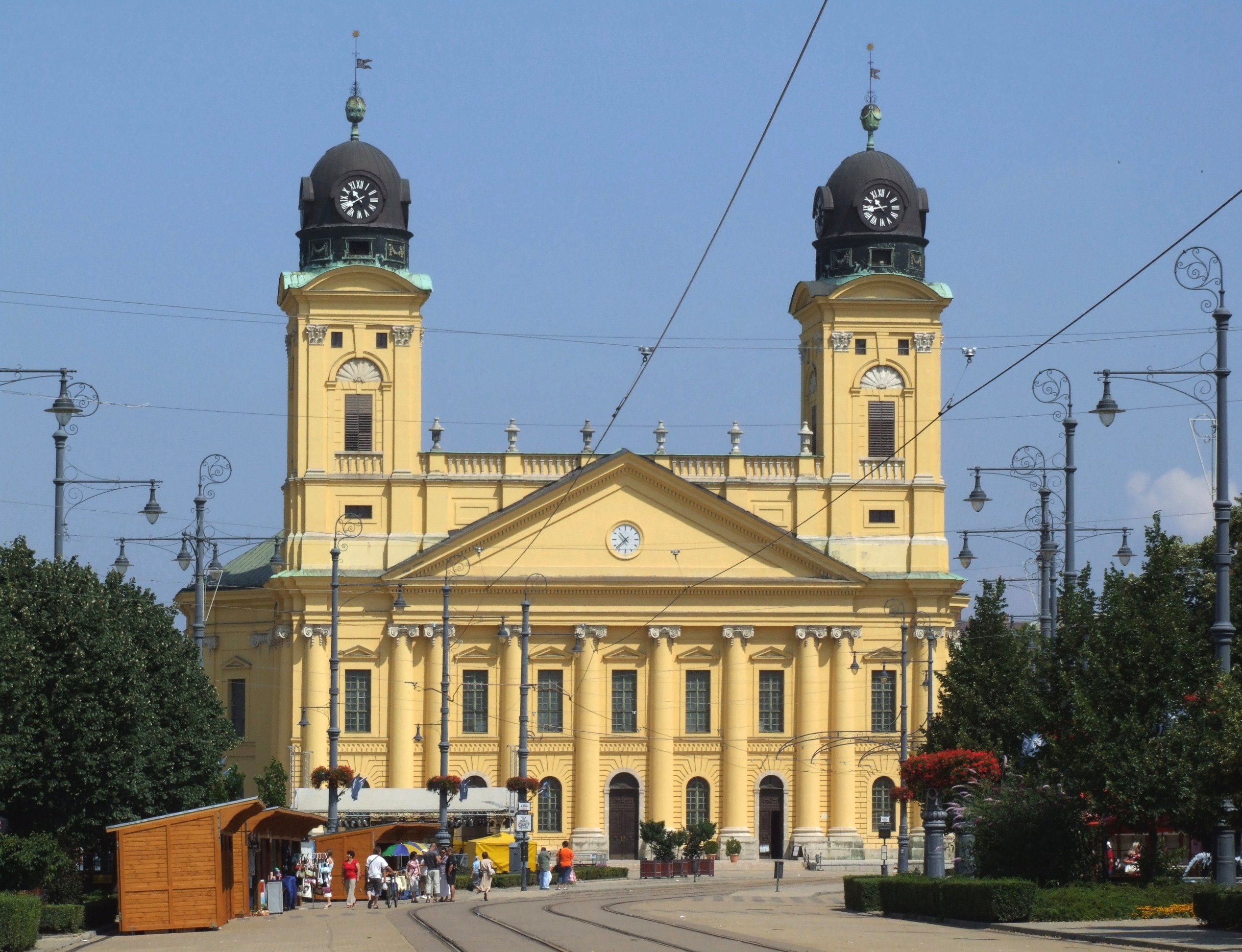
A debreceni református nagytemplom
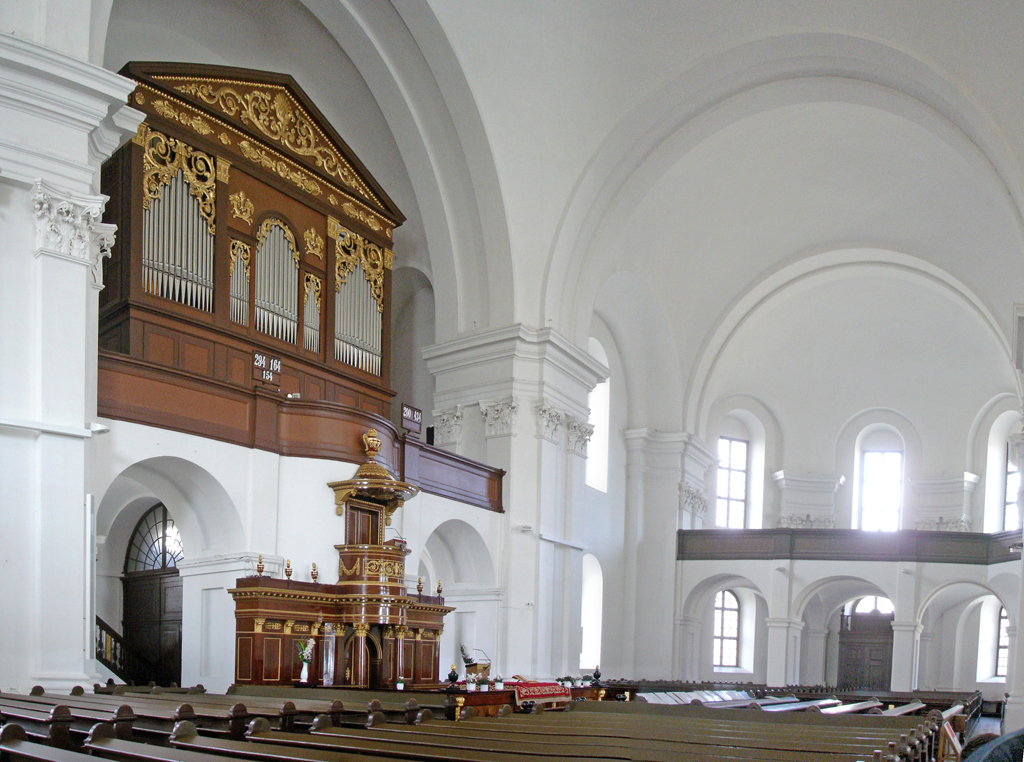
A debreceni református nagytemplom belső tere
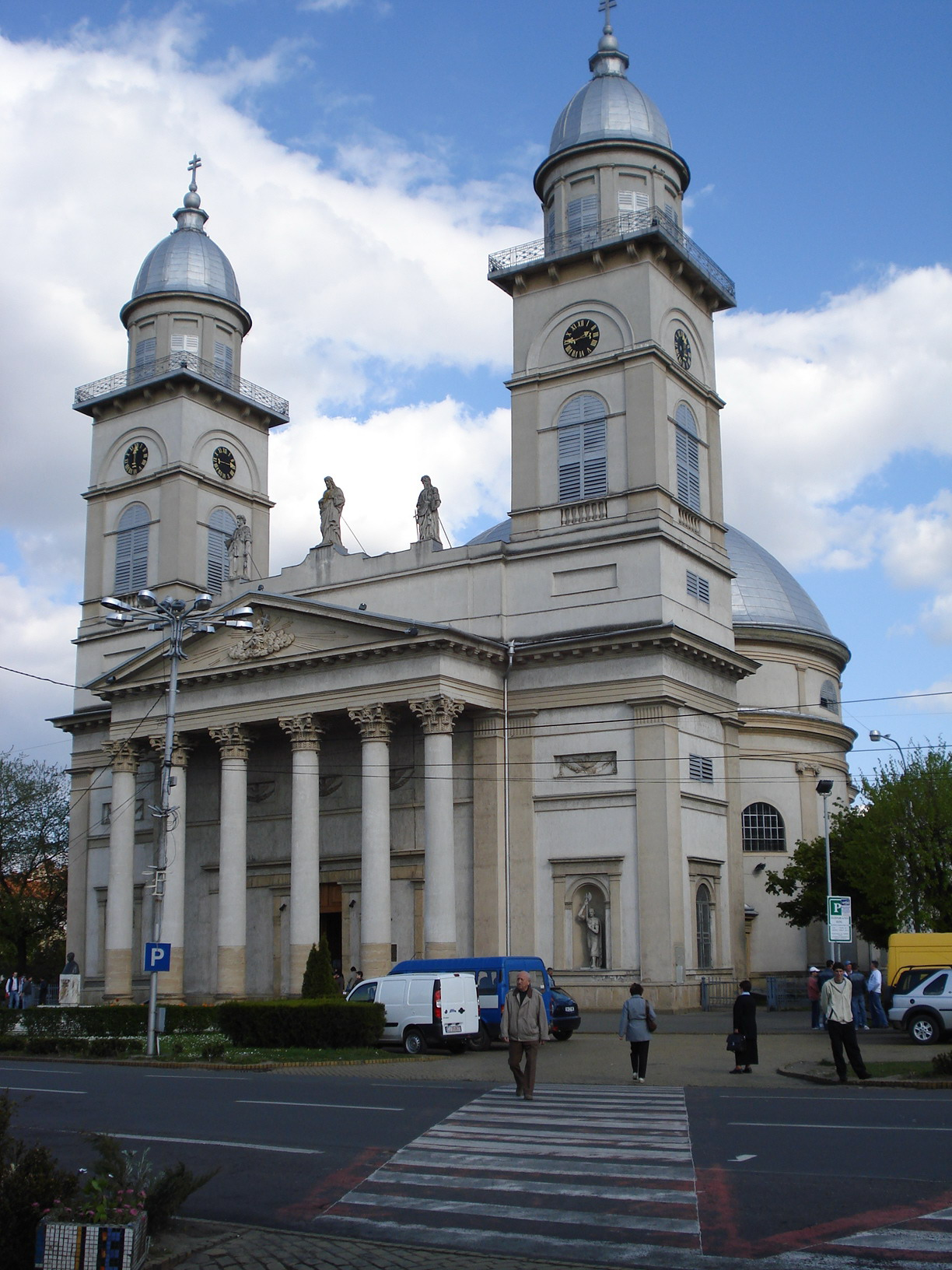
Szatmárnémeti, r. k. székesegyház
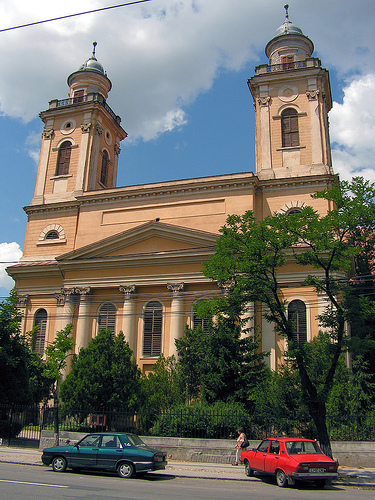
Kétágú templom, Kolozsvár
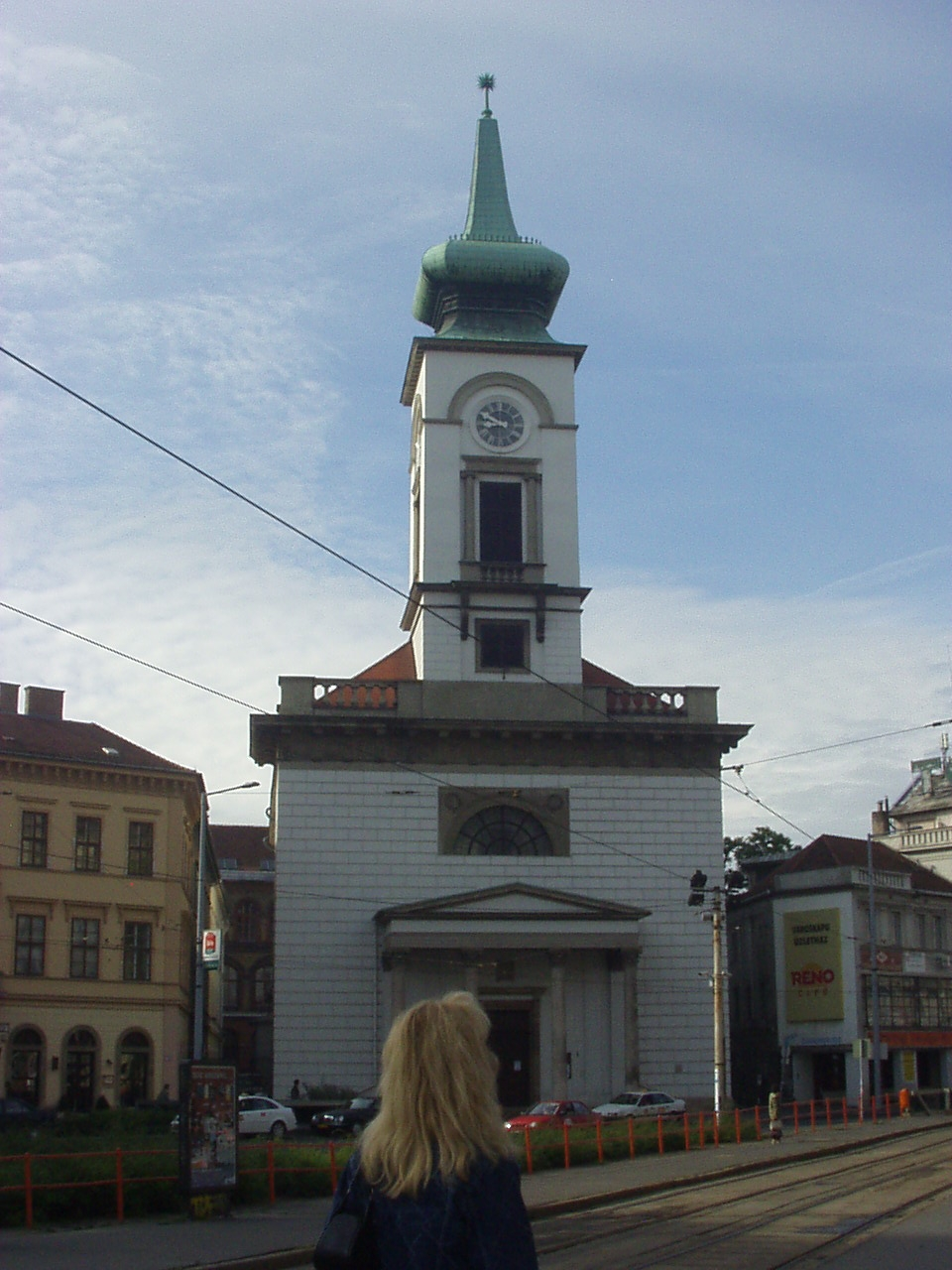
A budapesti Kálvin téri református templom
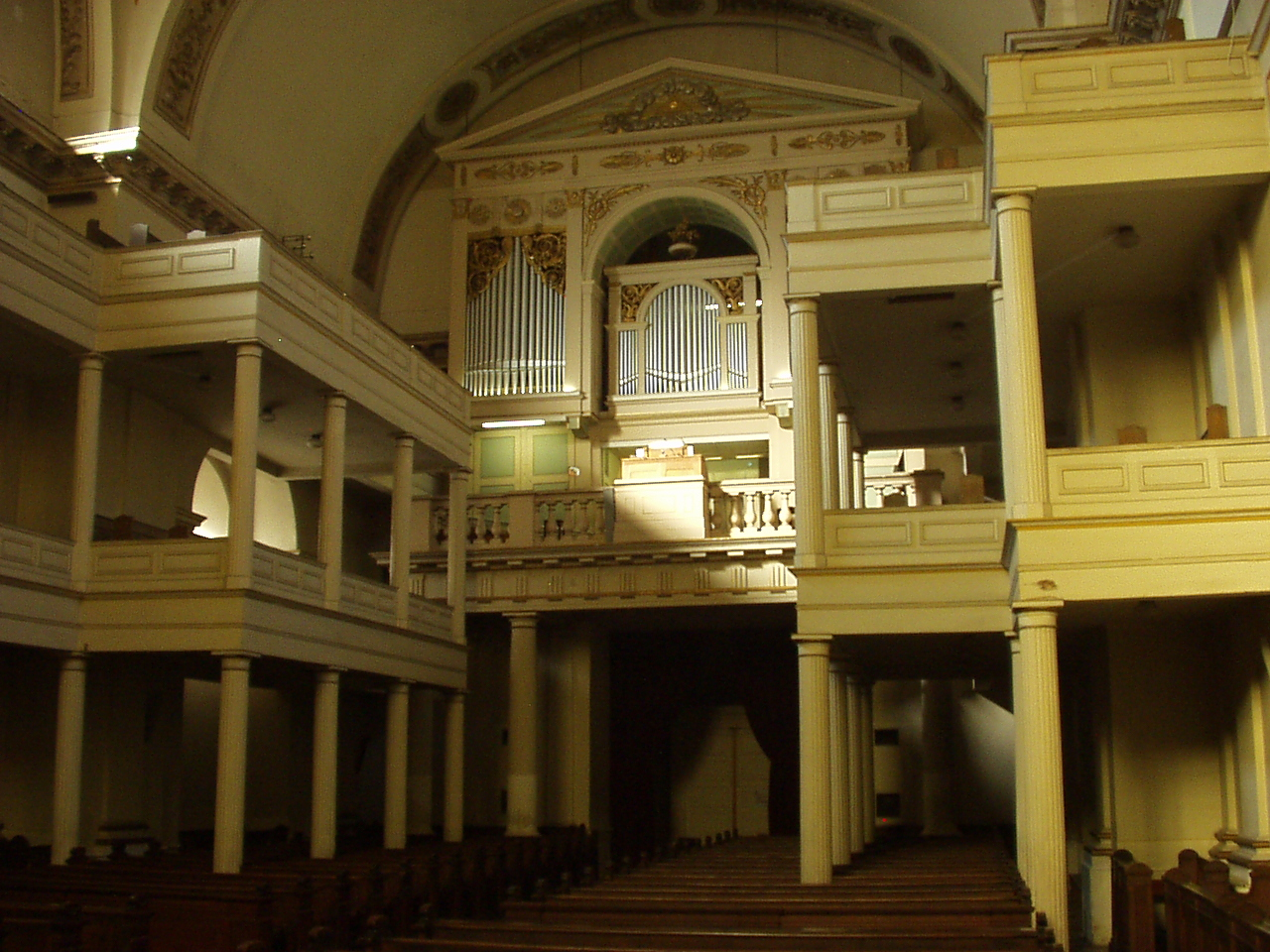
A budapesti Kálvin téri református templom belső tere
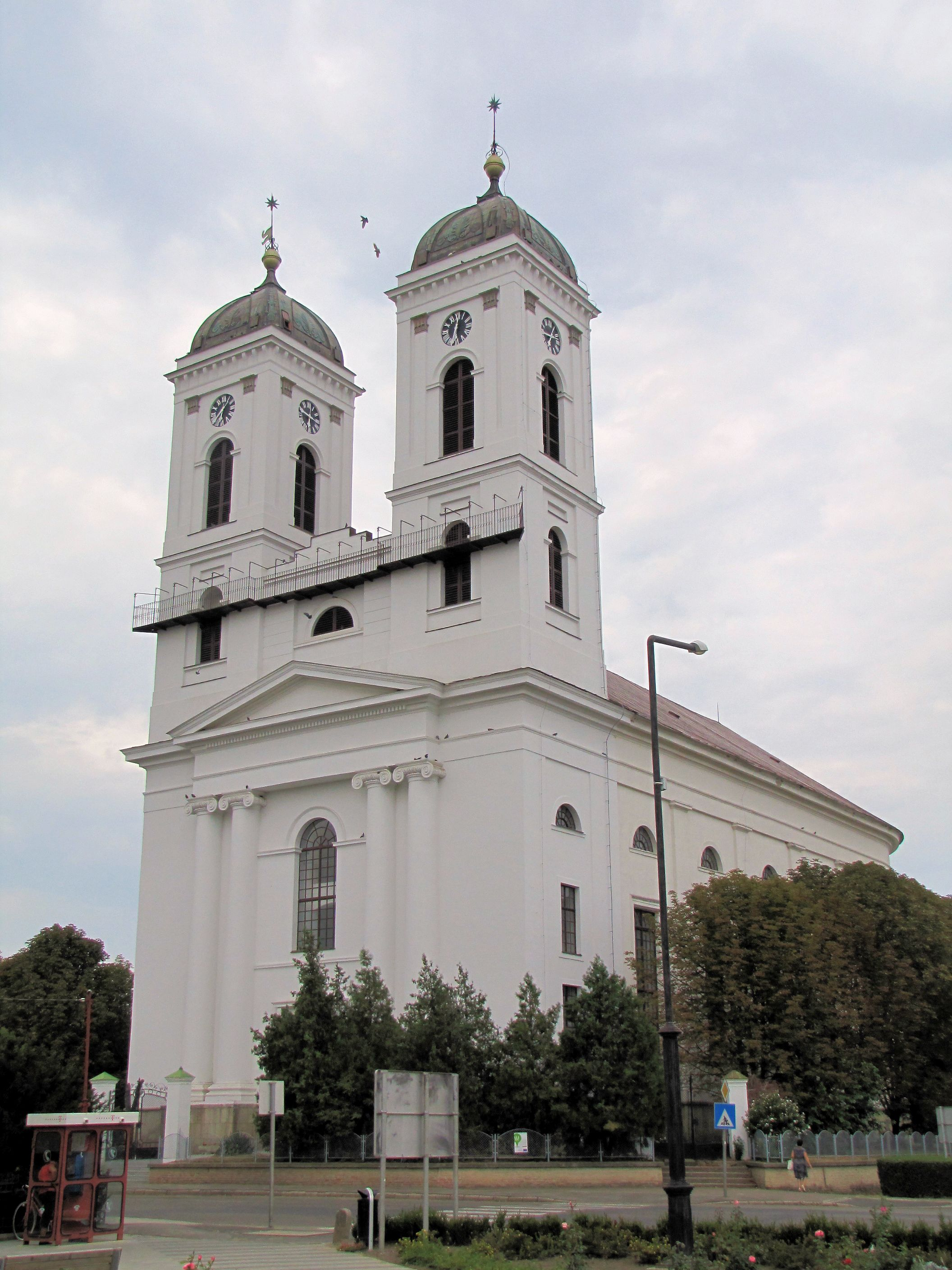
Református templom, Kunhegyes

### Zsinagógák
A zsinagógaépítészet terén a késő barokk és a klasszicizmus között szinte észrevétlen az átmenet. Számos esetben egy épületen megjelennek mindkét stílus formajegyei – mint például az 1854-ben átépített csongrádi zsinagóga esetében, ahol a barokk vonalú oromzat alatt hatoszlopos, timpanonos portikusz állt (1944 után lebontva). Barokk épületből ölt klasszicista formát 1817–1821 között Landherr András építész munkájával az óbudai zsinagóga is. Az épület legreprezentatívabb részei a többi oldalhomlokzatnál részletesebben kiképzett déli homlokzat, valamint a nyugati főbejárat. A kapu előtt, hat korinthoszi oszlop képezte, vakolatdíszes timpanonnal fedett előcsarnok áll, az oromzaton vörösmárvány törvénytáblákkal. Az óbudai nyomán több hazai zsinagóga épült, szintén Landherr András munkája a négyoszlopos portikusszal díszített abonyi (1825), és neki tulajdonítható az 1821-re elkészült hunfalvai is. A reprezentatívabb emlékek sorát gazdagítja a várpalotai (1835–40) és a később részben átépített liptószentmiklósi (1846) zsinagóga. Klein Rudolf megállapítása szerint a hazai klasszicista zsinagógák jelentős része a protestáns templomépítészet jellegzetességeihez igazodik. A Frey Lajos tervezte bajai zsinagógán (1842–45) például Pollack Deák Ferenc téri evangélikus templomának tömeg- és homlokzatformálását fedezi fel. Ebbe a típusba sorolhatóak az egyszerű kiképzésű apostagi (1822) és nagykanizsai (1807–21) zsinagógák is. Különleges emlék az 1861-ben befejezett kiskunhalasi zsinagóga, ahol a klasszicista tömeghez gótizáló részletek (csúcsíves ablakformák) járulnak, a romantikus építészet hatását mutatva.

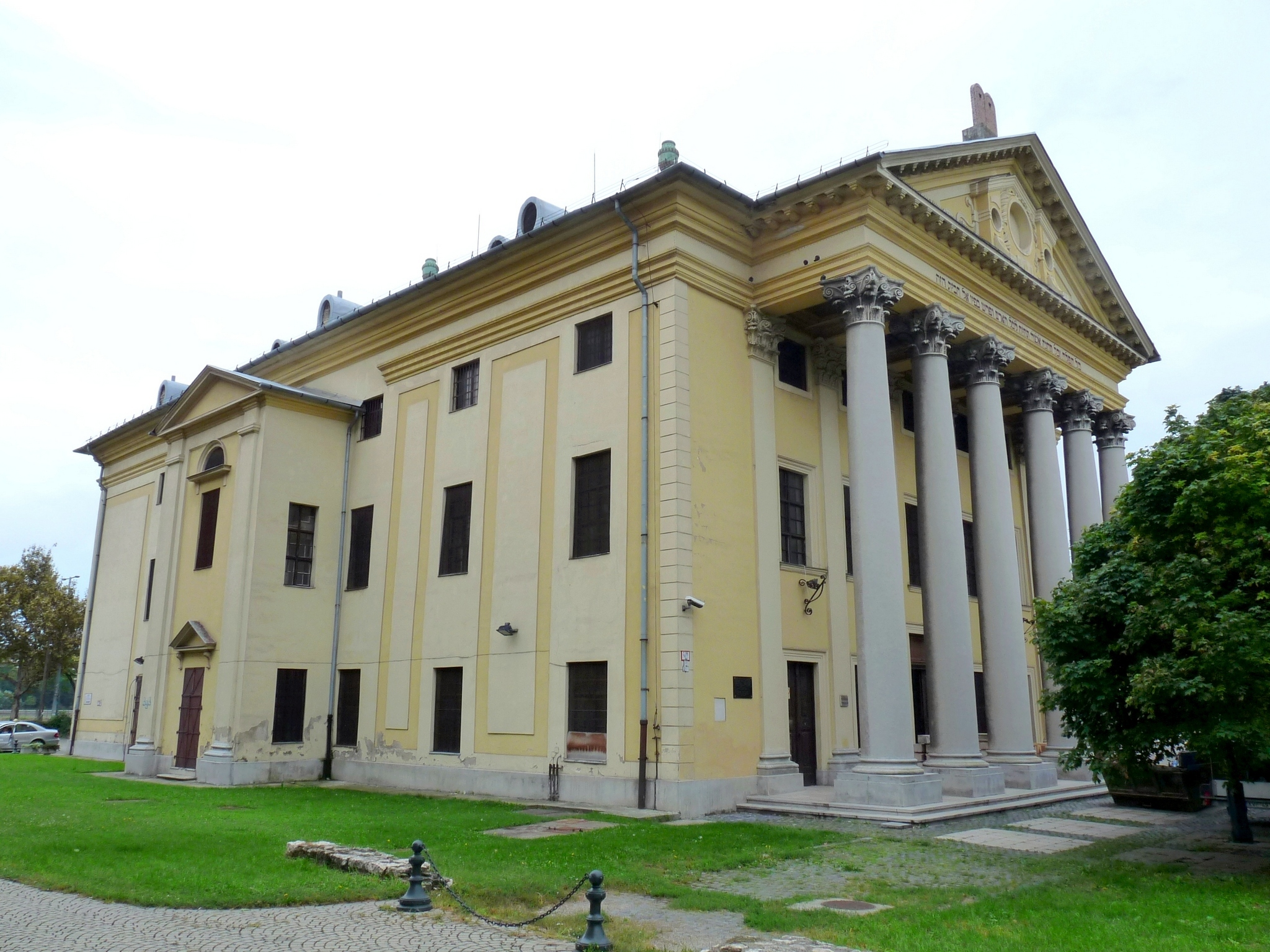
Az óbudai zsinagóga északi és nyugati oldala
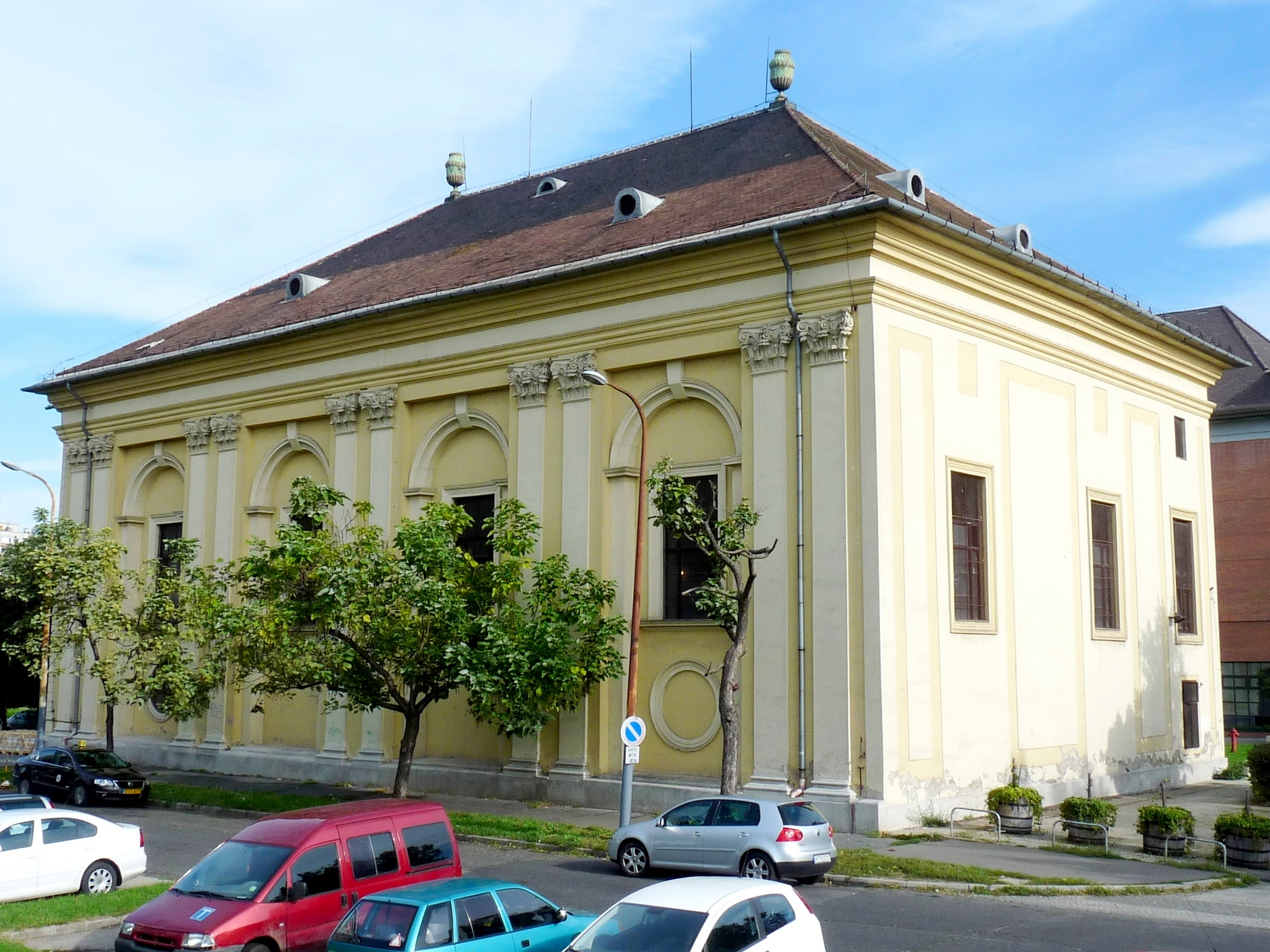
Az óbudai zsinagóga déli oldala
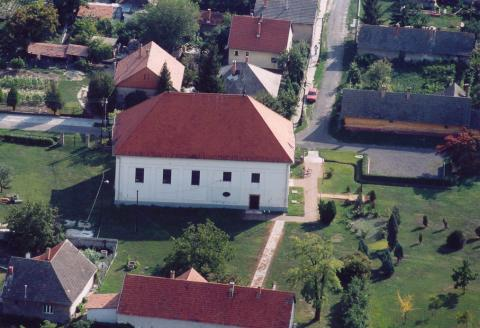
Az apostagi zsinagóga légifelvételen
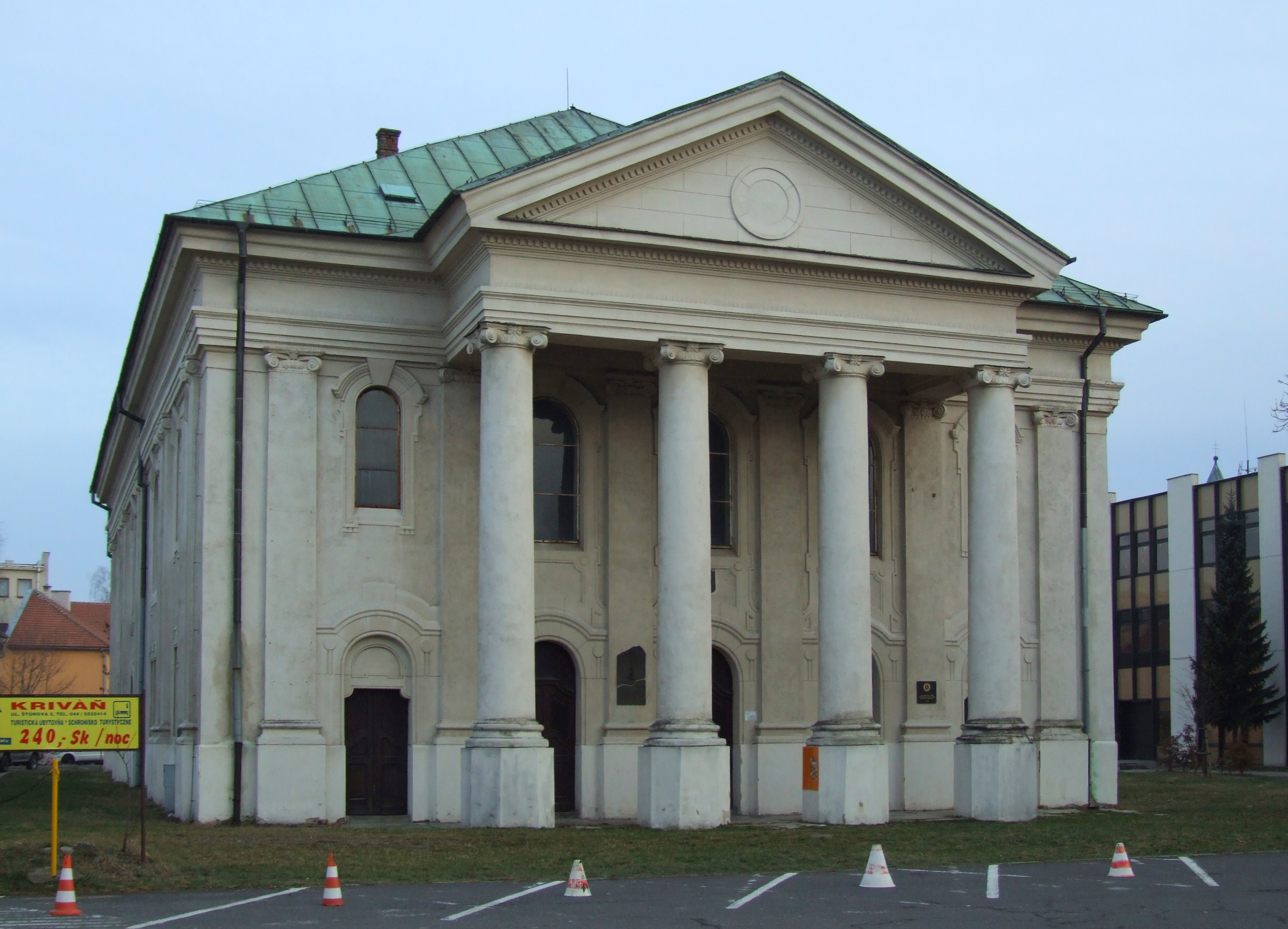
Zsinagóga, Liptószentmiklós (1846)

## Ipari és mezőgazdasági építészet, infrastruktúra

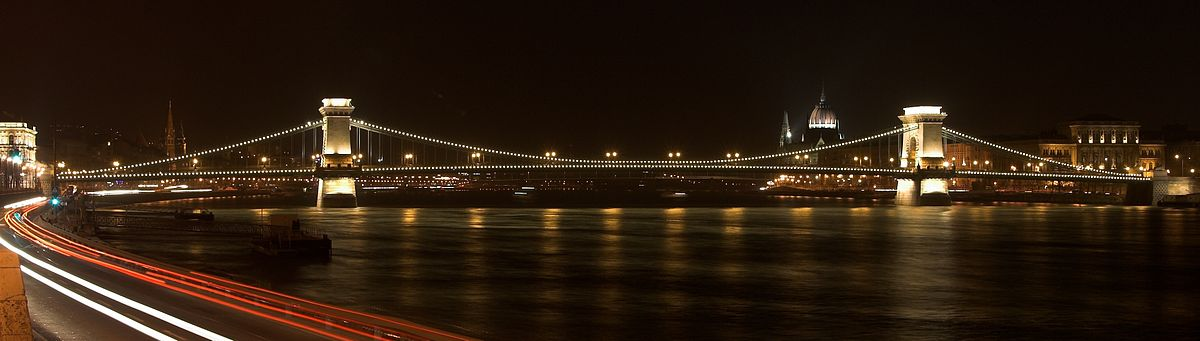
A budapesti Széchenyi-Lánchíd

Kora legnagyobb épületei közé tartozott a pesti Valero-selyemgyár, amely Hild József tervei szerint az 1840-es évek elején épült. A két ütemben épült, közel négyzetes alaprajzú épület homlokzatainak hossza nem azonos, a nyílástengelyek száma mindhármon ugyanannyi. A főhomlokzatot kis kiülésű középrizalit uralja, jón féloszlopokkal kölcsönözve palotaszerű megjelenést az épületnek. Az 1800-as évek második harmadától egyre több nagyméretű gyáregyüttes épült Magyarország területén, mint az óbudai hajógyár vagy a Ganz-gyár, ám ebből az időszakból származó épület igen kevés maradt.
A reformkor legjelentősebb, szimbolikus értékű közlekedési építménye a William Tierney Clark angol mérnök tervei szerint, a skót Clark Ádám vezetésével 1840–1849 között épült, Pestet és Budát összekötő Lánchíd. Építése idején a világ egyik legkorszerűbb és legjobban merevített függőhídja volt. A híd épített elemei reprezentatív, szobrászilag is igényes kiképzést kaptak, a diadalívszerűen kiképzett pillérek szintén fokozzák az építmény eleganciáját. (Az elbontott vámszedőházakat leszámítva a híd ma is nagyjából eredeti képét őrzi.) A Clark Ádám tervei szerint, 1853–65 között elkészült Alagúttal a Lánchíd a klasszicizmus korának legfontosabb épületegyüttesei közé tartozik.
A hortobágyi kilenclyukú híd 1827–33 között Povolny Ferenc tervei szerint, Debrecen városának költségére épült; a maga 167,3 méterével Magyarország leghosszabb kőhídja.
A 19. század első feléhez kötődik a vasút elterjedése Magyarországon; ez a folyamat számos úttörő mérnöki és építészeti eredménnyel járt. Az ifjabb Zitterbarth Mátyás által tervezett és 1846-ra elkészült Pesti indóház évtizedekig a legnagyobb méretű magyarországi vasúti pályaudvarok közé tartozott.
A mezőgazdasági épületek között továbbra is nagy szerepet töltenek be a különféle istállók, pajták, aklok és magtárak, illetve a malmok.

## Táj- és kertépítészet

### Közparkok
A 19. század hozta az első törekvéseket a hazai városok képének tájépítészeti formálására. Pesten báró Orczy László saját birtokán alakította ki a város első közparkját. A munkákat neves német kertépítész, Bernhard Petri alapozta meg a 18. század utolsó éveiben. Tudjuk, hogy 1794 száraz nyarán háromszázezer kiültetett fa és cserje pusztult el, a következő években azonban sikerült megalapozni a ma Orczy-kert néven ismert terület növényállományát és tájépítészeti kiképzését, tóval, festői növénycsoportokkal. Az Orczy-féle kert szomszédos területén a Festeticsek alakítottak ki igényes, a nagyközönség számára ugyancsak látogatható parkot. 1829-ben előbbit a Ludovika Akadémia számára vásárolták meg, utóbbi 1847-től az Egyetemi füvészkert céljait szolgálta.
A 19. században kialakított városi közparkok sorában a legkorábbiak közé sorolható a budapesti Városliget. Tervein három évig dolgozott a lübecki származású, Pesten letelepedett Christian Heinrich Nebbien, és 1816-ban adta be a Szépítő Bizottság pályázatára. A feladat különlegességét az adta, hogy a területet a kezdettől népparknak tervezték, nem meglévő főúri kert átalakításával. Nebbien számos igényes részletet tervezett az angol stílusú parkba. A park bejáratához klasszicista stílusú, oszlopos kolonnádot képzelt el, a Nádor-szigetre pedig majorságot. Megszüntette a korábban tervezett egyenes fasorokat, de megtartotta a körsétányt, a Rondót (a mai Városligeti fasor torkolatánál), itt nyílott volna a főbejárat. A legnagyszabásúbb építmény a szabadtéri színpad, az Amphiteátrum lett volna, 1500 ülő- és 2500 állóhellyel. Terveit azonban pénzhiány miatt csak részben kivitelezték, elsősorban a növénytelepítéssel. Munkájának eredménye nagyjából a század végéig megmaradt, amikor a park fáinak jelentős részét kivágták az 1885-ös Országos Kiállítás, majd az ezredévi ünnepségek idetelepítése miatt.
A mai Szabadság tér déli részén 1846-ban Széchenyi István és felesége ültették az első fasort, ezzel a város egyik kedvelt sétányának téve le alapjait (erre ma a téren álló Virulj!-kút emlékeztet).

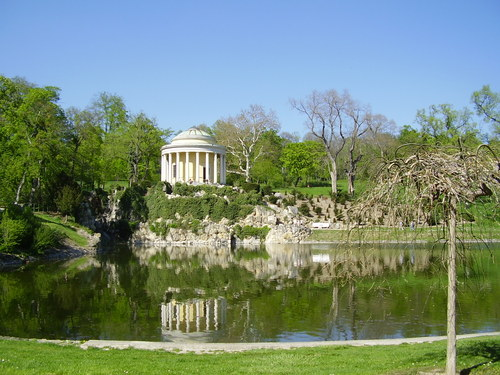
A Leopoldina-templom a kismartoni Esterházy-kastély parkjában

### Magánkertek, kastélyparkok
A 19. század első felének legigényesebb és eredeti formáját nagyjából máig őrző tájképi kertjét a kismartoni Esterházy-kastély körül alakította ki Charles Moreau francia építész, aki részben Matthias Pölt hercegi főkertész munkáját folytatta. A korábbi tervek alapján kialakított tó- és patakrendszer köré Moreau nagyobb területen dolgozhatott, váltakozva szabad térségeket és fás ligeteket, kanyargó sétautakat alakítva. Két új építménye a kertben az angol gőzgépet befogadó gépház, illetve egy oszlopos körtemplom, amelybe Antonio Canova Leopoldina hercegnőről készített szobrát helyezték el.
A Városliget alapjait lerakó Christian Heinrich Nebbien is dolgozott nemesi családoknak. A Brunszvik család megrendelésére az alsókorompai és a martonvásári kastélyok kertjét alakította ki; utóbbi nagyobbrészt ma is látható. Nebbien valószínűsíthetően a betléri Andrássy-, valamint a szentantali és a felsőbalogi Koháry-kastélyok parkjainak kialakításában is szerepet vállalhatott. A pesti Orczy-kertet kialakító Bernhard Petri nevéhez fűződik a vedrődi és a hédervári kastélyok parkjának kialakítása. Vedrődön műromot is kialakítottak, „ódon, gótikus vár” formájában, egy 15. századi velencei palota főhomlokzati loggiáját is felhasználva. Hasonló épületet alakítottak ki a 19. század végén Tatán, az Esterházy-kastély parkjában; itt a vértesszentkereszti román kori apátság köveit és római sírköveket is felhasználtak.
Több, jelenleg közparkként használatos területnek ebben a korban rakták le az alapjait. Ilyen az ebben az időben csak vízi úton megközelíthető Margit-sziget, amelynek kertépítészeti kialakítása Sándor Lipót főherceg, majd József nádor felügyeletével kezdődött meg, Karl Tost királyi főkertész bevonásával (az eredményekben az 1838-as jeges árvíz komoly károkat okozott). József nádor másik komoly tájépítészeti beruházásának az alcsúti Habsburg-kastély tájképi kertjének kialakítását tartják, amely jelentős részben ma is eredeti képét mutatja, néhány eredeti építménnyel. A 19. század első feléből számos tájképi kert maradt fenn Magyarországon, nemesi kastélyokhoz kapcsolódva, többé-kevésbé eredeti formájában.